# يريفان
يَرَوَان ويقال أَرَوَان وأَيْرَوَان أو يريفان (بالأرمنية: Երեւան [يرۋان]) عاصمة أرمينية وكبرى مدنها، تقع على ضفاف نهر هرازدن أكبر أنهار أرمينية. تعدّ يروان أقدم مدينة مأهولة بشكل مستمر. وهي المركز الإداري والثقافي والصناعي للبلاد. لقد كانت العاصمة منذ عام 1918، والعاصمة الرابعة عشر في تاريخ أرمينيا والسابعة الواقعة في أو حول سهل أرارات. المدينة أيضاً بمثابة مقر أبرشية أرارات الحبرية، وهي أكبر أبرشية تابعة إلى الكنيسة الرسوليَّة الأرمنيَّة وواحدة من أقدم الأبرشيات في العالم.
يعود تاريخ يروان إلى القرن الثامن قبل الميلاد، مع تأسيس قلعة إريبوني في عام 782 قبل الميلاد من قبل الملك أرغشيتي الأول في أقصى غرب سهل أرارات. تم تصميم قلعة إريبوني «مركزا إداريا ودينيا كبيرا، وعاصمة ملكيَّة بالكامل». وبحلول حقبة المملكة الأرمنية القديمة المتأخرة، تم إنشاء عواصم جديدة وتراجعت أهمية يروان. تحت الحكم الإيراني والروسي، كانت المدينة مركز خانات يروان من عام 1736 إلى عام 1828 ومحافظة يروان من عام 1850 إلى عام 1917، على التوالي. بعد الحرب العالمية الأولى، أصبحت يروان عاصمة جمهورية أرمينيا الأولى حيث وصل الآلاف من الناجين من الإبادة الجماعية للأرمن في الدولة العثمانية إلى المنطقة. وتوسعت المدينة بسرعة خلال القرن العشرين حيث أصبحت أرمينيا جزءاً من الاتحاد السوفيتي. في غضون بضعة عقود، تحولت يروان من مدينة إقليمية داخل الإمبراطورية الروسية إلى المركز الثقافي والفني والصناعي الرئيسي لأرمينيا، بالإضافة إلى ذلك أصبحت مقر الحكومة الوطنية.
مع نمو الاقتصاد الأرمني، شهدت يروان تحول كبير. تم تنفيذ الكثير من أعمال البناء في جميع أنحاء المدينة منذ أوائل العقد الأول من القرن العشرين، وقد تضاعفت منافذ البيع بالتجزئة مثل المطاعم والمتاجر والمقاهي في الشوارع، والتي كانت نادرة خلال الحقبة السوفيتية. في عام 2011، بلغ عدد سكان يروان 1,060,138 نسمة، أي ما يزيد قليلاً عن 35% من إجمالي سكان جمهورية أرمينيا. وفقًا للتقديرات الرسمية لعام 2016، بلغ عدد سكان المدينة الحالي 1,073,700 نسمة. وتم تسمية يروان عاصمة الكتاب العالمية لعام 2012 من قبل اليونسكو. يروان عضو منتسب في يوروسيايز.
من المعالم البارزة في يروان، تعتبر قلعة إريبوني مسقط رأس المدينة، وكنيسة كاتوغيكي تسيرانافور وهي أقدم كنيسة في يروان، وكاتدرائية القديس غريغوريوس وهي أكبر كاتدرائية أرمينية في العالم، وتُعد تسيتسيرناكابيرد النصب التذكاري الرسمي لضحايا الإبادة الجماعية للأرمن. وتضم المدينة على العديد من دور الأوبرا والمسارح والمتاحف والمكتبات والمؤسسات الثقافية الأخرى. مسرح أوبرا يروان هي القاعة الرئيسية للعاصمة الأرمينية، ومعرض أرمينيا الوطني هو أكبر متحف فني في جمهورية أرمينيا ويشترك في مبنى مع متحف التاريخ في أرمينيا، ويحتوي مستودع متحف ماتنادران على واحد من أكبر المستودعات في الكتب والمخطوطات القديمة في العالم. وتُعد يروان من بين أفضل عشرة مدن آمنة في العالم، وتتمتع بمشاهدة حياة ليلية شاملة مع مجموعة متنوعة من النوادي الليلية. إلى جانب أماكن ومسارح حية، ومناطق للمشاة، ومقاهي الشوارع، ومقاهي الجاز، والحانات، والكازينو، والنوادي والمطاعم.

## التسمية
تربط إحدى النظريات التاريخية المدينة بملك أرمني أسمه يرفاند الرابع هو آخر ملوك الأسرة الأورنتية ومؤسس مدينة يرفانتوشاد.

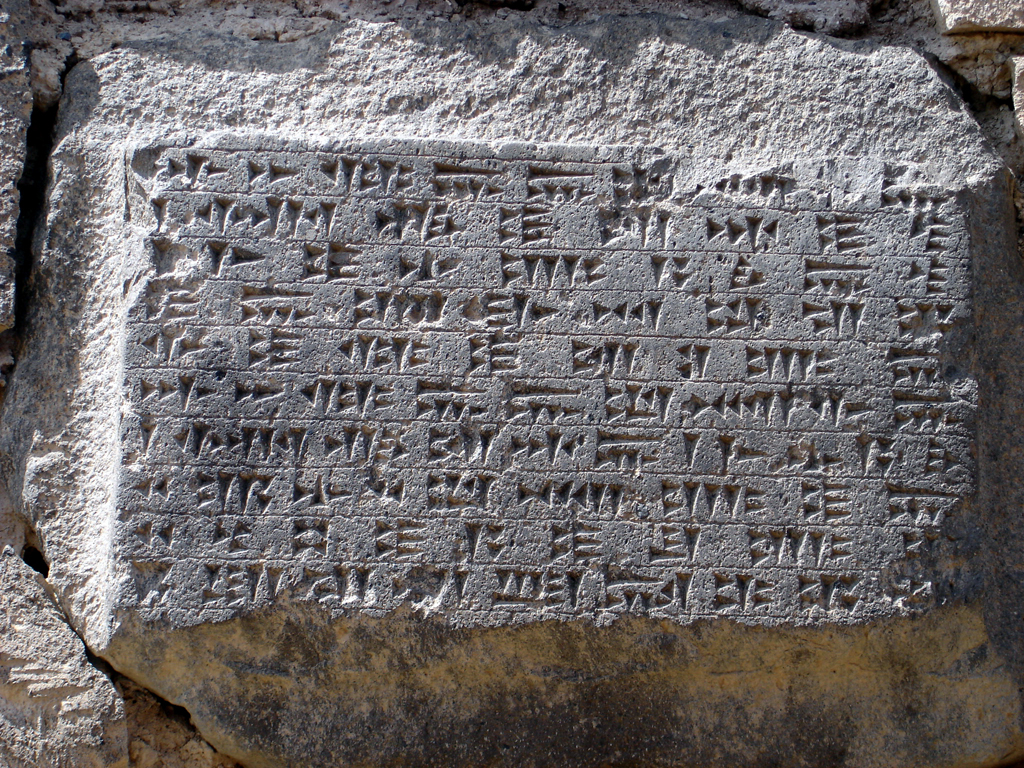
نقش مسماري يشير إلى بناء يروان في موقع معسكر إريبوني بأمر من الملك أرغيشتي في العام 782م.

لكن هناك دلائل تشير إلى أن اسم المدينة يعود لاسم حصن «إربوني» العسكرية الأورارتي والتي أنشأهوا الملك أرغيشتي الأول عام 782 ق.ب. في تلة تطل على موقع يروان الحالية. ومع اندماج اللغة الأورارتية مع اللهجة الأرمنية عبر الصور، تغير لفظها من إروبوني إلى إريفون إلى إريفاني وآخيرل إلى إريفان. وهذا ما لاحظته الاكاديمية مارغريت اسرايليان من خلال تحليل النقوش المسمارية التي وجدت في إيرباني.
أما المؤرخون المسيحيون الأرمن، فينسبوا الاسم إلى النبي نوح إذ يعتقدون أنه قال «يريفاتس» (بالأرمني تعني «بانت») وهو ينظر ناحية سهول يروان بعد رسو فلكه على جبل آرارات.
في زمن العصور الوسطى وعندما كانت تحت الحكم التركي والفارسي، عرفت المينة باسم «ايروان» بحسب اللفظ الفارسي. وهذا ما يطلقه عليها الآذربيجانيون حتى اليوم. وخلال حكم الروسي في القرن الثامن عشر، كانت تسمى «إريفين» بحسب اللفظ الروسي. وأصبح اسمها يروان بشكل رسمي عام 1936م. أما في أدبيات اللغة الإنكليزية فكانت تسمى إريفان (بالانكليزية: Erivan).

## الرموز

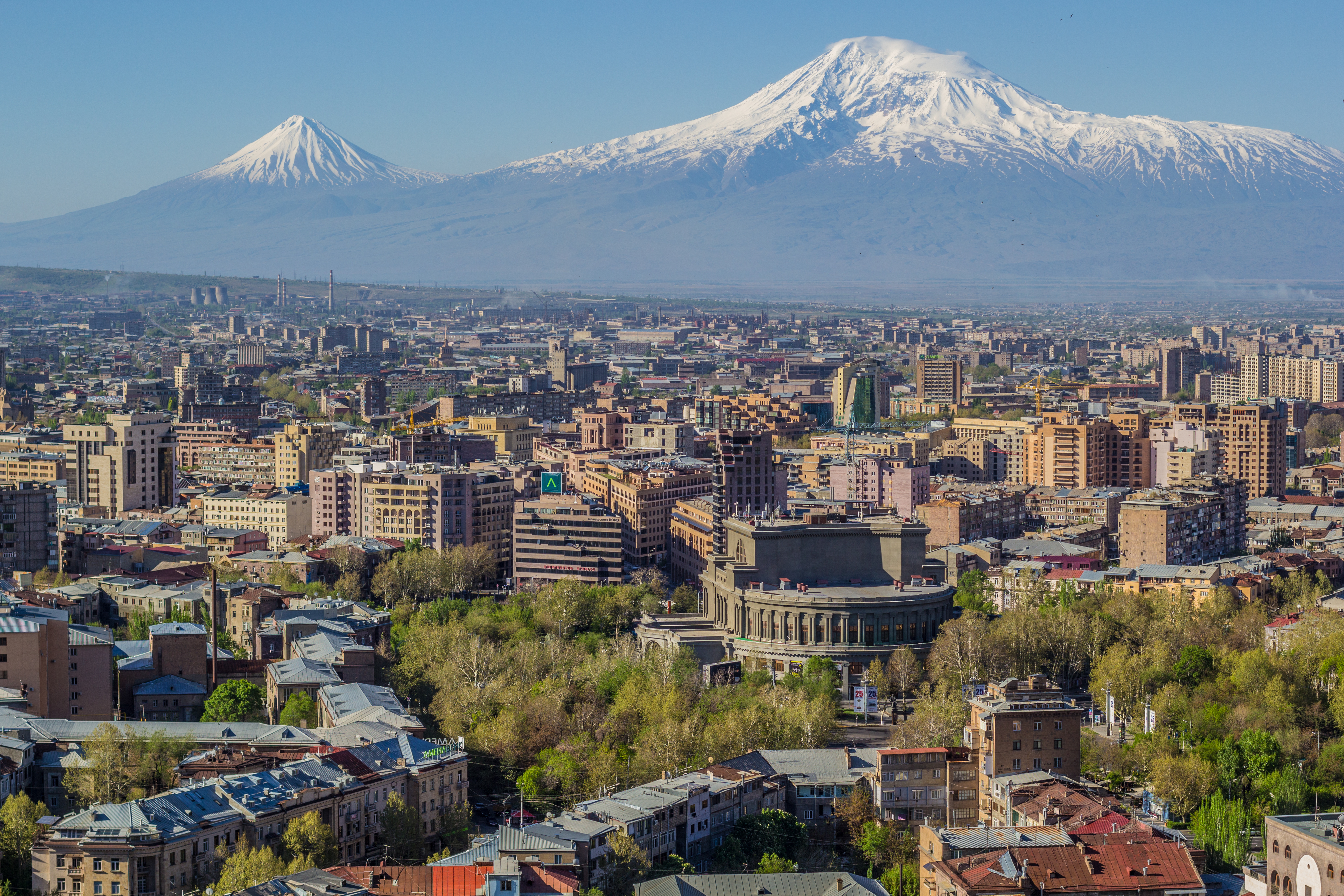
جبل آرارات الوقع في تركيا وهو الرمز الوطني لأرمينيا والذي يطل ببهاء في شمال المنطقة.

الرمز الأساسي لمدينة يروان هو جبل أرارات الذي يمكن رؤيته من كل مكان في المدينة. أما شعار المدينة فهو مستطيل بحواف زرقاء يتوسطه أسد متوج يسير على قاعدة كتب عليها «يروان». ينظر الأسد إلى الخلف ويمسك صولجانا بيده اليمنى كدلالة على القوة والملكية. وعلى صدره صورة للديمومة وخلفه رسم لجبال آرارات.
بنتيجة مسابقة لاختيار نشيد للمدينة، تم في 27 أيلول/سبتمبر 2004 اختيار نشيد اسمه «أربوني-يرفان» قام بتأليفه باروير سيفاك ولحّنه إدغار هوفهانيسيان.
أما علم المدينة فهو مستطيل بخلفية بيضاء يتوسطه شعار المدينة يلتف حوله إثني عشر مثلث أبيض يرمزون للعواصم أرمينية الإثني عشر التي أتوا قبلها. وداخل العلم ثلاثة ألوان هي المعتمدة في العلم الأرميني الرسمي. والأسد مرسوم بخلفية برتقالية بحدود زرقاء.

## نبذة تاريخيّة
لمنطقة يروان تاريخ عريق غارق في القدم اذ أنها استوطنت في القرن الرابع ما قبل الميلاد وانشيء فيها تحصينات عديدة منذ العصر البرونزي مثل مستعمرات شينغافيت وتستسيينغباريت وتيشبايني وارين بيريد وبردادزور.

### فترة الإرباني وأورارتو

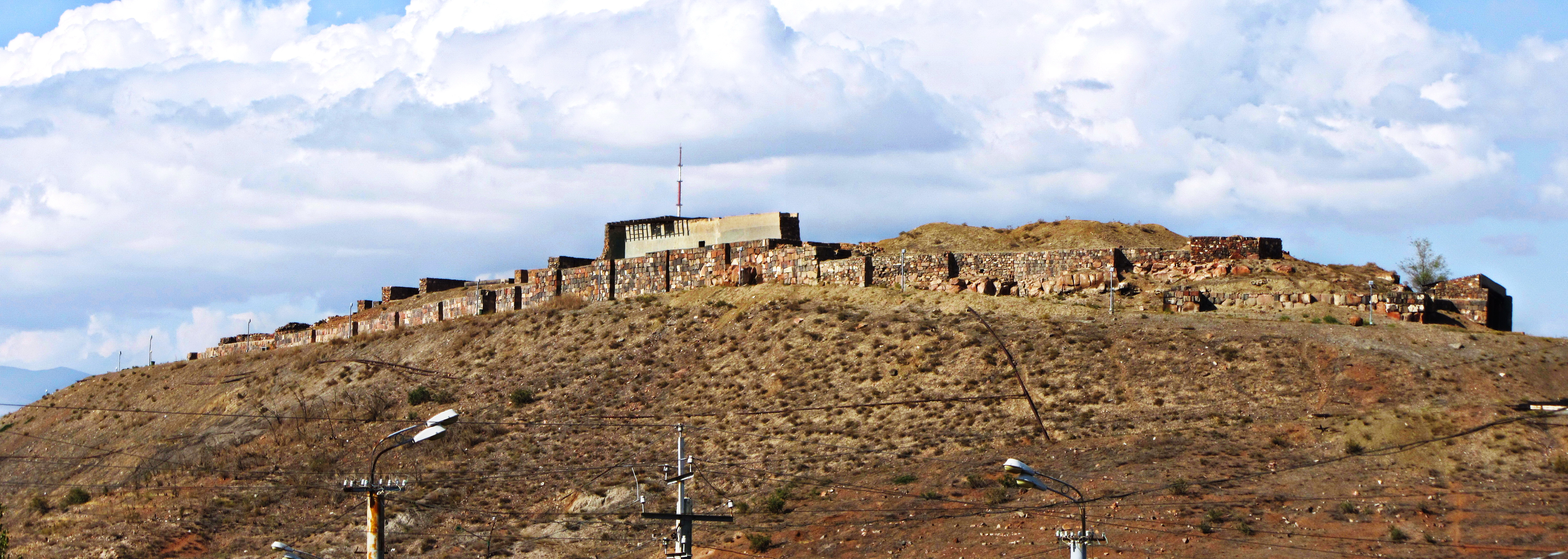
بقايا حصن إربوني الذي بناه الملك أرغيشتي عام 782م.

أسس الملك أرام مملكة أورارتو في القرن التاسع ما قبل الميلاد في حوض بحيرة وان في هضاب أرمينيا والتي شملت مناطق يروان الحالية. وكانت تعتبر هذه المملكة من أكثر المملكات المتقدمة في عصرها. تشير التنقيبات الأثرية للنقوش المسمارية عن إنشاء حصن إربوني في عام 782 ق.م. بأمر من الملك أرغشتي لحماية المنطقة من هجمات القوقاز. وخلال الحكم الأورتي، شهدت نهضة زراعية حيث بنيت قنوات الري وتجمعات حفظ المياه. وفي عام 585 ق.م. تم تدمير حصن تيشيبايني التي تبعد 45 كلم شمالي يروان على أيدي تحالف من الميديون والسكوثيون.

### فترة الميديون والسكوثيون

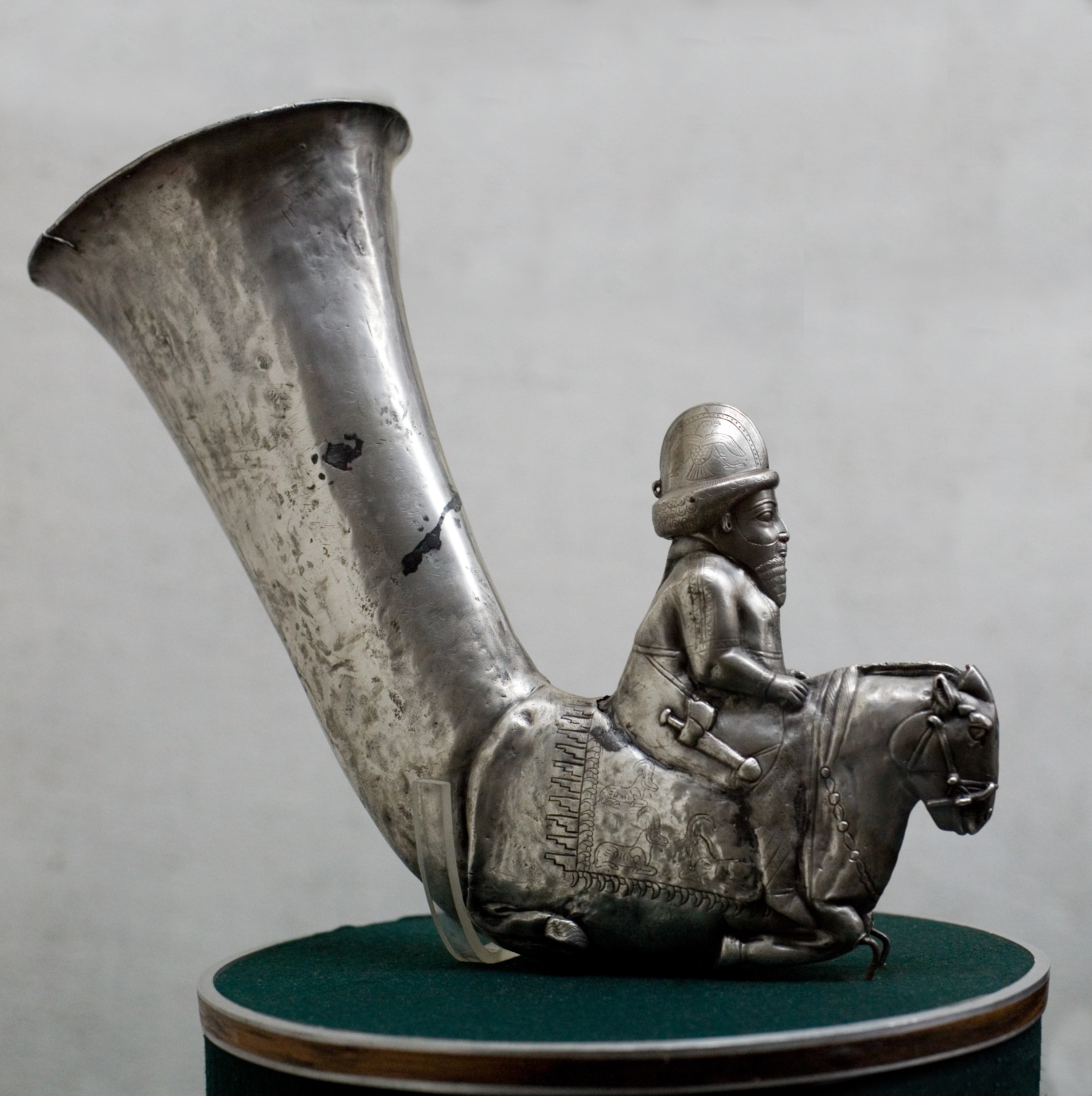
كأس شراب على شكل القرن وجد في إيربوني

في عام 590 ق.ب. احتل الميديون الفرس الهضبات بما فيها حصن إربوني. وفي عام 550 ق.م. احتل خسرو المنطقة التي أصبحت جزء من المملكة الاخمينية. وبين عامي 522 ق.م. و331 ق.م. أصبحت إربوني المركز الرئيسي التابع لسترابة (أي ولاية) السلالة الأورنتيون الأرمنية الذين حكموا باسم الامبراطورية الأخمينية. وقسمت هذه السترابية إلى قسمين شمالي وجنوبي. أصبحت إربوين (أي يروان) عاصمة القسم الشمالي بينما أصبحت توشبا (أي وان) العاصمة الجنوبية. وتبين النقود التي وجدت في حصن إربومي مدى أهمية المنطقة كموقع تجاري. وخلال قرنين من حكم الأخمينيون تغير وجه المدينة واصبحت فارسية الهوية والثقافة والتراث.

### فترة المملكة الأرمنية القديمة

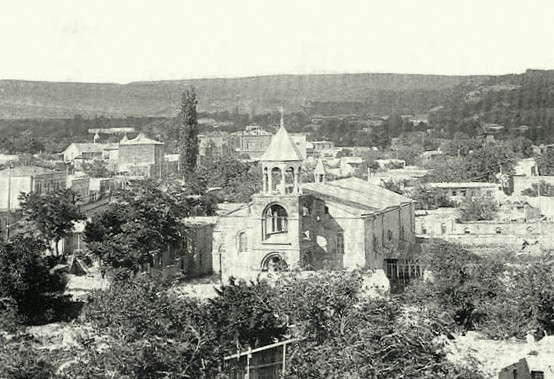
كنيسة القديسين بولس وبطرس من القرن الخامس الميلادي

وبنتيجة خسارة الأخمينيون امام جحافل الاسكندر المقدوني بعد معركة غوغميلا عام 331ق.م. حقق الأورنتيون الاستقلال وأنشاؤا المملكة الأرمنية وبدؤا بإنشاء مدن جديدة مثل ارمافير وزريهافان وباغاران ويرفانداشات مما ادى إلى الإضمحلال التدريجي لأهمية أورباني.
في عام 189 ق.م سطع حكم السلالة الأرتخية، فتوسعت المملكة الأرمنية في مناطق أسيا الوسطى والأناضول والأتروباتين ومملكة ايبيريا وسوريا وفينيقة. اعتبر الأرتخينيون إربوني ذو تراث فارسي، لذا اهملوها وشرعوا في بناء مدن جديدة.
وفي فترة حكم السلالة الأرشكية (54م - 428م)، ازدهر العديدة من المدن المجاورة لأربوني ممن افقدها كل ميزاتها التجارية والثقافية. ولم يعد لها ذكر في التاريخ الا في نص ماني واحد اشار إلى إنشاء تجمع للمانيين بجانب مسيحيي المدينة. وبحسب كتاب أشخاراتسيوتس الجغرافي، كانت أيربوني تابعة لمقاطعة كوتياك ضمن محافظة آيرارات في أرمينيا الكبرى.
وفي بدايات القرن الرابع أيام الملك تريتاديس الثالث، اعتنقت أرمينيا الديانة المسيحية. وعلى أثره، بنيت كنيسة القديسين بولس وبطرس في إربوني في القرن الخامس الميلادي مما يجعلها من اقدم كنائس إربوني والتي هدمها السوفييت عام 1930م بسبب سياساتهم المناوئة للأديان.

### فترة الساسانيين

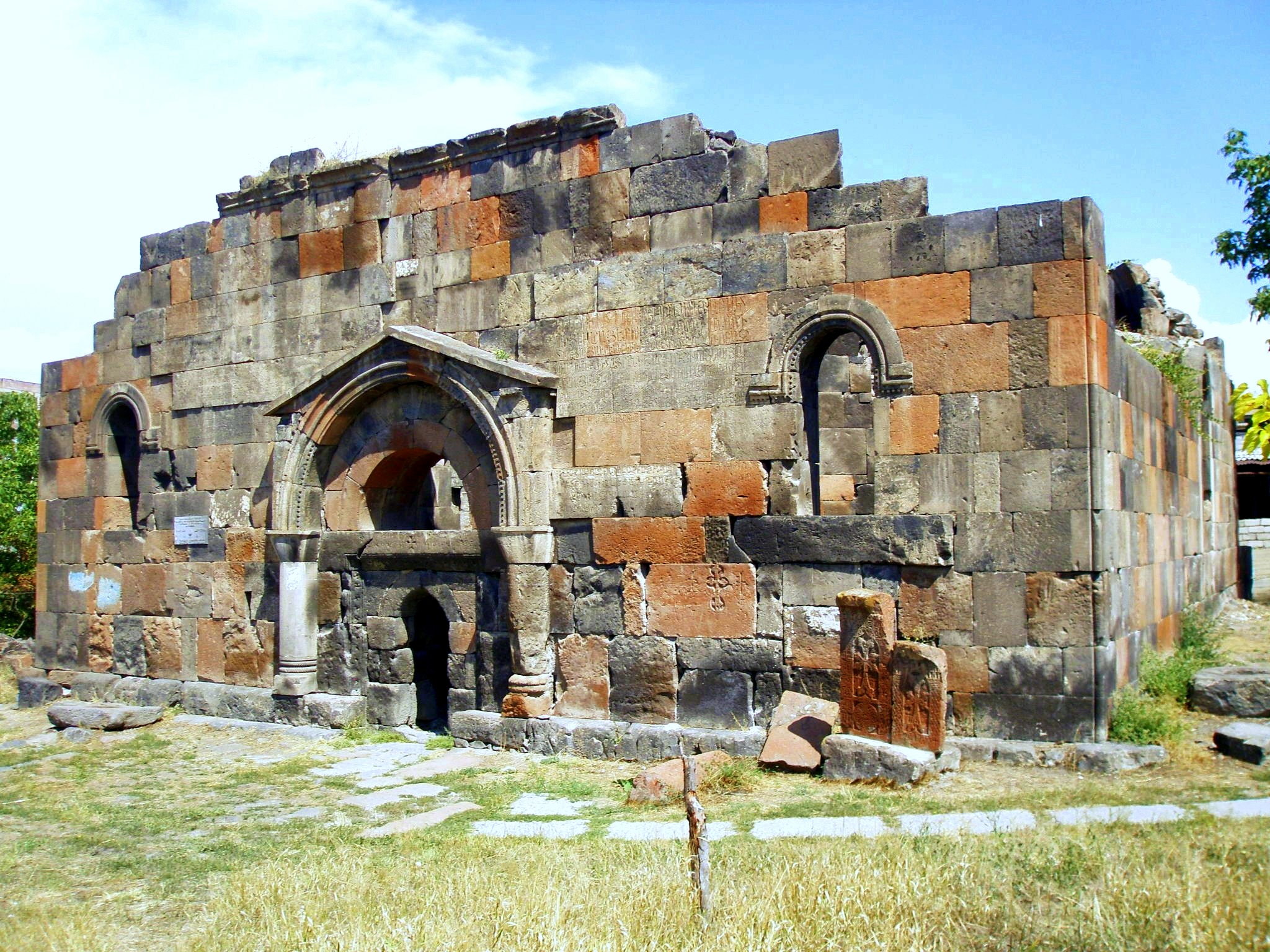
كنيسة كاتوغيكي في منطقة ايفان، القرن السادس الميلادي

بعد تقسيم ارمينيا إلى مملكتين أيام البيزنطيين في عام 387م والفرس عام 428م، أصبحت إربوني تابعة لحكم الساسانيين الفرس من ضمن أرمينيا الفارسية. بسبب فقدان اهميتها، لم تذكر أي معلومات تاريخية حول المدينة. كل ما هنالك ان هو ذكر لبناء كنيسة كاتوغيكي في منطقة ايفان عام 595م وهي اقدم كنيسة لم تهدم مع انها تعرضت لبعض الاضرار بسبب زلزال الذي ضرب المدينة عام 1679م. وبقيت مقاطعة أرمينيا الفارسية حتى عام 646م حين احتلها العرب المسلمون.

### فترة المسلمين
فتح العرب المسلمون المدينة عام 658م من ضمن حملتهم لفتح بلاد فارس اذ اعتبرت جزءا من المملكية الفارسية. وبفترة حكم الامويون، ضمت المدينة لإمارة ارمينيا والتي كان مركزها مدينة دفين. وبسبب نشاطات العرب التجارية، أصبحت أرمينيا ممر مهما للقوافل العربية التي تاجرت بين أوروبا والهند المارة بسهول أرارات. وهناك دلائل تشير إلى اعتماد اسم يروان في القرن السابع الميلادي.

### فترة أرمينيا البقردونية
في عام 850م، قاد الأمير البقرادوني آشوط الأول ثورة ضد الحكم العباسي وحرر يرفان مما جعل الخليفة المستعين بالله العباسي يعترف به كأمير لأرمينيا في عام 861م. وفي عام 885م، توج ملكا على أرمينيا بمباركة الخليفة المعتمد على الله. وخلال حكم البقرادونيين (885م - 1045م) أصبحت يروان آمنة ومستقرة لحين سقوطها بيد البيزنطيين لكنها لم تكسب مكانة مهمة اذ بنى البقرادونيين مدنا أخرى.

### فترة حكم السلجوقيين والزكاريد والمغول
حكم البزنطينيون المنطقة لفترة وجيزة (1045م - 1064م) بعدها سيطر السلجوقيون بأمرة ارطغرل وآلب أرسلان على كل المنطقة بما فيها يروان. وفي فترة حكم الزكاريد، توسعت يروان بشكل كبير. وبعد غزو المغول لأرمينيا في عام 1236م أصبحت يروان محمية مغولية من ضمن الحكم الإيلخاني واصبح الزكاريديون اتباع المغول. بعد سقوط الإيلخانية في منتصف القرن الرابع عشر الميلادي، بقي الزكاريديين يحكموا المنطقة حتى سقوطها بيد الاتراك عام 1360م.

### قبائل الآق قويونلو والقراقويونلو

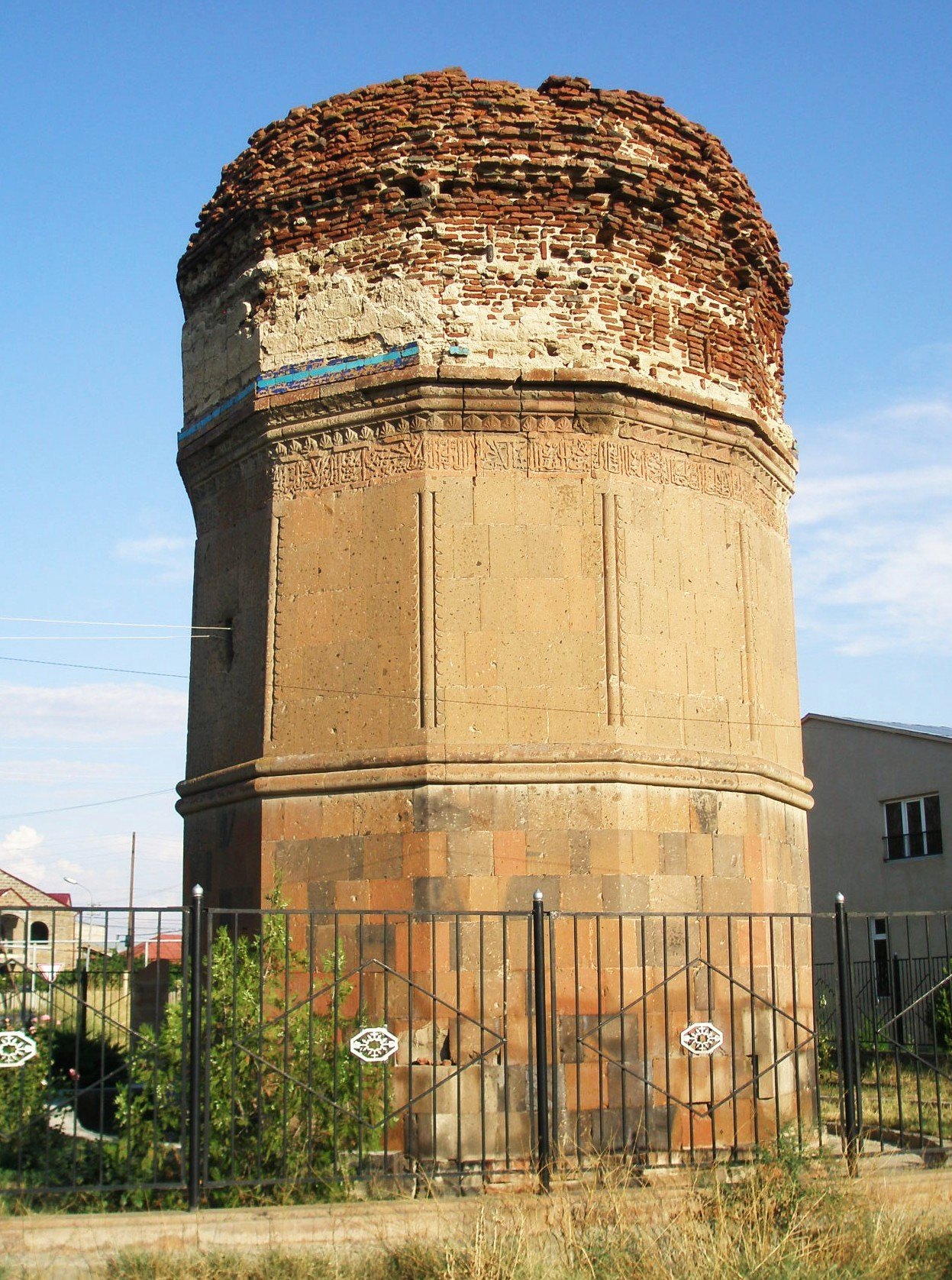
ضريح الامراء القرا كيونولو في أرغافاند بالقرب من يروان.

في الربع الأخير من القرن الرابع عشر، استولت قبائل الأق قويونلو الأتراك الأوغوزيون السنة على أرمينيا بما فيها يروان. وفي عام 1400م، غزى تيمورلنك أرمينيا وجورجيا وسبى 60,000 من سكانهما مما فرغ يروان من سكانها.
في عام 1410م، وقعت ارمينيا تحت حكم قبائل قراقويونلو التركية الشيعة الذين فرضوا ضرائب عالية وبنفس الوقت فرضوا الأمن والآمان وقاموا بتوسعت وتطوير المدن وجعلوا يروان مركز مقاطعة «شكور ساد» التي انشاؤها.
لكن الأمور تغيرت مع قيام حكم القرا اسكندر بين عامي 1420م و1436م الذي شاع في أيامه الفساد والقهر والقتل والسبي فنزح عدد كبير من السكان عن المنطقة. وانتهى حكمه بوصول التيموريين.
وفي عام 1375م سقطت المملكة الأرمنية في قلقيلية مما دفع لّعودة مركز الكنيسة الأرمنية إلى يروان عام 1441م. لهذا، عادت يروان المركز الاقتصادي والثقافي والإداري لأرمينيا من جديد.

### فترة الحكم الإيراني

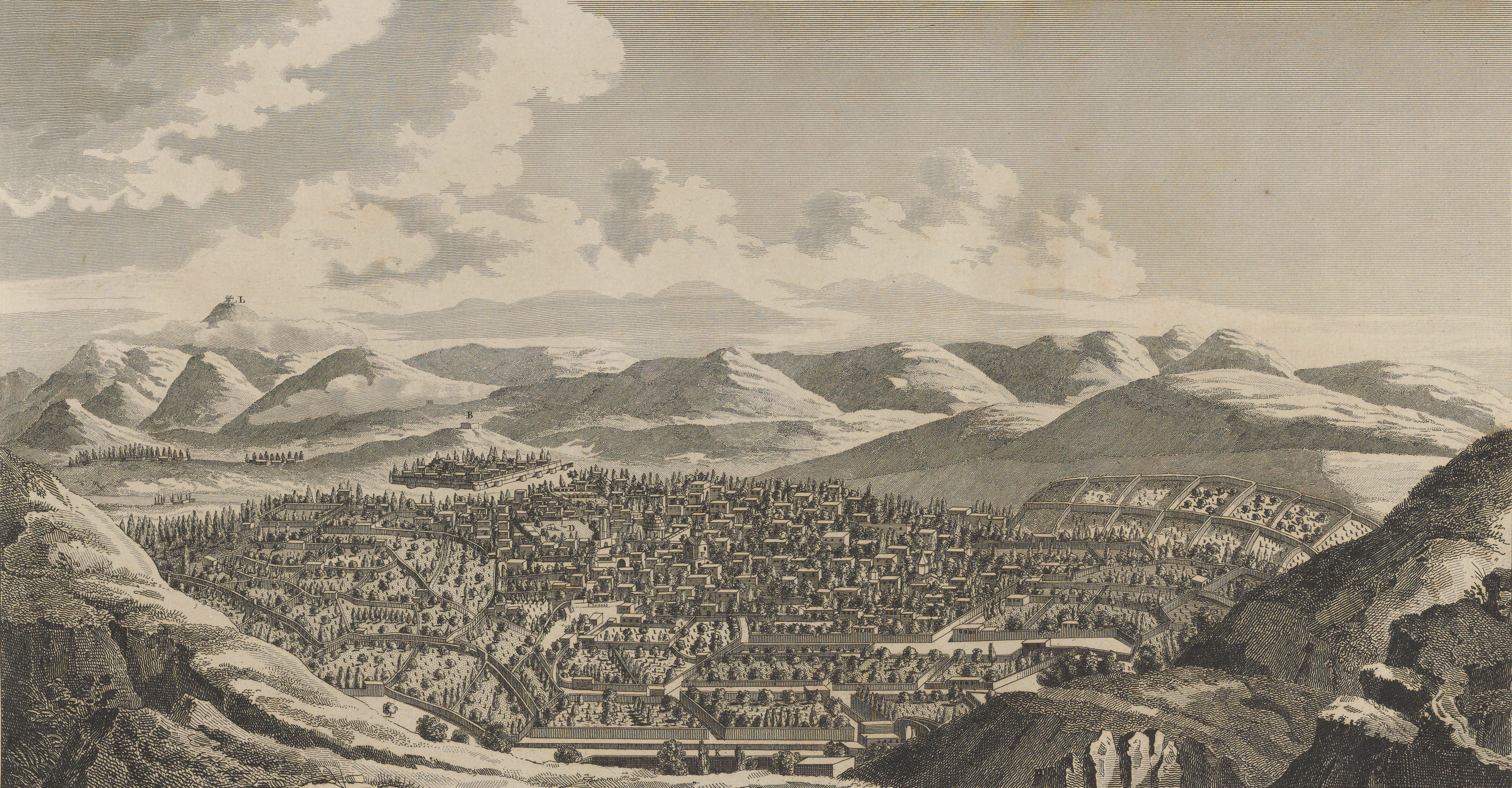
رسم لمنطقة يروان رسمها الرحالة الفرنسي جان شاردان عام 1673 خلال ترحاله في الدولة الصفوية

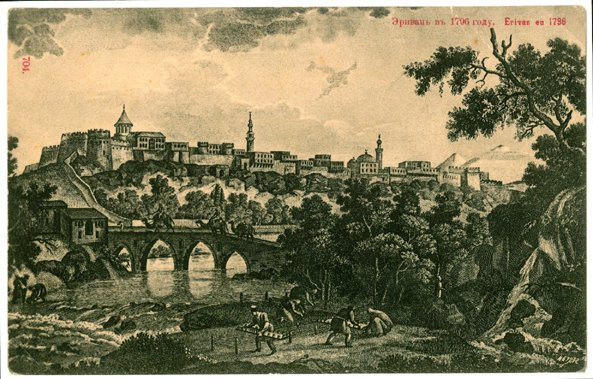
يرفان في العام 1796م في عهد القاجار رسمها ج. سيرغيفيتش. وتظهر كنيسة أرمنية لجهة اليسار وجامع صفوة على اليمين.

في عام 1501م استطاع الشاه اسماعيل الصفوي من احتلال معظم مقاطعات أرمينيا الشرقية. وفي عام 1502م، أصبحت يروان مركز مقاطعة يروان الفارسية التي أنشاءها الصفويون. وبقيت تحت حكم الفرس لثلاثة قرون. بسبب موقعها الإستراتيجي. شهدت منازعات حولها بين الصفويين والاتراك. وفي عام 1555م، ضمت يرفان إلى الحكم الصفوي بشكل تام بعد معاهدة اماسيا. وفي عام 1582م، احتلها العثمانيون بقيادة السردار فرحات باشا وبنى حصن إيروان مكان حصن أرمني قديم على ضفاف نهزر هردزان. وبقي العثمانيون في المدينة حتى عام 1603م حين استعادها الصفويون مرة أخرى إثر الحروب العثمانية الصفوية الأولى.
أمر الشاه عباس الأول الصفوي (جكم بين 1588م و1629م) بسبي مئات الألاف من سكان ارمينيا بما فيهم يروان إلى إيران مما افقد المدينة أكثريتها الأرمينية واصبح المسلمون (فرس وأتراك وكورد وتتار) اكثرية بحدود 80٪ من عدد سكان المدينة. لكن بقي للأرمن أهمية اقتصادية لما لهم من باع في الصناعة والخرف والتجارة. وأكد الفرس حكمهم ليرفان عقب معاهدة زهاب الموقعة عام 1639م.
في عام 1679م، وقع زلزال ضخم هدم كل المدينة.
في عام 1724م، وقعت قلعت آيروان بأيدي الاتراك وبعدها حلت مقاطعة بغالبيغي الصفوية.
في عام 1736م، بعد سقوط الدولة الصفوية، أصبحت يروان والمناطق المحيطة بها تحت حكم خانية إيروان التابعة لحكم الدولة الافشارية الإيرانيين والتي بلغت مساحتها 15,000 كلم2. وحوالي عام 1790م، وقعت المنطقة تحت حكم القاجاريون الإيرانيون الذين خسروها بعد حربهم مع الروس عام 1828م واثبتوا ملكيتها للامبراطورية الروسية في معاهدة تركمانجاي ثم خسروا مناطق واسعة من جورجيا وداغستان واذزبيجان للروس نتيجة معاهدة كلستان عام 1813م.

### فترة الاستقلال الوجيزة

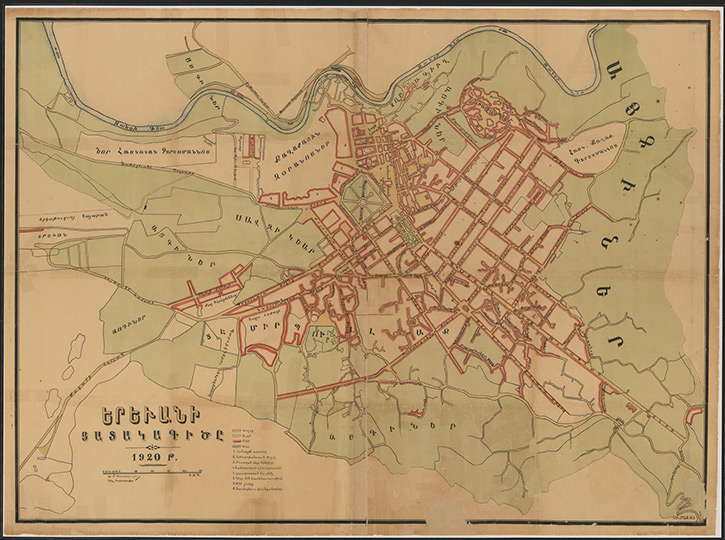
خريطة يروان عام 1920م جهة الغرب في الأعلى على غير عادة.

كانت مدينة يروان في بدايات القرن العشرين مدينة صغيرة لا يتجاوز عدد سكانها الـ 30 ألف نسمة. وفي عام 1917م بعد سقوط الامبراطورية الروسية بيد الشيوعيين، تحالف وجهاء المدينة الأرمن والجيورجيين والمسلمين ليؤلفوا الاتحاد القوقازي واعلنوا الانفصال عن تركيا وانشاء دولة جنوب القوقاز. لكنها لم تعمر طويلا. سارالجيش التركي إلى يروان، التي كانت ثقل الدولة الجديدة، لإخضاعها من جديد. ودق الكاثوليموس كيفورك الخامس الأجراس في البلاد لمدة ستة أيام فالتحق به عدد كبير من الأرمن من كل الأطياف ليشكلوا وحدات عسكرية منظمة.

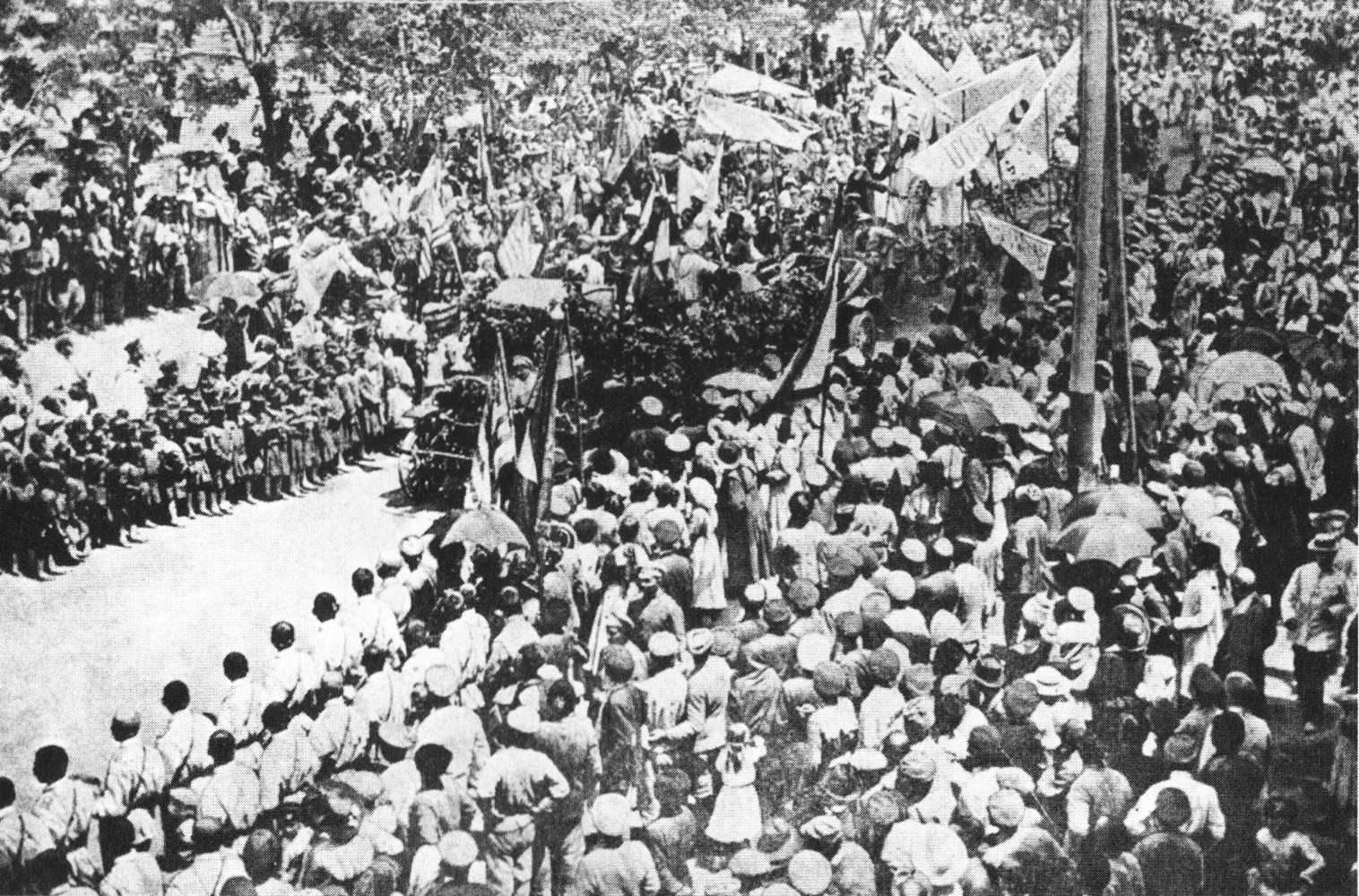
الاحتفالات بذكرى أول سنة استقلال في عام 1919م.

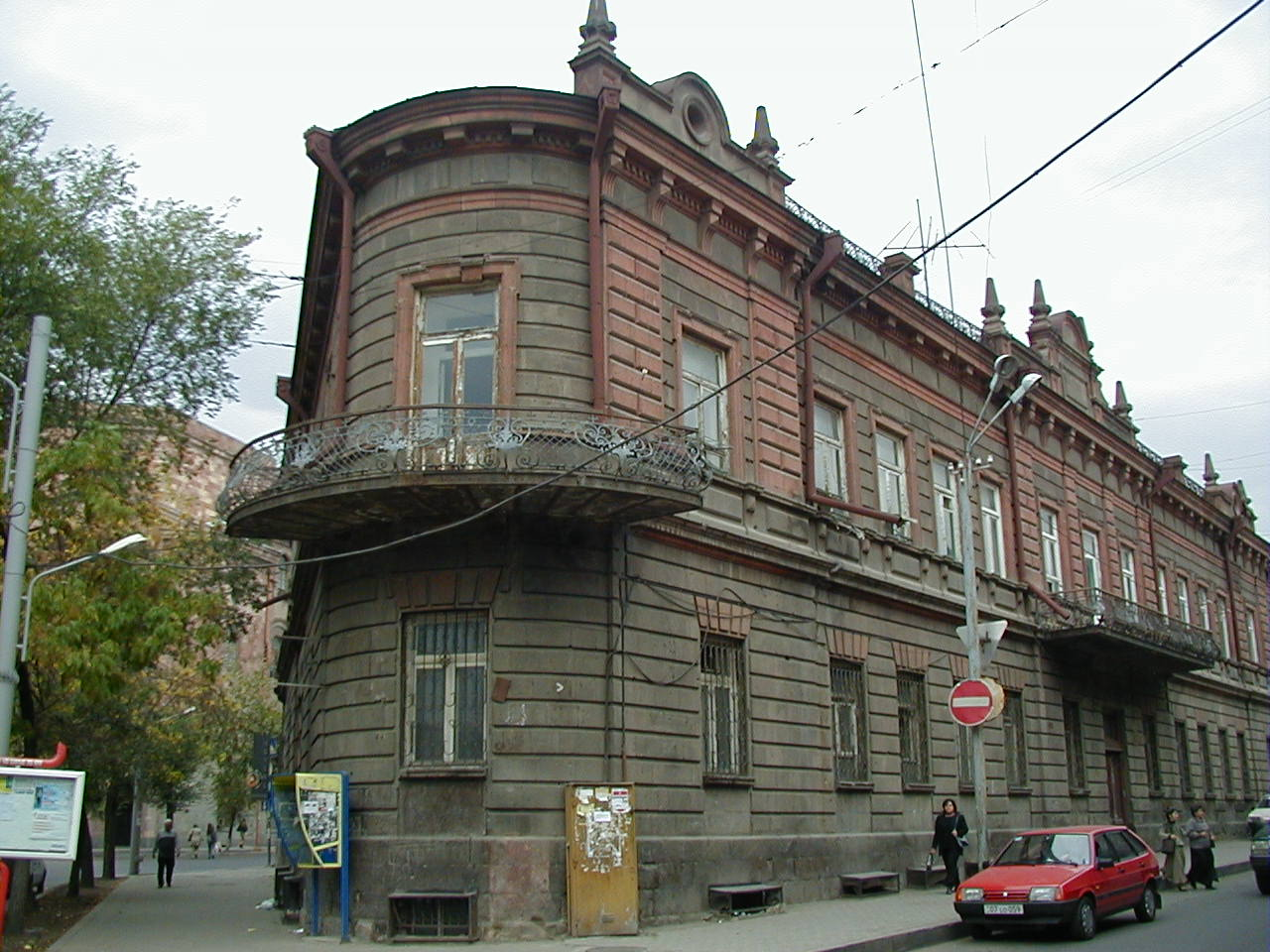
مبنى الحكومي لأول جمهورية أرمنية حيث أعلن أرام مانوكيان الاستقلال في 28 أيار/مايو 1918م.

في أيار/مايو 1918، استطاع الأرمن هزيمة الجيش التركي في معارك ساردارباد وأباران وكركيليسيا. وفي آيار/مايو 1918، أعلن قائد الطاشناق أرام مانوكيان استقلال أرمينيا كجمهورية وجعل يروان عاصمتها. وتوجه أعضاء المجلس الوطني الأرمني من تيفليس إلى يروان لعقد جلساتهم هناك. وهكذا، أصبحت أرمينيا جمهورية برلمانية مقسمة إلى أربعة قطاعات ادارية منها منطقة آرارات التي احتوت يروان العاصمة. في نفس الوقت، نزح إلى المدينة حوالي 75,000 الف أرمني هربا من المذابح التي قام بها الأتراك في غربي البلاد.
وإثر توقيع معاهدة سيفير التي أنهت الحرب العالمية الأولى، اعترف العالم باستقلال أرمينيا وفتحت العديد من الدول وخاصة دول الأميريكتين قنوات ديبلوماسية مع حكومة أرمينيا المستقلة. كما قامت الدولة الأرمنية بفتح قنصليات في بريطانيا العظمى وإيطاليا وألمانية وصربيا واليونان وإيران واليابان.
لكن سرعان ما سقطت آرمينيا بأيدي البولشفيك في 2 كانون الأول/ديسمبر 1920م وضُمت للإتحاد السوفييتي. تحرك الوطنيون الأحرار لاستعادة البلاد ونجحوا في اطلاق السجناء السياسيين والعسكريين الا أنهم منيوا بهزيمة قاتلة في 2 نيسان/أبريل عام 1921م.

### فترة الحكم الروسي

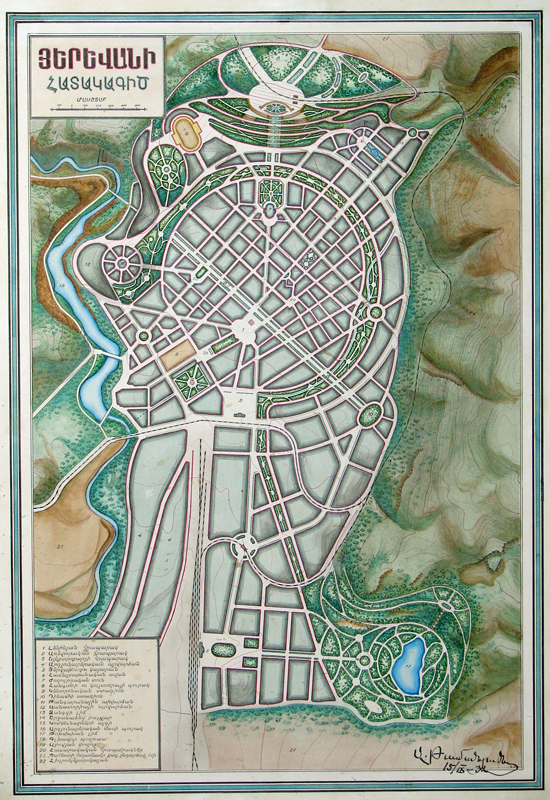
المخطط العام التي وضعها السوفييت لتطوير يروان

في 29 نوفمبر 1920، غزى الجيش الأحمر السوفييتي أرمينيا من الشمال الشرقي. وفي 2 ديسمبر 1920م أصبحت يروان والمناطق الأزمنية الأخرى جزء من الاتحاد السوفييتي واصبح اسم البلاد جمهورية أرمينيا الاشتراكية السوفييتية. بين عامي 1922م و1946م، أصبحت أرمينيا جزء من جمهوريات القوقاز السوفييتية مع جمهوريات جورجيا وادربيجان السوفييتيتين. وفي عام 1924م، تم الموافقة على «خطة يروان العامة» التي وضعها الاكاديمي الكسندر تمانيان وكانت أول مدينة سوفييتية تطور وتنفذ خطة تطوير.

### فترة الاستقلال
بعد انهيار الاتحاد السوفييتي عام 1990م، أصبحت يروان عاصمة الجمهورية الأرمنية. وواجهت المدينة بعض المشاكل في البنية التحتية والخدمات بسبب سوء تخطيط الانتقال إلى سياسة سوق العمل. فالكهرباء، مثلا، لم تعمل بشكل طبيعي حتى عام 1996م.
تحولت يروان منذ 2000م إلى موقع إنشاءات وتعمير ضخم كجزء من تخطيط مدني طموح. وارتفع ثمن الشقق عشر المرات خلال العقد الأول من القرن الواحد والعشرين. وتم تشيد الكثير من الطرق الجديدة. وبنتيجة الاعمار هذه، فقدت المدينة الكثير من العمارات التاريخية التي تحولت إلى عمارات حديثة. لم يبقى الا القليل من الأبنية التاريخية.
وشهدت المدينة العديد من المظاهرات والقلائل بخاصة المواجهات التي حصلت في عام 2008م بين المعارضة والحكومة من جراء نتائج الانتخابات الرئاسية. ادت المواجهات إلى مقتل 10 اشخاص وفرض حالة الطواريء لمدة 20 يوم.

## جغرافية المدينة

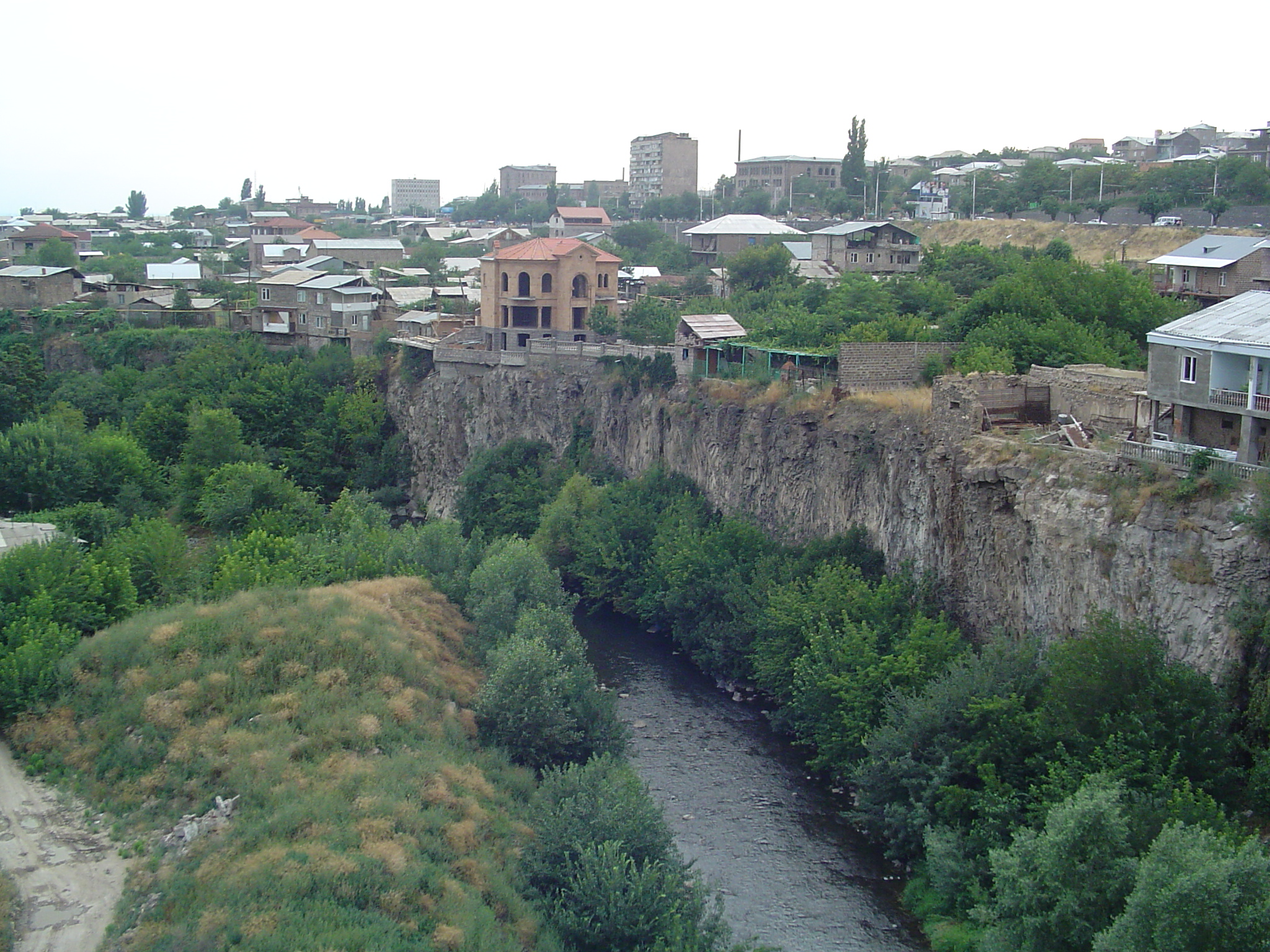
نهر هرزدان يتدفق عبر ريفان

### الطبوغرافيا والموقع
990م هو معدل ارتفاع يروان فوق سطح البحر وادنى ارتفاع هو 865م عن سطح البحر واقصى ارتفاع هو 1،390م عن سطح البحر. وهي تقع على طرف نهر هرازدان في الناحية الشمالية الشرقية لسهل ارارات في الوسط الغربي للبلد. ويحيط المدينة ثلاث جبال من ثلاث نواحي وتنخفض المدينة كلما اتجهنا جنوبا ناحية ضفاف النهر. ويقسمها النهر إلى قسمين مارا بوادي ضيق خلاب.
لاتعتبر يروان جزء من أي محافظة ارمنية على أساس أنها العاصمة. وتحدها المحافظات التالية: كوتايك من الشمال والشرق، ارارات من الجوب والجنوب الغربي، ارمافير من الغرب واراغتسوتن من الشمال الغربي.

### المناخ

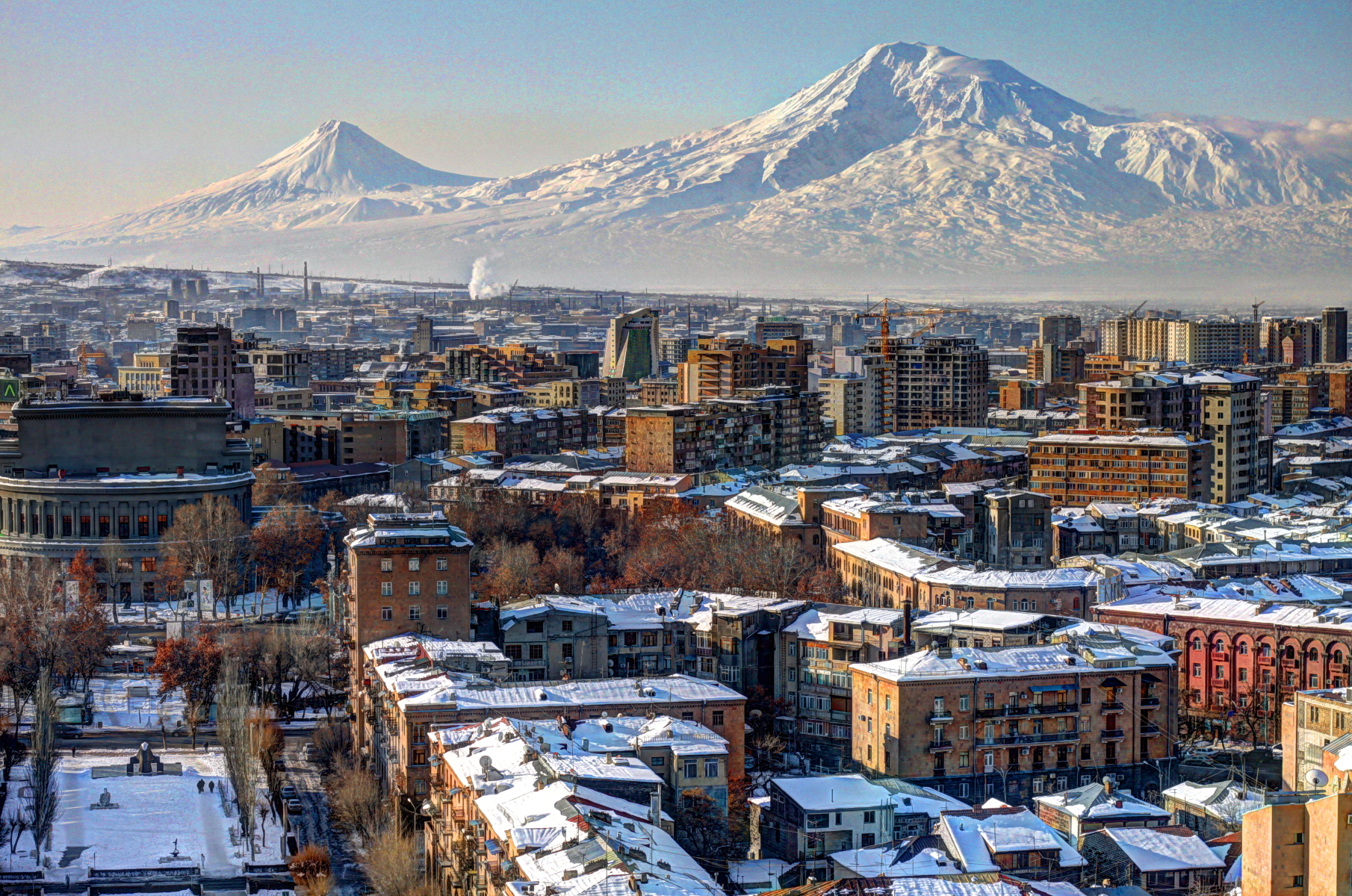
يروان في فصل الشتاء

مناخ يروان شبه قاحل حيث صيفها طويل وحار وناشف اما شتائها فقصير وبارد جدا يتخلله سقوط الثلوج. مؤدى هذا موقعها الذي يحيطه الجبال وبعدها عن أي بحر يرطب جوها. صيفها حار جدا بأعلى معدل يصل إلى 40 درجة مئوية في شهر آب/أغسطس. اما شتائها فبارد جدا بدرجة حرارة دنيا تصل إلى 15 درجة مئوية تحت الصفر في شهر كانون الثاني/يناير. ومعدل هطول الأمطار قليل لا يتعدى 318 ملم بالسنة.
| البيانات المناخية لـيريفان         | البيانات المناخية لـيريفان | البيانات المناخية لـيريفان | البيانات المناخية لـيريفان | البيانات المناخية لـيريفان | البيانات المناخية لـيريفان | البيانات المناخية لـيريفان | البيانات المناخية لـيريفان | البيانات المناخية لـيريفان | البيانات المناخية لـيريفان | البيانات المناخية لـيريفان | البيانات المناخية لـيريفان | البيانات المناخية لـيريفان | البيانات المناخية لـيريفان |
| الشهر                              | يناير                      | فبراير                     | مارس                       | أبريل                      | مايو                       | يونيو                      | يوليو                      | أغسطس                      | سبتمبر                     | أكتوبر                     | نوفمبر                     | ديسمبر                     | المعدل السنوي              |
| ---------------------------------- | -------------------------- | -------------------------- | -------------------------- | -------------------------- | -------------------------- | -------------------------- | -------------------------- | -------------------------- | -------------------------- | -------------------------- | -------------------------- | -------------------------- | -------------------------- |
| الدرجة القصوى °م (°ف)              | 19.5 (67.1)                | 19.6 (67.3)                | 28.0 (82.4)                | 35.0 (95.0)                | 34.2 (93.6)                | 38.6 (101.5)               | 41.6 (106.9)               | 42.0 (107.6)               | 40.0 (104.0)               | 34.1 (93.4)                | 26.0 (78.8)                | 20.0 (68.0)                | 42.0 (107.6)               |
| متوسط درجة الحرارة الكبرى °م (°ف)  | 1.2 (34.2)                 | 5.5 (41.9)                 | 12.6 (54.7)                | 19.4 (66.9)                | 24.1 (75.4)                | 29.9 (85.8)                | 33.7 (92.7)                | 33.4 (92.1)                | 28.7 (83.7)                | 21.0 (69.8)                | 12.4 (54.3)                | 4.6 (40.3)                 | 18.9 (66.0)                |
| المتوسط اليومي °م (°ف)             | −3.6 (25.5)                | 0.1 (32.2)                 | 6.3 (43.3)                 | 12.9 (55.2)                | 17.4 (63.3)                | 22.6 (72.7)                | 26.4 (79.5)                | 26.1 (79.0)                | 21.1 (70.0)                | 13.8 (56.8)                | 6.2 (43.2)                 | −0.2 (31.6)                | 12.4 (54.3)                |
| متوسط درجة الحرارة الصغرى °م (°ف)  | −7.5 (18.5)                | −4.4 (24.1)                | 0.7 (33.3)                 | 7.0 (44.6)                 | 11.2 (52.2)                | 15.4 (59.7)                | 19.4 (66.9)                | 18.8 (65.8)                | 13.4 (56.1)                | 7.5 (45.5)                 | 1.1 (34.0)                 | −3.9 (25.0)                | 6.6 (43.9)                 |
| أدنى درجة حرارة °م (°ف)            | −27.6 (−17.7)              | −26 (−15)                  | −19.1 (−2.4)               | −10.2 (13.6)               | −0.6 (30.9)                | 3.7 (38.7)                 | 7.5 (45.5)                 | 7.9 (46.2)                 | 0.1 (32.2)                 | −6.5 (20.3)                | −14.4 (6.1)                | −28.2 (−18.8)              | −28.2 (−18.8)              |
| الهطول مم (إنش)                    | 20 (0.8)                   | 21 (0.8)                   | 29 (1.1)                   | 51 (2.0)                   | 42 (1.7)                   | 22 (0.9)                   | 16 (0.6)                   | 9 (0.4)                    | 8 (0.3)                    | 32 (1.3)                   | 26 (1.0)                   | 20 (0.8)                   | 296 (11.7)                 |
| متوسط الأيام الممطرة               | 2                          | 4                          | 8                          | 12                         | 12                         | 8                          | 5                          | 4                          | 4                          | 8                          | 7                          | 4                          | 78                         |
| متوسط الأيام المثلجة               | 7                          | 7                          | 2                          | 0.2                        | 0                          | 0                          | 0                          | 0                          | 0                          | 0.1                        | 1                          | 5                          | 22                         |
| متوسط الرطوبة النسبية (%)          | 81                         | 74                         | 62                         | 59                         | 58                         | 51                         | 47                         | 47                         | 51                         | 64                         | 73                         | 79                         | 62                         |
| ساعات سطوع الشمس الشهرية           | 93.0                       | 108                        | 162                        | 177                        | 242                        | 297                        | 343                        | 332                        | 278                        | 212                        | 138                        | 92                         | 2٬474                      |
| المصدر #1: Pogoda.ru.net           |                            |                            |                            |                            |                            |                            |                            |                            |                            |                            |                            |                            |                            |
| المصدر #2: NOAA (الشمس, 1961–1990) |                            |                            |                            |                            |                            |                            |                            |                            |                            |                            |                            |                            |                            |

## الحكومة والسياسة

### العاصمة

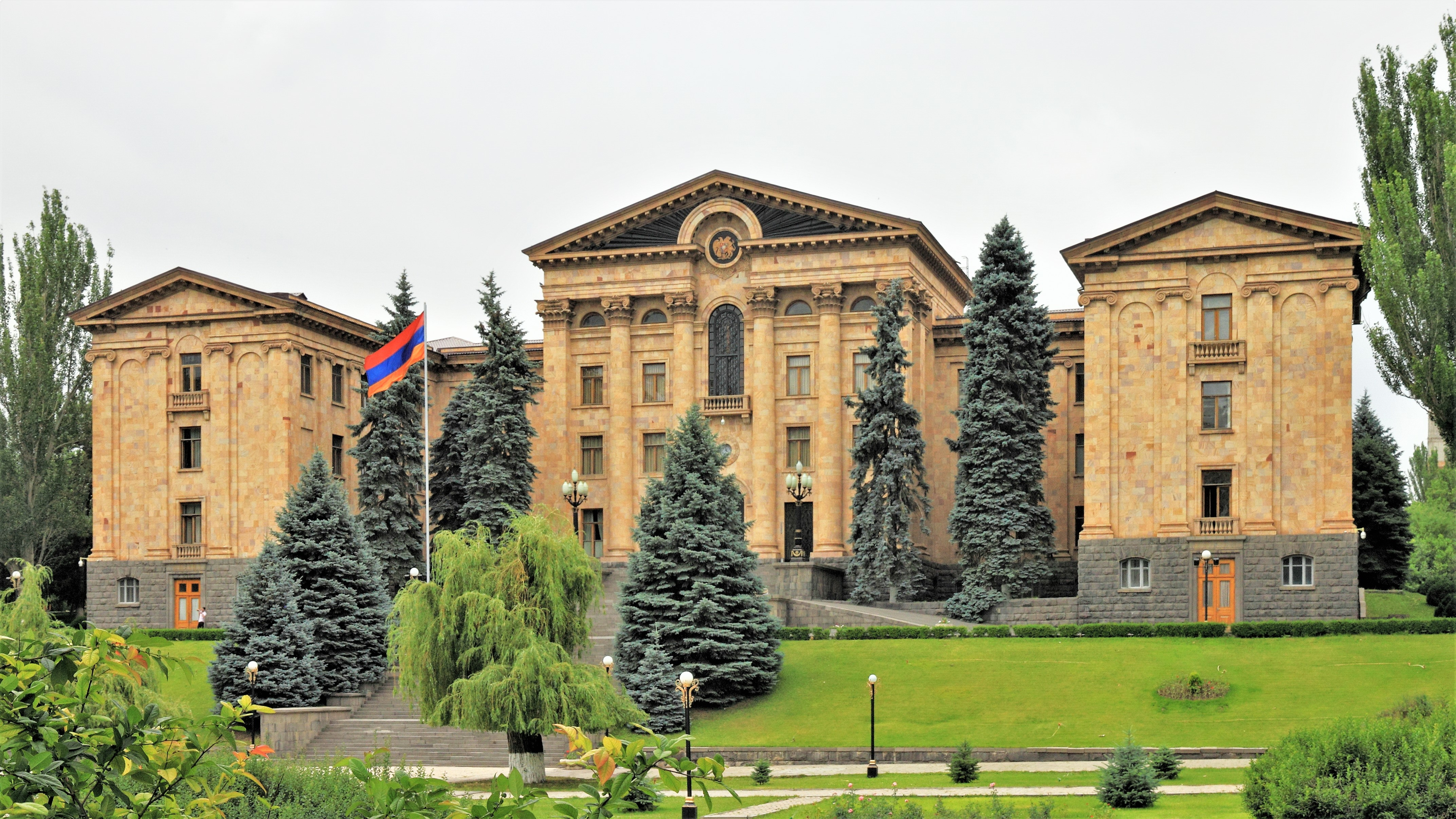
مجلس البرلمان الأرمني في يروان

موقع يروان الجغرافي في سهول أرارات موطن الأرمن الأساسي منذ القدم، جعل اختيار يروان كعاصمة لجمهورية آرمينيا الفتية عام 1918م أفضل اختيار. وحتى مع الحكم السوفييتي، بقيت المدينة العاصمة للجمهورية أرمينيا السوفييتية حيث انتقلت اليها كل النشاطات السياسية والإدارة والدبلوماسية. وهكذا، مع قيام جمهورية أرمينيا المستقلة عام 1991م، بقيت يروان هي العاصمة لكل مؤسسات الدولة من السراي الحكومي ومجلس البرلمان والوزارات والمحكمة الدستورية والقضائية والمؤسسات العامة.

### البلدية
اعتبر الدستور الموافق عليه عام 1995م بأن منطقة يروان هي مارز (أي محافظة) ولها نفس الوظيفة كالمحافظات الأخرى مع بعض الاختلافات البسيطة. ونص القانون ان السلطة الإدارية تتمثل بـ:
- رئيس البلدية: يعين ويقال من قبل رئيس البلاد بعد توصية من رئيس الحكومة[64] يعاونه مجموعة من أربع نواب له يتولون مسؤولية إحدى عشر وزارة.[66]
- المجلس البلدي: وهو مؤلف من جميع مسؤولي القطاعات في المدينة برئاسة رئيس البلدية.[67]
- إثني عشر مقاطعة: ولكل منها رئيس واعضاء مجلس منتخبون.[68]

ويكون مركز البلدية في يروان الذي يرأسه رئيس البلدية و12 نائب للرئيس كل منهم يمثل قطاعا.
والتعديل الدستوري لعام 2005م، حوّل المدينة إلى «هاماينك» (أي مجتمع) مما يتيح انتخاب رئيس البلدية والأعضاء من قبل الشعب وليصبح لها قانونها الخاص.

### المناطق الادارية

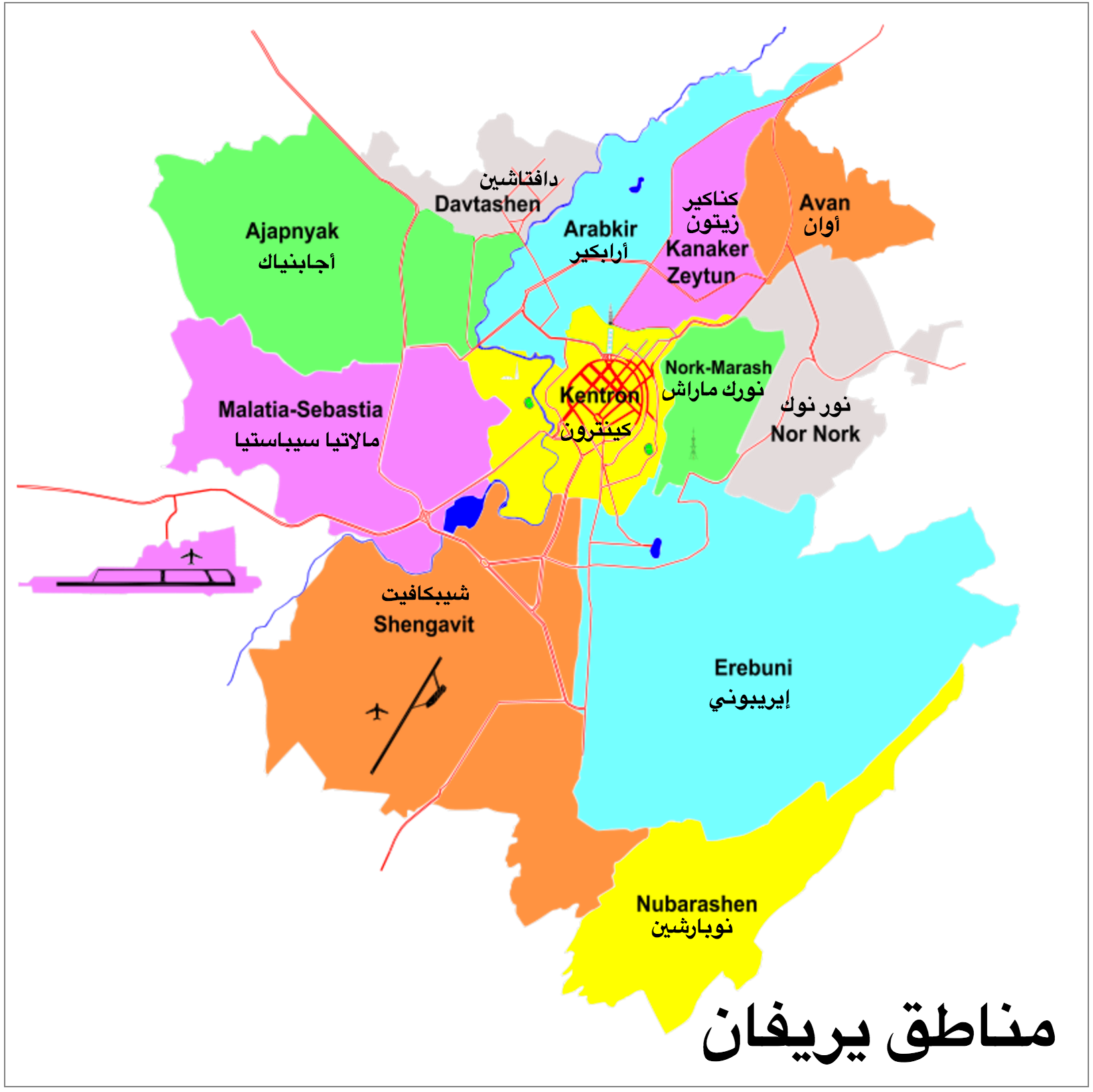
مناطق مدينة يروان

يروان مقسمة إلى 12 منطقة ادارية في مساحة تصل إلى 223 كلم2. وهذه المناطق هي:
| المنطقة          | الإسم باللغة الأرمنية | عدد السكان (احصاء 2011) | عدد السكان (تقديرات 2016) | المساحة (كلم²) |
| ---------------- | --------------------- | ----------------------- | ------------------------- | -------------- |
| أجابنياك         | Աջափնյակ              | 108,282                 | 109,100                   | 25             |
| أرابكير          | Արաբկիր               | 117,704                 | 115,800                   | 12             |
| أوان             | Ավան                  | 53,231                  | 53,100                    | 8              |
| دافتاشين         | Դավթաշեն              | 42,380                  | 42,500                    | 6              |
| إريبوني          | Էրեբունի              | 123,092                 | 126,500                   | 48             |
| كناكير زيتون     | Քանաքեր-Զեյթուն       | 73,886                  | 74,100                    | 8              |
| كينترون          | Կենտրոն               | 125,453                 | 125,700                   | 14             |
| مالاتيا سيباستيا | Մալաթիա-Սեբաստիա      | 132,900                 | 135,900                   | 26             |
| نورك ماراش       | Նորք-Մարաշ            | 12,049                  | 11,800                    | 4              |
| نور نورك         | Նոր Նորք              | 126,065                 | 130,300                   | 14             |
| نوباراشين        | Նուբարաշեն            | 9,561                   | 9,800                     | 18             |
| شنغافيت          | Շենգավիթ              | 135,535                 | 139,100                   | 40             |

## التركيبة السكانية
| السنة                            | الأرمن       | الأرمن       | الآذريينa | الآذريينa | الروس  | الروس | عرقيات أخرى | عرقيات أخرى | المجموع   |
| -------------------------------- | ------------ | ------------ | --------- | --------- | ------ | ----- | ----------- | ----------- | --------- |
| c. 1650                          | أغلبية مطلقة | أغلبية مطلقة | —         | —         | —      | —     | —           | —           | —         |
| c. 1725                          | أغلبية مطلقة | أغلبية مطلقة | —         | —         | —      | —     | —           | —           | ~20,000   |
| 1830                             | 3,937        | 34.3%        | 7,331     | 63.9%     | —      | —     | 195         | 1.7%        | 11,463    |
| 1873                             | 5,959        | 49.9%        | 5,805     | 48.6%     | 150    | 1.3%  | 24          | 0.2%        | 11,938    |
| 1897                             | 12,523       | 43.2%        | 12,359    | 42.6%     | 2,765  | 9.5%  | 1,359       | 4.7%        | 29,006    |
| 1926                             | 59,838       | 89.2%        | 5,216     | 7.8%      | 1,401  | 2.1%  | 666         | 1%          | 67,121    |
| 1939                             | 174,484      | 87.1%        | 6,569     | 3.3%      | 15,043 | 7.5%  | 4,300       | 2.1%        | 200,396   |
| 1959                             | 473,742      | 93%          | 3,413     | 0.7%      | 22,572 | 4.4%  | 9,613       | 1.9%        | 509,340   |
| 1970                             | 738,045      | 95.2%        | 2,721     | 0.4%      | 21,802 | 2.8%  | 12,460      | 1.6%        | 775,028   |
| 1979                             | 974,126      | 95.8%        | 2,341     | 0.2%      | 26,141 | 2.6%  | 14,681      | 1.4%        | 1,017,289 |
| 1989                             | 1,100,372    | 96.5%        | 897       | 0.0%      | 22,216 | 2.0%  | 17,507      | 1.5%        | 1,201,539 |
| 2001                             | 1,088,389    | 98.63%       | —         | —         | 6,684  | 0.61% | 8,415       | 0.76%       | 1,103,488 |
| 2011                             | 1.048.940    | 98.94%       | —         | —         | 4,940  | 0,47% | 6258        | 0,59%       | 1,060,138 |
| ^a كانوا يسمون التتار قبل 1919م. |              |              |           |           |        |       |             |             |           |

بدأت يروان كمستعمرة صغيرة ونمت مع العصور لتصبح عاصمة أرمينيا بعدد سكان يتجاوز المليون نسمة. عند سقوط الاتحاد السوفييتي، كان العنصر الأرمني يشكل الاكثرية الكبرى من عدد سكانها مع وجود أقليات من الكورد والروس واآذريين والإيرانيين. ومع اندلاع معارك حرب ناغورنو قرة باغ التي جرت بين عامي 1988 و1994، نزحت الأقلية الآذريين عن المدينة نتيجة عمليات تبادل السكان بين أرمينيا وأذربيجان. وكذلك، نزح معظم الروس عن المدينة نتيجة الاوضاع الاقتصادية التي ضربت البلاد في تسعينيات القرن العشرين. واليوم، قلّت الاقليات واصبح جُلّ سكان المدينة من الأرمن. بعد انفكاك الاتحاد السوفييتي، نزح عدد كبير من اباء المدينة إلى روسيا وأميركا الشمالية وأوروبا مما خفض عدد السكان بشكل كبير من 1,250,000 نسمة عام 1989م إلى 1,103,488 نسمة عام 2001م حتى وصل إلى 1,091,235 في عام 2003م. لكن بعد عام 2007م، عاد عدد السكان في الارتفاع حتى وصل إلى 1,107,800 نسمة.

### المجموعات الاثنية
سكن الارمن مدينة يروان منذ الازل وبقوا الاثنية الوحيدة فيها حتى القرن الخامس عشر الميلادي. وعند بناء حصن إريفان عام 1580م، استوطنه جنود مسلمون وصل عددهم إلى 3000 نسمة. اما المدينة نفسها، فاستوطنها الأرمن بحسب ما قال الرحالة الفرنسي جان بابتيست تافرنير الذي زارها ستة مرات بين عامي 1631م و1668م. لكن التركيبة السكانية اختلفت بشكل كبير بعد القرن الثامن عشر نتيجة عوامل عديدة أهمها الحروب التي نشبت بين العثمانيين والإيرانيين والروس. وفي بدايات القرن التاسع عشر، أصبحت أغلبية السكان من المسلمين ذو الاعراق المختلفة. بعد المذابح الأرمنية، تهجر عدد كبير من منطقة أرمينيا الغربية (هذه تسمية أرمنية، بينما هي اليوم تركيا ووقتها كان للعثمانيون) إلى أرمينيا الشرقية. منهم، وصل 75,000 أرمني إلى يروان آتين من مناطق تركية مثل فاسبروكان. ولاحقا، مات عدد كبير منهم بسبب التيفوئيد وامراض أخرى.
في الفترة بين 1921م و1936م وصل إلى يروان 42,000 آرمني اتوا من العراق وإيران راليونان وسوريا وفرنسا وبلغاريا طامحين بالعيش في أرمينيا السوفييتية. ثم عاد 100,000 أرمني بنهاية الحرب العالمية الثانية. وهكذا عاد الاكثرية إلى العنصر الأرمني من جديد.

### الدين

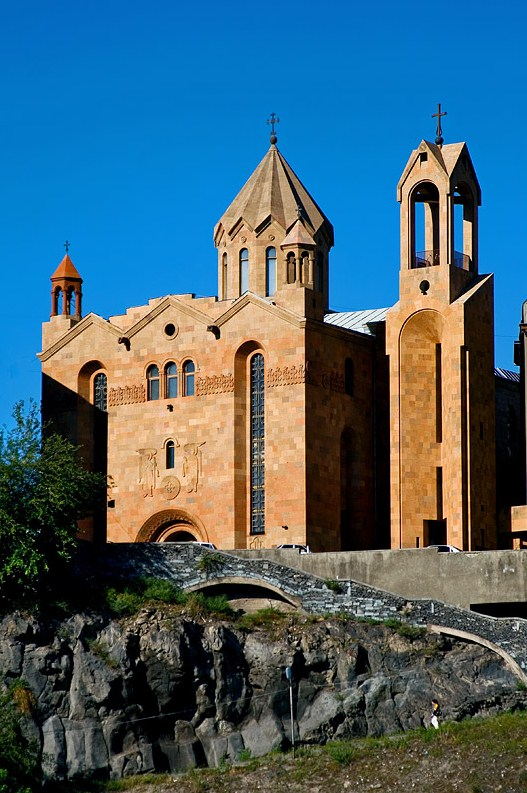
كاتدرائية مار سركيس في يروان

الدين الأرمني الأرثوذكسي هي الديانة الغالبة للأرمن ويعتنقها معظم سكان يروان. وتعتبر أبرشية ارارات البابوية هي ممثل الكنيسة في المدينة ومركزها كاتدرائية مار سركيس. يوجد في يروان أكبر كنيسة للأرمن الأرثوذكس في العالم وهي كاتدرائية مار غرغوار المنٌور والتي افتتحت عام 2001 بذكرى 1700 سنة لتحول أرمينيا إلى الديانة المسيحية.
وللجالية الروسية الصغيرة كنيستها الخاصة هي كنيسة شفاعة الام المقدسة (بالأرمنية: Քանաքեռի Սուրբ Տիրամոր Ռուս Ուղղափառ Եկեղեցի) والموجودة في منطقة كناكار زيتون. وقد بناها الجنود الامبراطوريين الروس. ثم حولها السوفييت إلى مستودع ونادي للضباط. عادت الخدمة الإلهية اليها عام 1991م. وفي عام 2004م، اعيد بناء قبتها واعيد الجرس لها. تم افتتاح كنيسة جديدة للأرثوذكسية الروسية في شارع أدميرا اساكوف في عام 2003م.

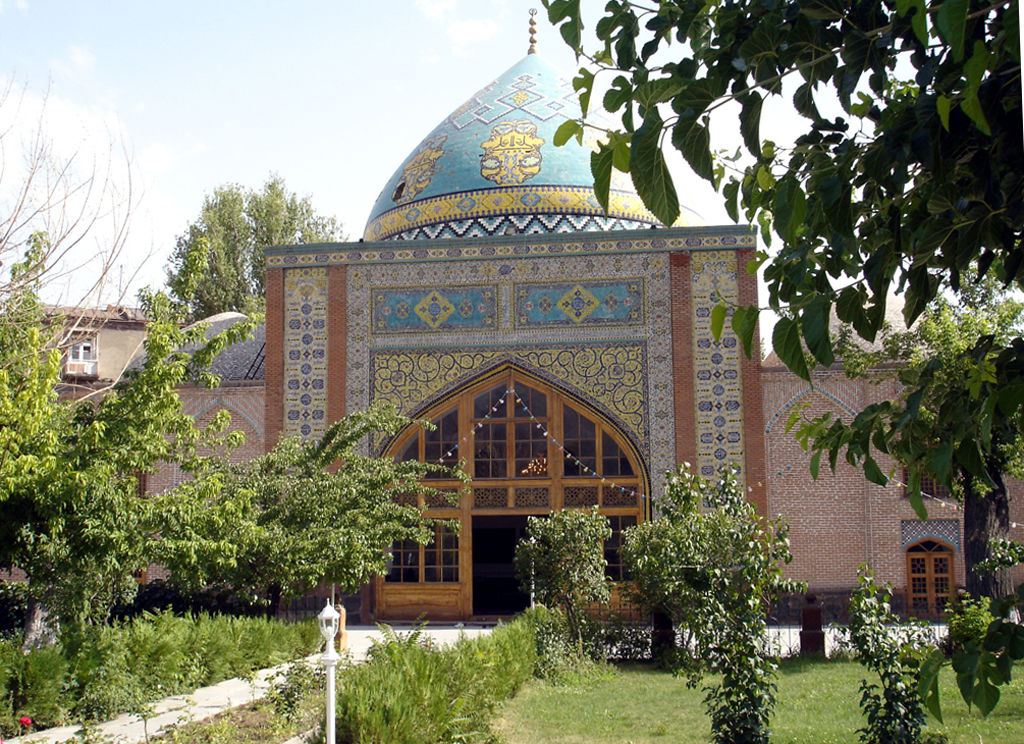
المسجد الأزرق في يروان

وكان هناك مسجدا بناه الاتراك لكن الروس حولوه إلى كنيسة عام 1825م بخلال معاركهم مع الفرس. وبحسب ايفان شوبين، كان يوجد في القرن التاسع عشر ثماني مساجد في المدينة. وفي نهايات العقد الاخير من القرن العشرين. اعادت إيران تهيئة المسجد الازرق الذي بني في القرن الثامن عشر ليصبح المسجد الإسلامي الوحيد في كل أرمينيا ليخدم التجار وزوار المدينة الشيعة.
يسكن في يروان بعض الجاليات الايزيدية واليهودية بالإضافة لجاليات من أعراق أخرى. وفيها «مجلس يهود ارمينيا».

### مشاهير من يروان
- ألكسندر تامانيان، مهندس معماري شهير.
- آنا تير-أفيتيكيان، أول مهندسة معمارية أرمنية.

## الثقافة

### المتاحف
يوجد في يروان عدد كبير من المتاحف والمعارض والمكتبات. من أشهرها:
- معرض أرمينيا الوطني: وهو أكبر متاحف أرمينيا. افتتح عام 1921م. يحتوي على عدد كبير من المعروضات الفنية الروسية والأوروبية كما انه يحتوي على فنون أرمنية تعد الاضخم في العالم. يزوره حواي 65,000 زائر سنويا.[92]

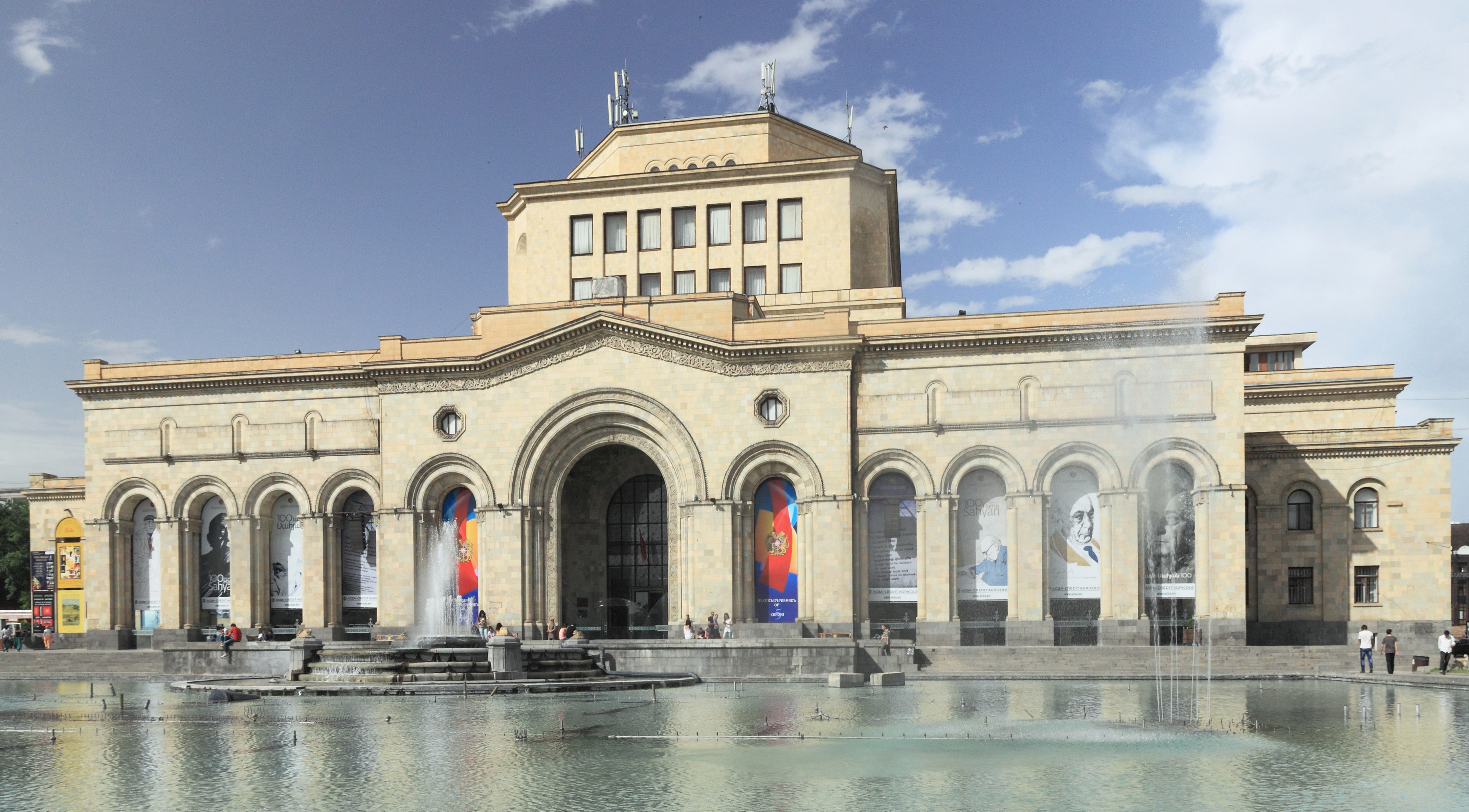
متحف التاريخ الأرمني

- متحف التاريخ الأرمنيمتحف التاريخ الأرمني: يحتوى على أكثر من 400,000 معروضة تتناول التاريخ الأرمني. افتتح عام 1920 ويوجد به أقسام خاصة بالأثار والنقود القديمة الدراسات البشرية والتاريخ الحديث والترميم.
- متحف كافسجيان للفنون: متحف يحتوي على أعمال قدمها وقدرها مؤسسه جيرارد كافسجيان بالإضافة لاعمال فنية حديثة ومحاضرات وأفلام وحفلات موسيقية ونشاطات للأطفال. افتتح عام 2009. يقع في منطقة كينترون في وسط المدينة بالقرب من مدرجات يروان.

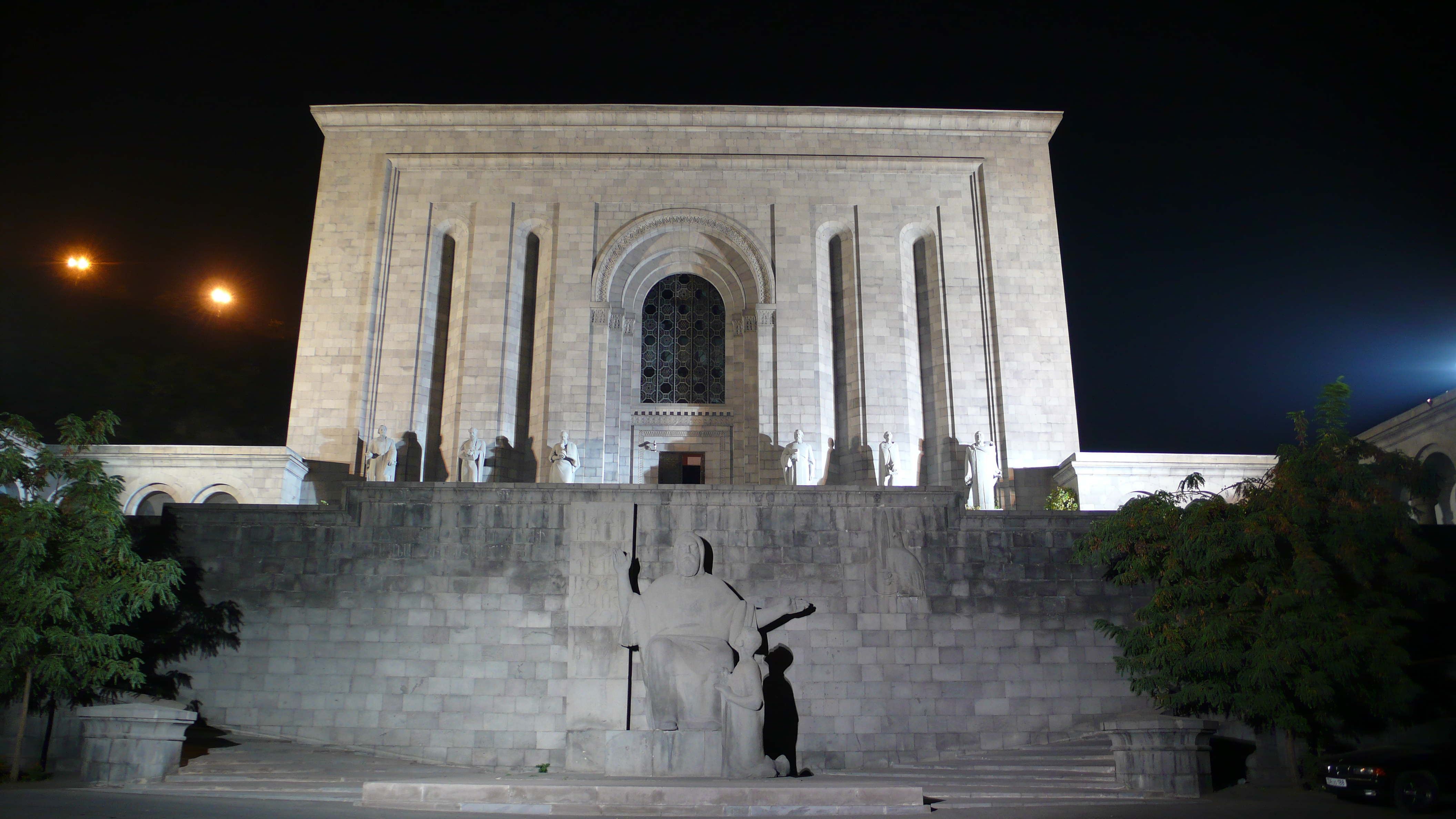
مكتبة ماتيناداران للمخطوطات القديمة

- مكتبة ماتيناداران للمخطوطات القديمة: تحتوي على عدد ضخم من المخطوطات النادرة من العصور الوسطى وتشمل مواضيع متعددة بالتاريخ والفلسفة والطب والأدب باللغة الأرمنية وبلغات أخرى.

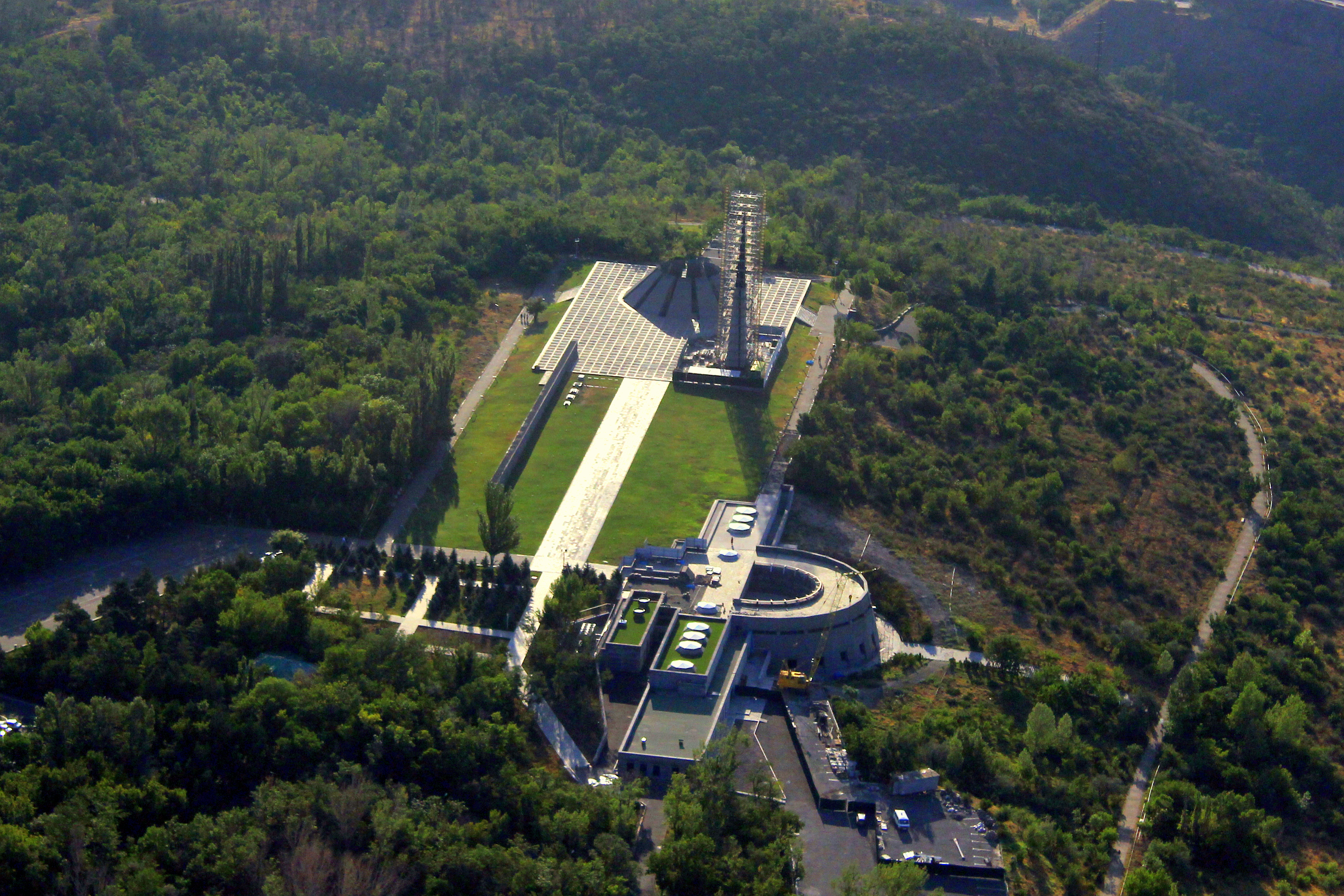
منظر جوي لمتحف مذابح الأرمن

- متحف مذابح الأرمن: متحف مخصص لتخليد ذكرى الضحايا الأرمن الذي قضوا في مذابح الأرمن. وفي 24 نيسان/أبريل من كل عام، يجتمع الأرمن حواليه ويضعون الزهور.ويعرض فيه العديد من المعروضات حول ما شاهده أناس عاشوا فترة المذابح مع نصوص وصور. كما يحتوي على نحت حجري مقسم إلى ثلاث اقسام وخصص أحد أجزائه لذكرى المفكرين والسياسيين الذ واجهوا المجازر التي ارتكبها الأتراك.
- متحف إيربوني: أنشيء عام 1968 ويحتوي على آثار وجدت في موقع حصن إيربوني.
- متحف سيرجي براجانوف: ويحتوي على معروضات لمنتج الافلام والرسام الأرمني براجانوف.[93]

ومن المتاحف الأخرى: متحف منزل الشاعر الأرمني أوهانس تومانيان، متحف شارنت للأدب والفنون، متحف تاريخ الثوار الوطنيون الأرمن، متحف تاريخ يروان، متحف المغني الأرمني شارل أزنافور.

### المكتبات
مكتبة أرمينية الوطنية وتسمى مكتبة ماتنداران، هي المكتبة العامة ليروان وبقية أرمينيا. أنشئت عام 1832 وانتقلت إلى مبناها الحالي عام 1932م. وهي مكتبة ومعرض ومركز أبحاث وتحتوي على 17,000 مخطوطة وإنجيل من العصور الوسطى وتحتوي على كنوز معرفية باللغات الأرمينيا واليونانية والأرامية والأشورية والعبرية واللاتينية والفارسية القديمة والمتوسطة.
ومن المكتبات الأخرى في يروان: مكتبة خانقو ابر للاطفال، مكتبة افتيك اسحقيان المركزية، مكتبة الجمهورية للعلوم الطبية، مكتبة العلوم والتكنولوجيا. ويوجد مكتبة عامة في كل قطاع من مقاطعات يروان.
وفي 6 حزيران/يونيو 2010، سُميّت يروان العاصمة العالمية للمكتبات لما تقدمه مكتبات يروان من خدمات معرفية مميزة وبرامج متنوعة لخدمة المعرفة.

### الفنون

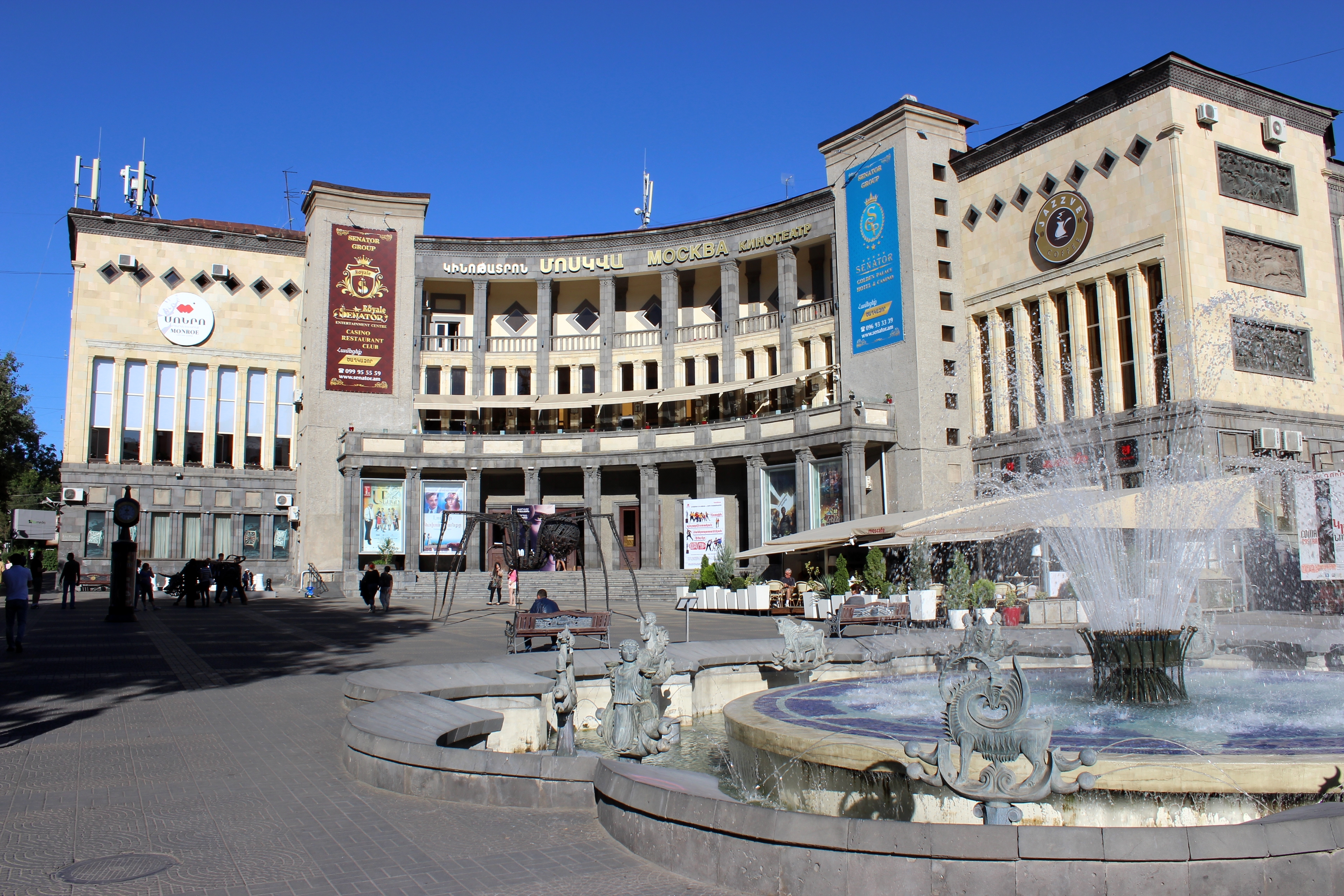
سينما موسكو

يتواجد في يروان العديد من دور عرض الافلام أهمها: سينما موسكو، سينما نايري، سينما هاياستان، مجمع سينما ستار، مجمع كينكوبار للسينمات بداخل مركز يروان للتسوق. منذ عام 2004، تقيم يروان مهرجان «المشمشة الذهبية» السنوي للسينما. ومن دور العرض التي تشتهر بهندستها وعمارتها شينما روسيا وسينما هايرينيك.
وبالنسبة للفنون التعبيرية، يوجد دار يروان للأوبرا والباليه التي تتألف من قاعتين: قاعة آرام كاتشاتوريان للموسيقى والمسرح الوطني للأوبرة والبالية. ويحتوى مبنى كوميتاس على دار للموسيقى.
ومن المراكز التي تقديم العروض التمثيلية: مركز كارين ديميرجيان، مسرح صندوقيان الحكومي الأكاديمي، مسرح بارونيان للكوميديا الموسيقية، مسرح ستانيسلافسكي الروسي، مسرح الدراما والكوميديا، مسرح هراتشي غابلانيان للدراما، ومسرح دمى يوهانس تومانيان. كما يقدم مركز كافسجيان حفلات موسيقية يوم أول أربعاء من كل شهر. تأسس عام 1992 المركز الأرمني للفنون التجريبية الذي يركر على تبادل الخبرات بين الفنانين.

### معالم المدينة

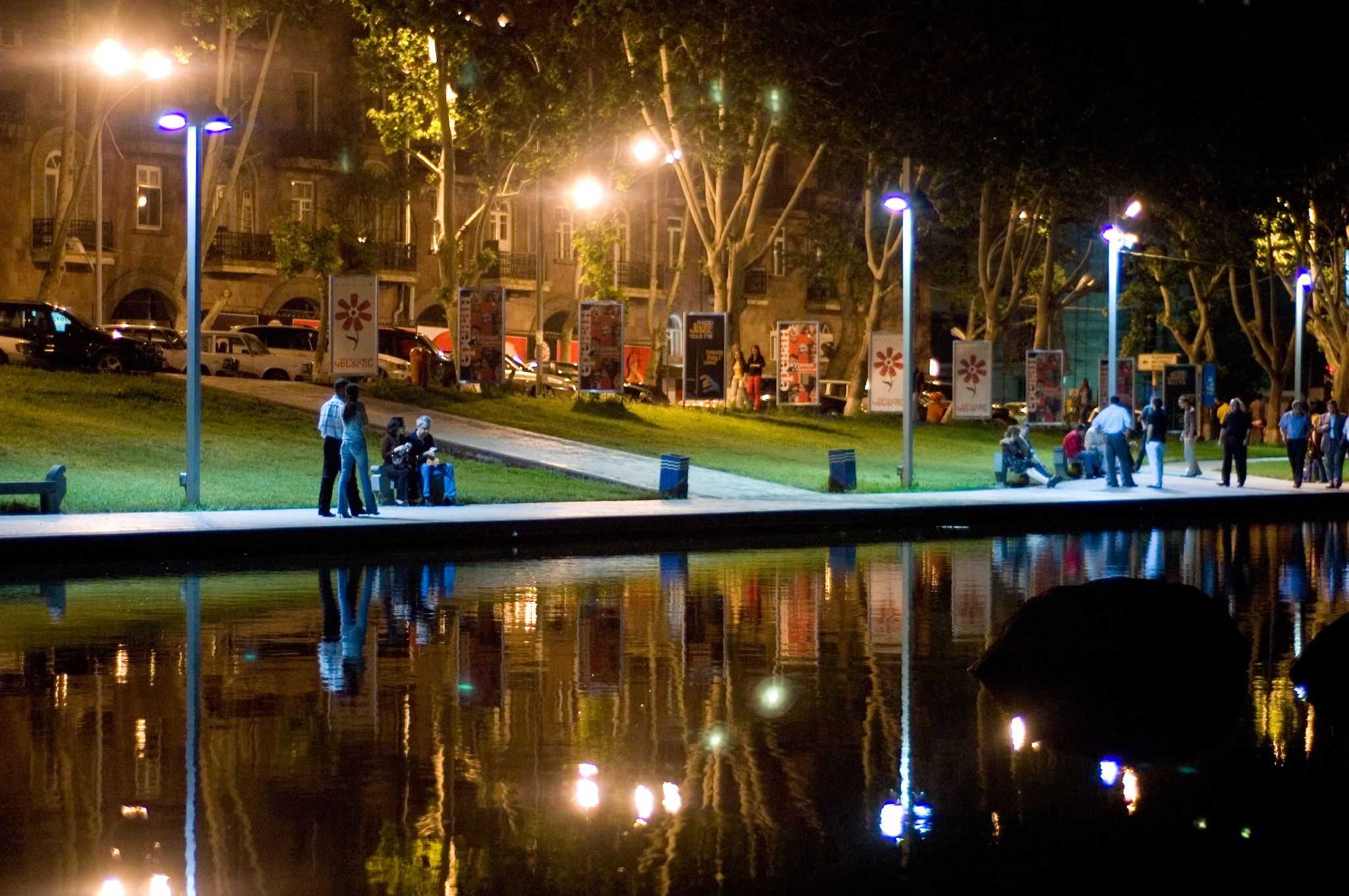
بحيرة الزوان

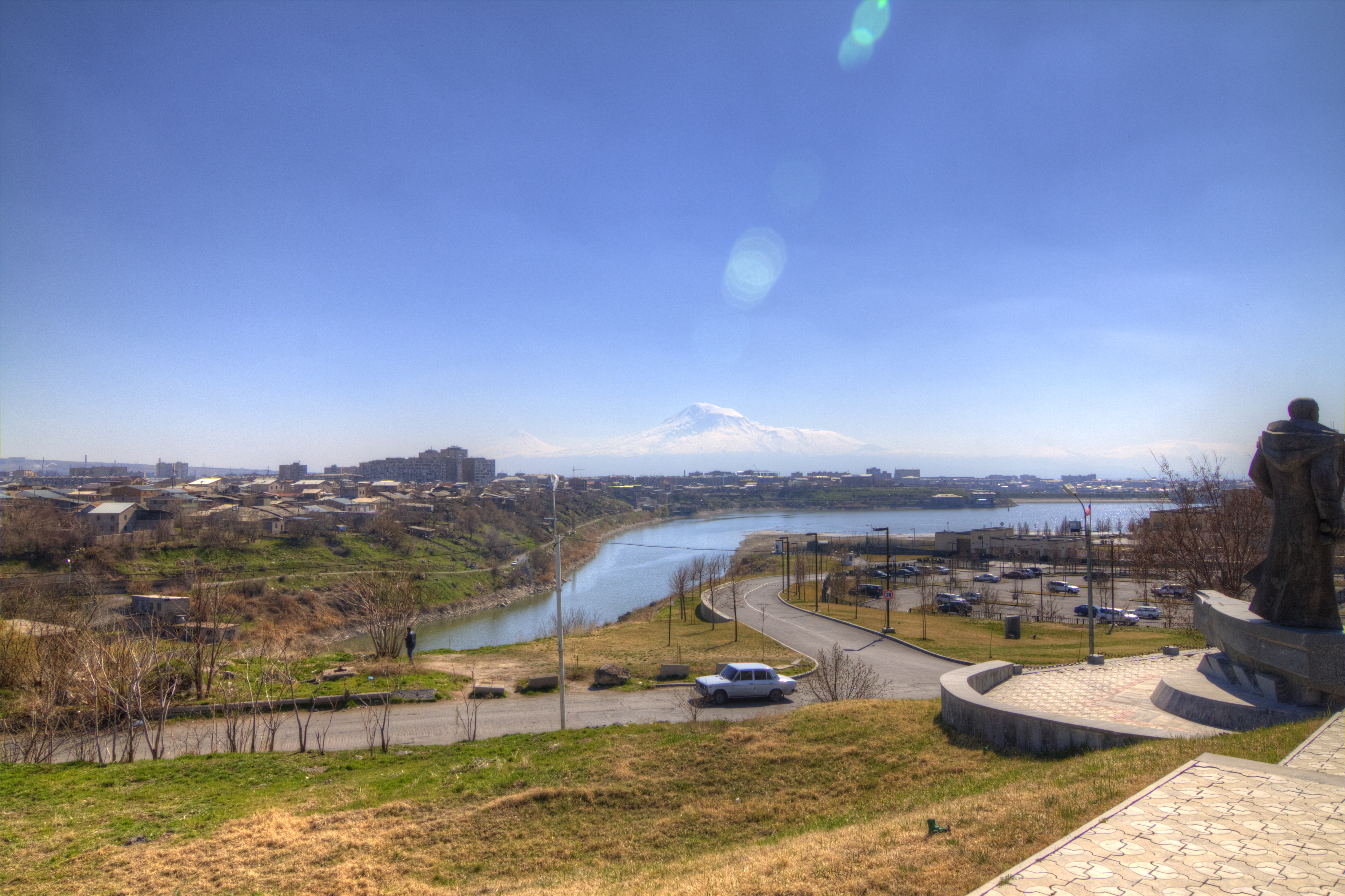
بحيرة يرفان

- حصن إيربوني: ويسمى أرين بيرد، هو حصن بني على التلة التي كانت أساس مدينة يروان والتي بناها الملك أرغيشتي الأول.
- كنيسة كاتوقهايك: بنيت عام 591م وهي أقدم كنائس المدنة.
- كنيسة زوروار استفاتساتين: كنيسة قديمة رممت عام 1693م.
- الجامع الأزرق: بني عام 1764م ورممه الإيرانيون وهو المسجد الوحيد في أرمينيا التي يمكن التعبد به.
- كاتدرائية مار سركيس: مركز البطريركية الأرثوذكسية الأرمنية. آعيد بناءه عام 1835م.
- مسرح يروان للإوبرة: افتتح عام 1933م.
- مقبرة كوميتاس: التي يرقد بها رفات كبار أرمينية.
- سينما موسكو: افتتحت عام 1937م وبنيت على أنقاض كنيسة القديسين بولس وبطرس التي دمرت عام 1931م.
- أرمينيا الأم: نصب لإحياء ذكرى الحرب العالمية الثانية وحرب تحرير كاراباخ.
- نصب دايفيد ساسون: وهو نصب لإحياء ذكرى البطل الأرمني. سيد عام 1959م.
- بحيرة الزوان: (بحيرة البجع) شيدت عام 1959م بجاني حديقة الأوبرا والتي تتحول لحلقة تثلج في فصل الشتاء.
- بحيرة يروان: بحيرة اصطناعية افتتحت عام 1932م.
- نصب ذكرى مذابح الأرمن: افتتح عام 1967م.
- مقبرة يرتبلور: شيدت عام 1990م حيث دفن ضحايا حرب تاقورنو كاراباخ.
- مدرجات يروان: درج متسلسل ضخم ينحدر من شارع تامانيان.
- كاتدرائية مار جريس: أكبر كنيسة أرمنية في العالم افتتحت عام 2001م في الذكرى 1700 لتحول أرمينيا للمسيحية.

معرض صور معالم يروان
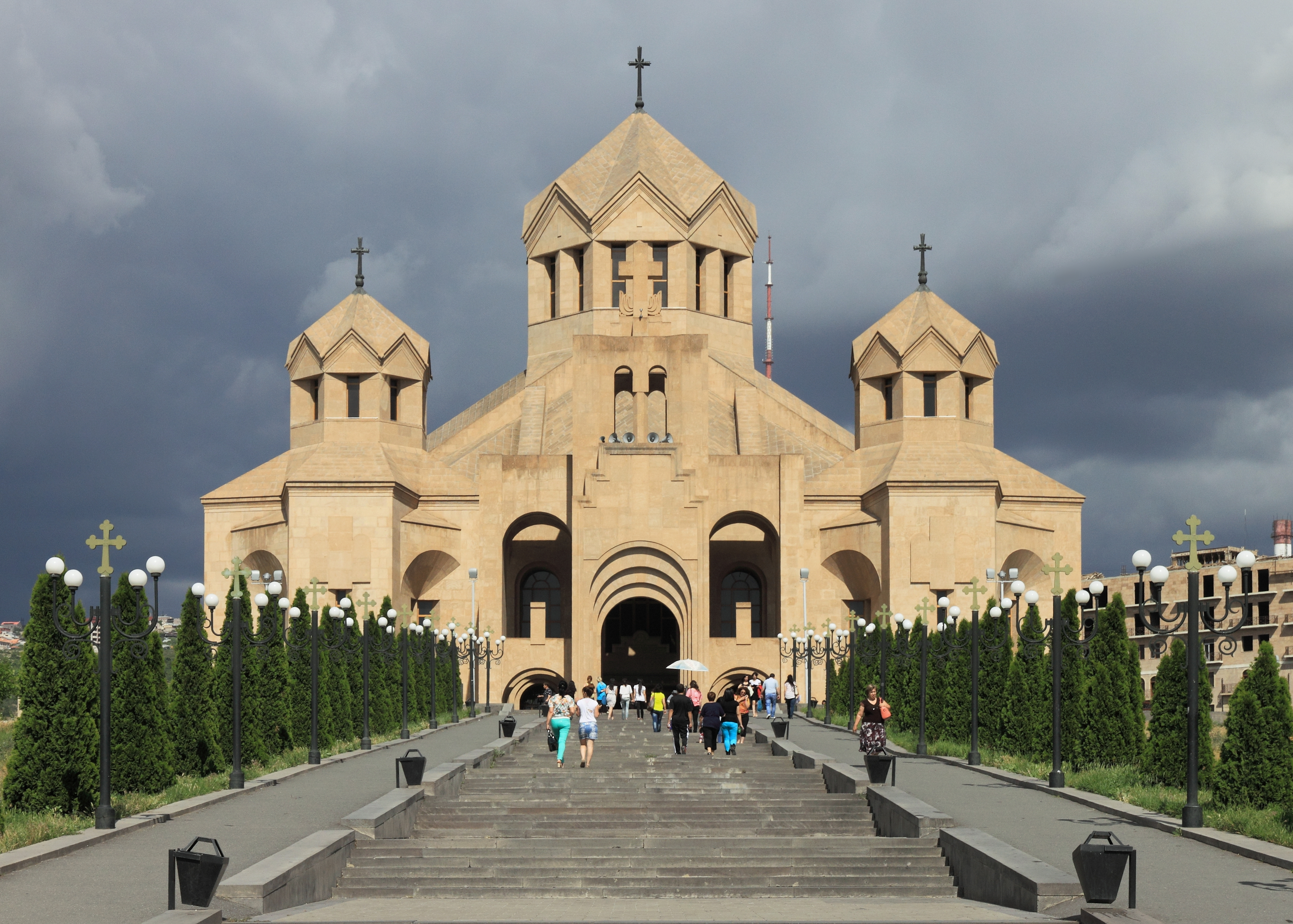
كنيسة مار جريس
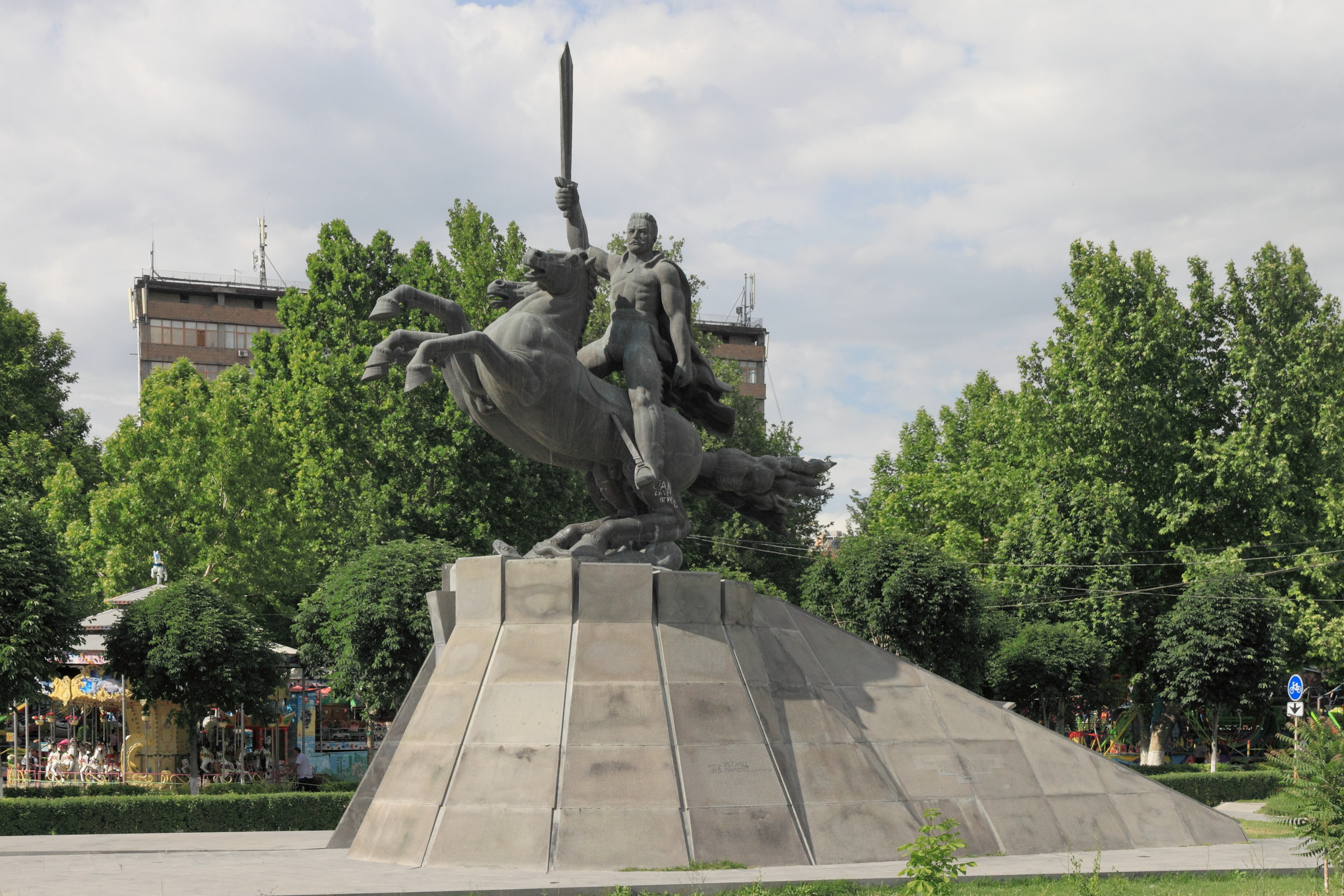
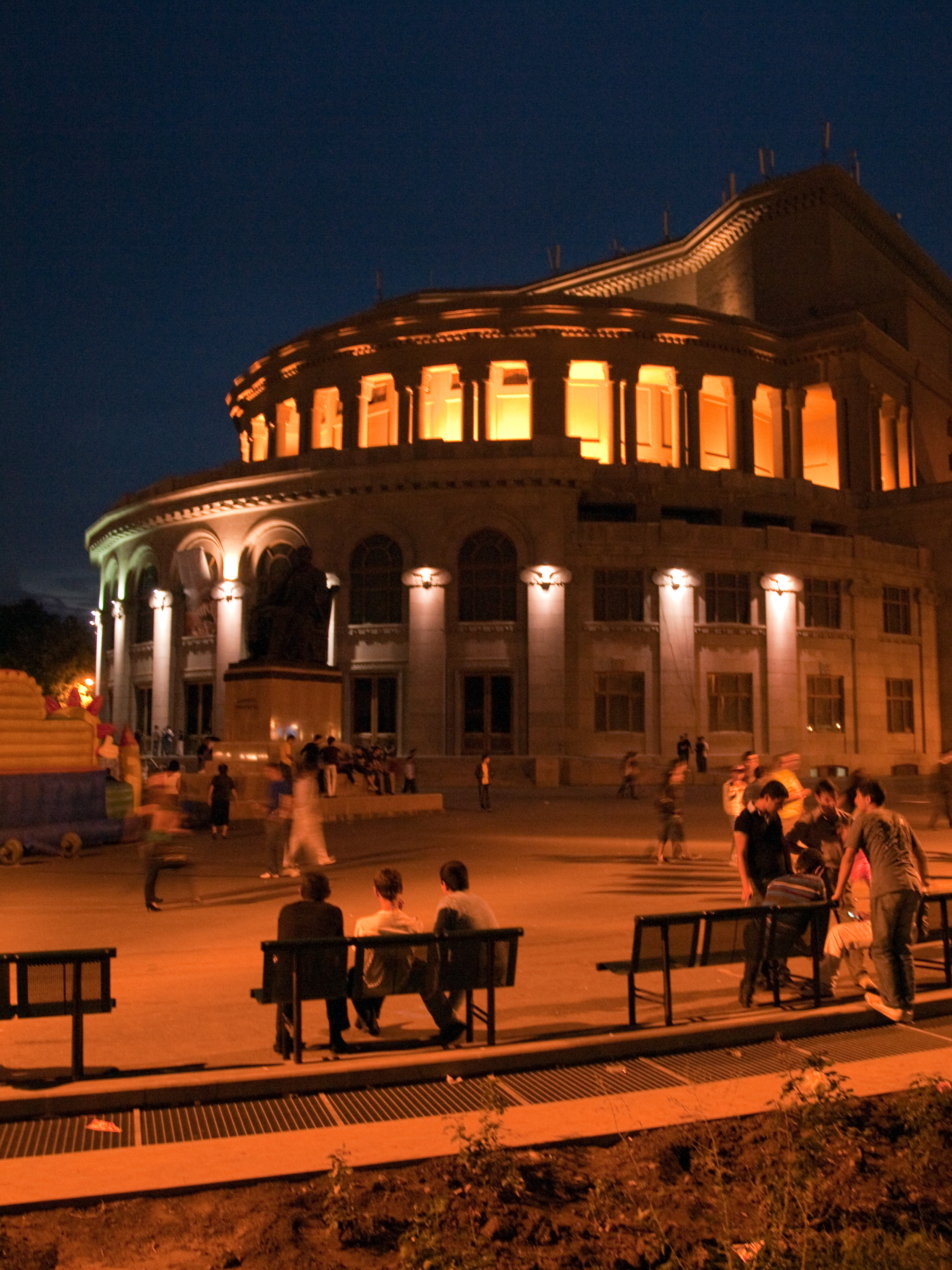
مسرح الأوبرا الجديد
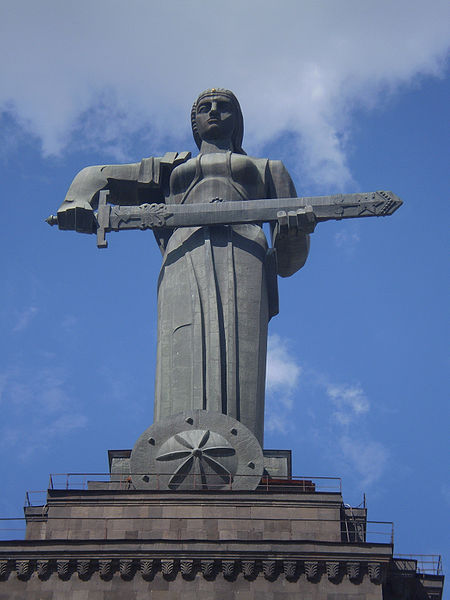
نصب أرمينيا الأم
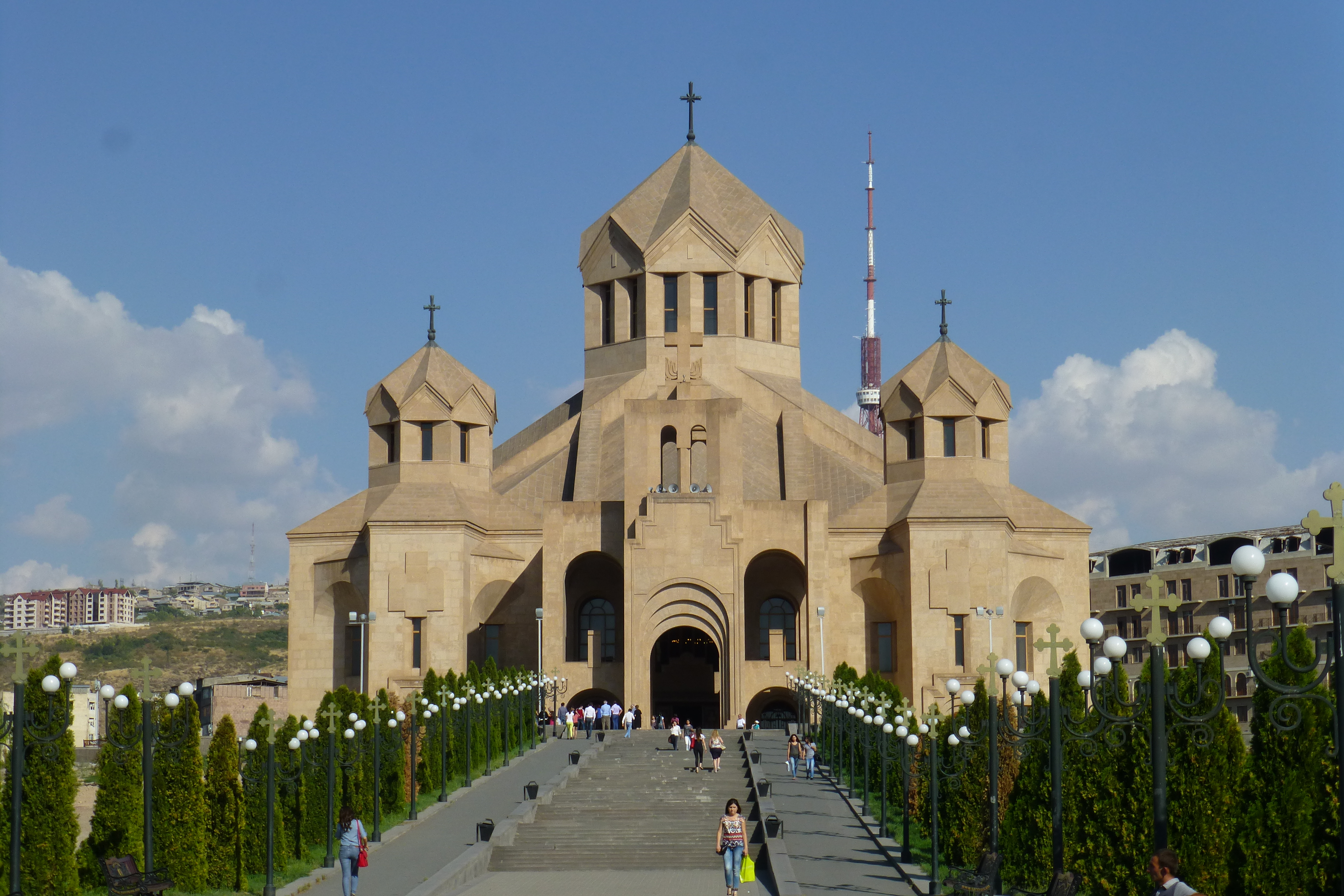
كاتدرائية يروان
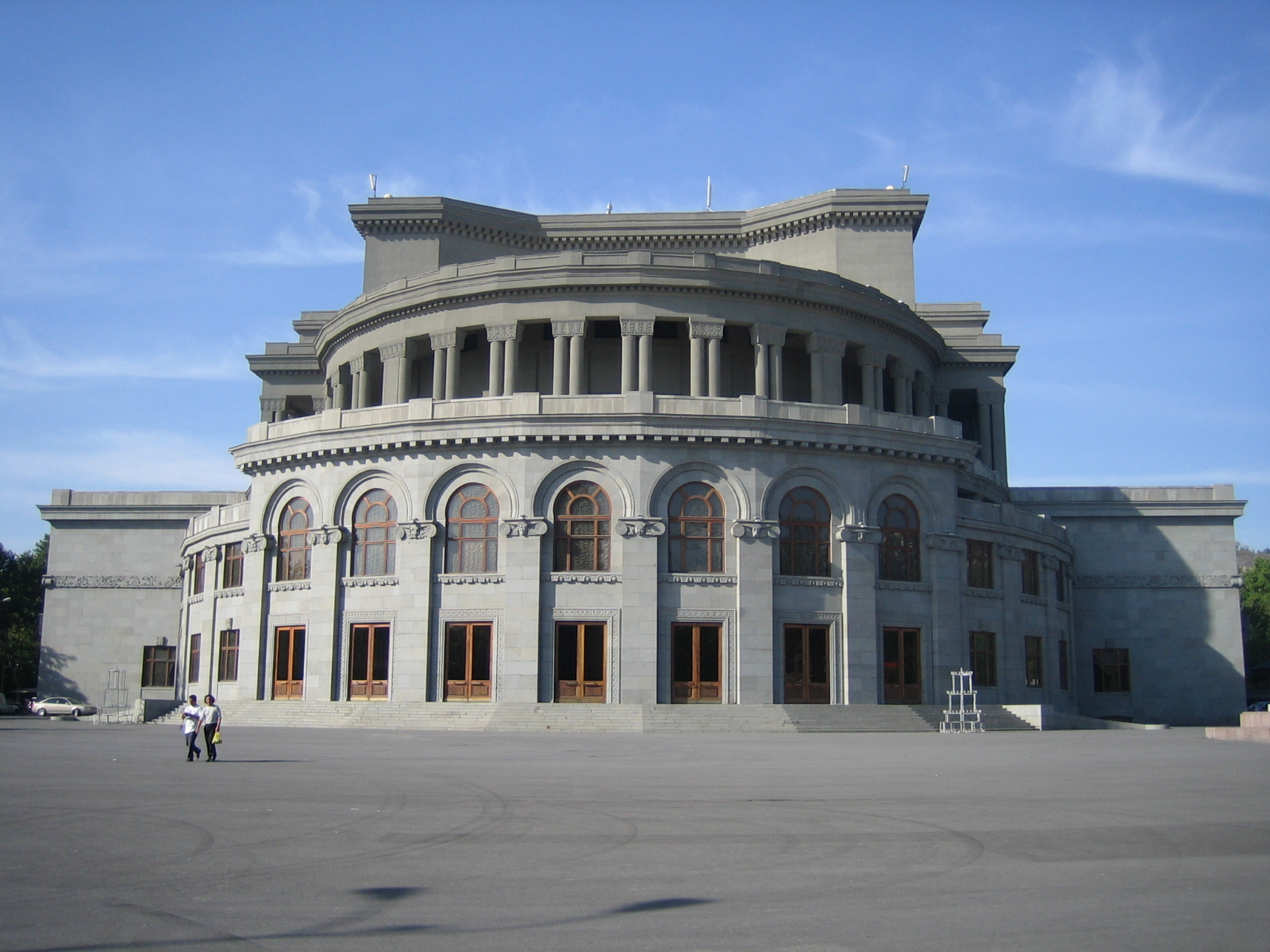
دار الأوبرا
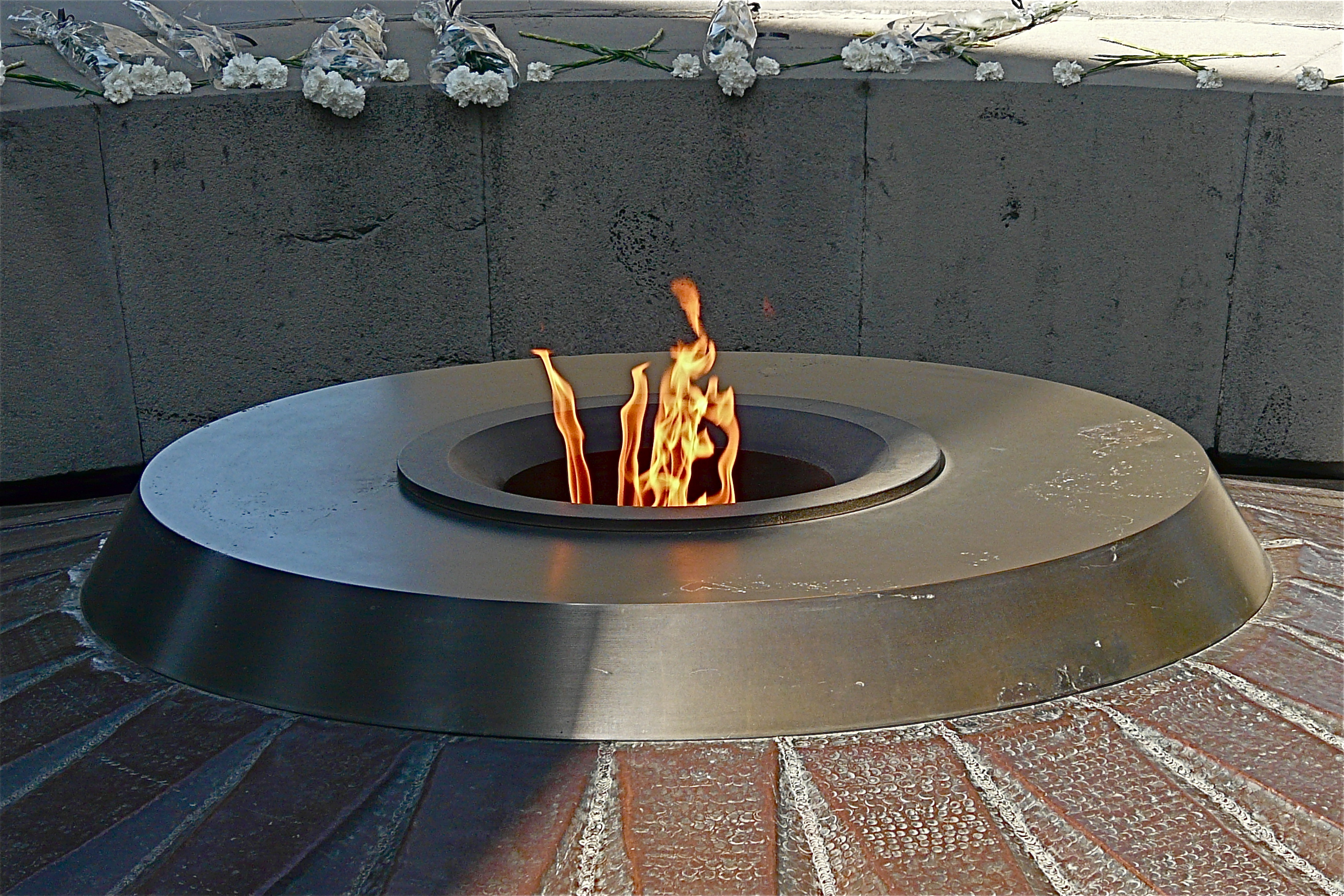
شعلة نصب شهداء المذابح
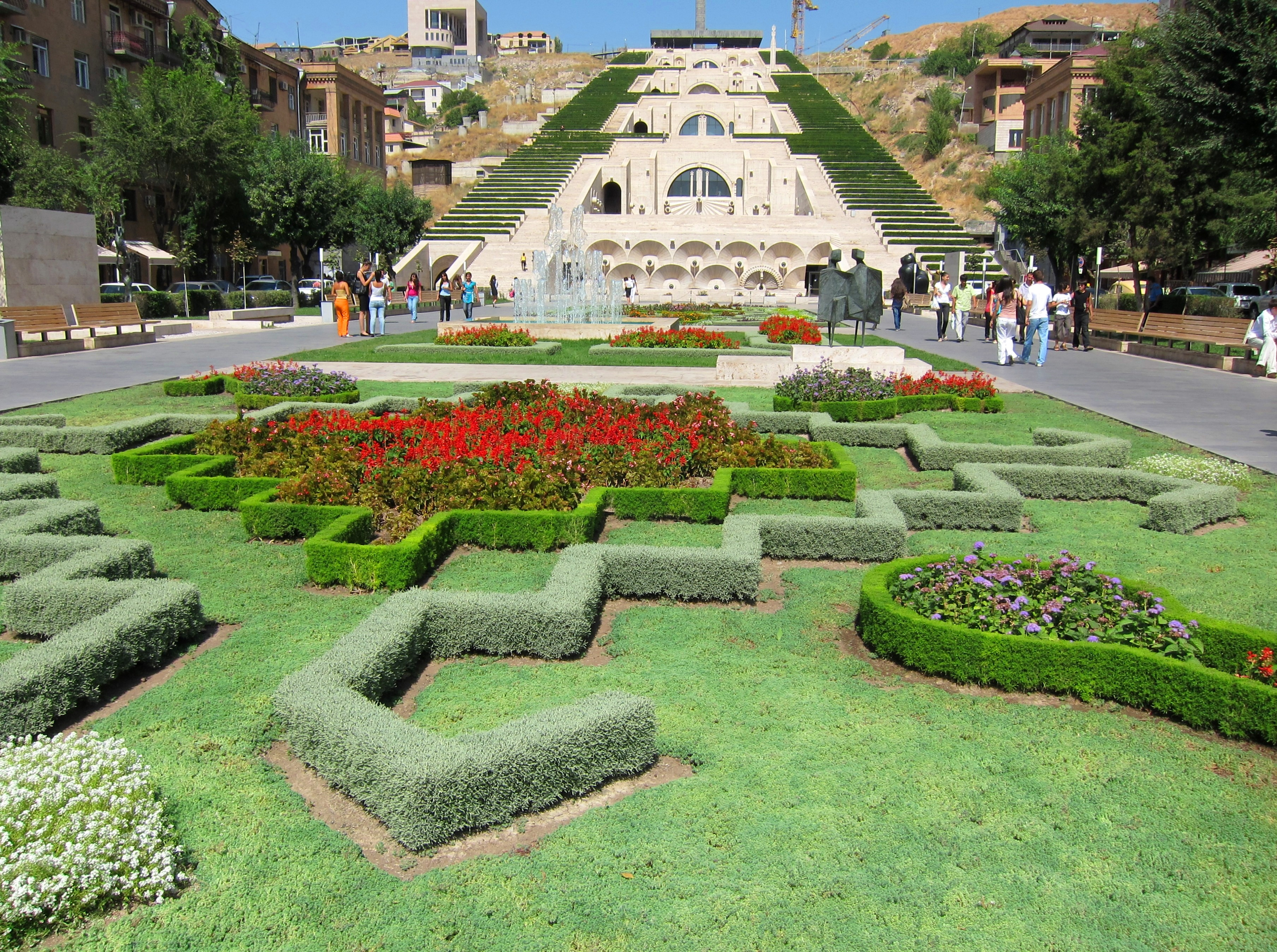
مدرجات يروان
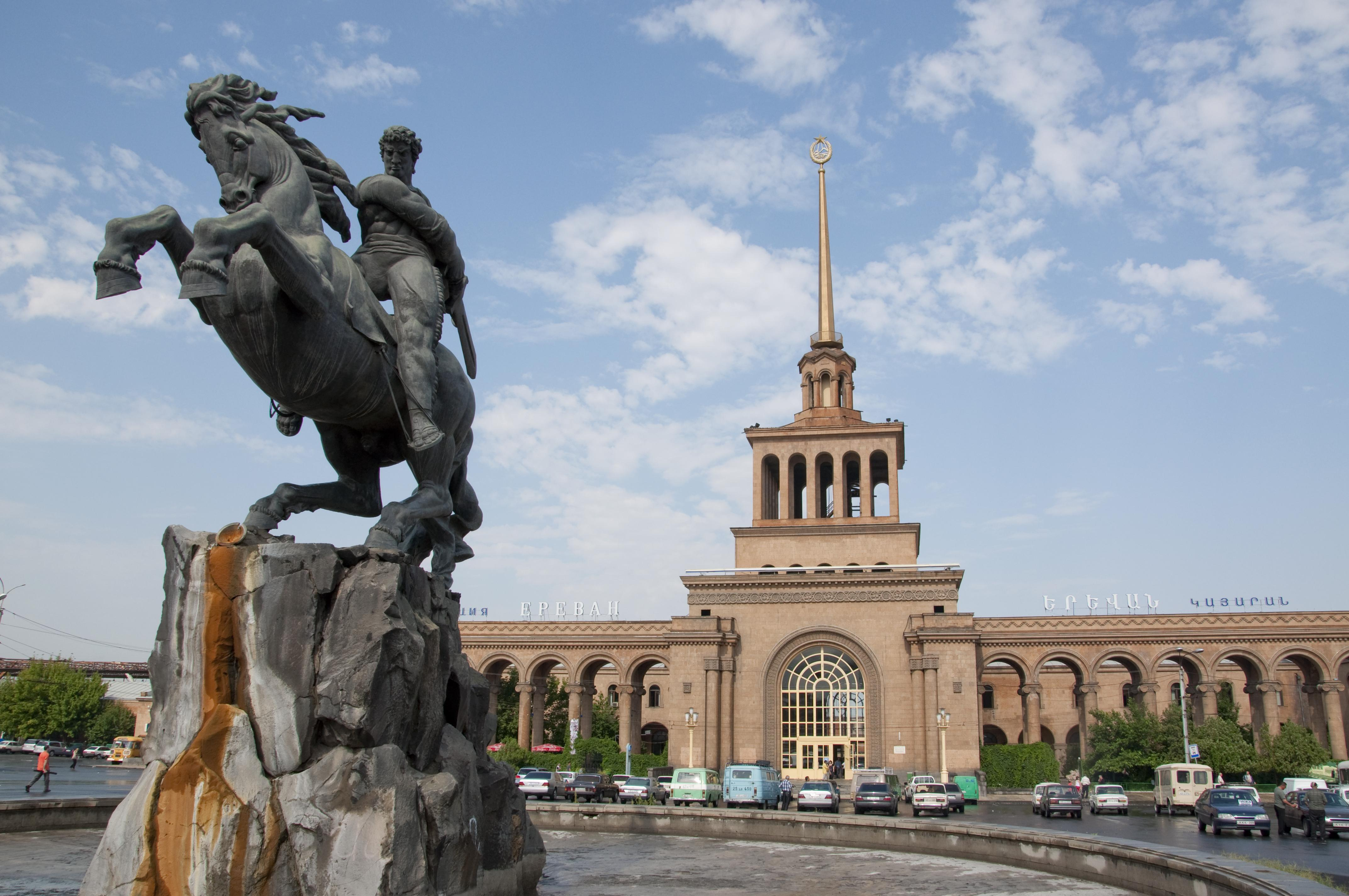
نصب دايفد ساسون

## النقل

### النقل الجوي

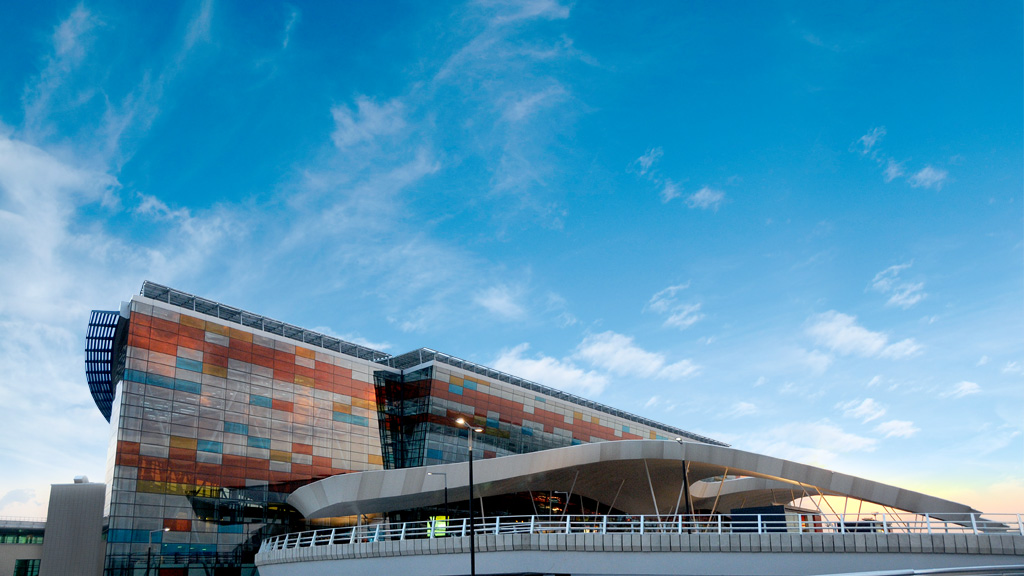
المدخل الرئيسي لمطار زفارتنوتس الدولي في يروان

مطار زفارتنوتس الدولي هو المطار الأساسي لأرمينا ويقع على بعد 12 كلم غربي وسط مدينة يروان. افتتح عام 1960م بخلال الفترة السوفييتية. اعيد تأهيله عام 1985م ثم طور عام 2002م ليطابق المعايير العالمية. وفي عام2004م، تم تحسين منظره وبني قسم جديد فيه وتم تجهيزه بمعدات متطورة مما يجعله من أهم مطارات القوقاز. وفي يروان مطار ثان في جنوب المدينة هو مطار إيريبوني وهو يستعمل الآن للأغراض العسكرية والطيران الخاص ويستخدمه سلاح الجو الأرمني.

### النقل الأرضي

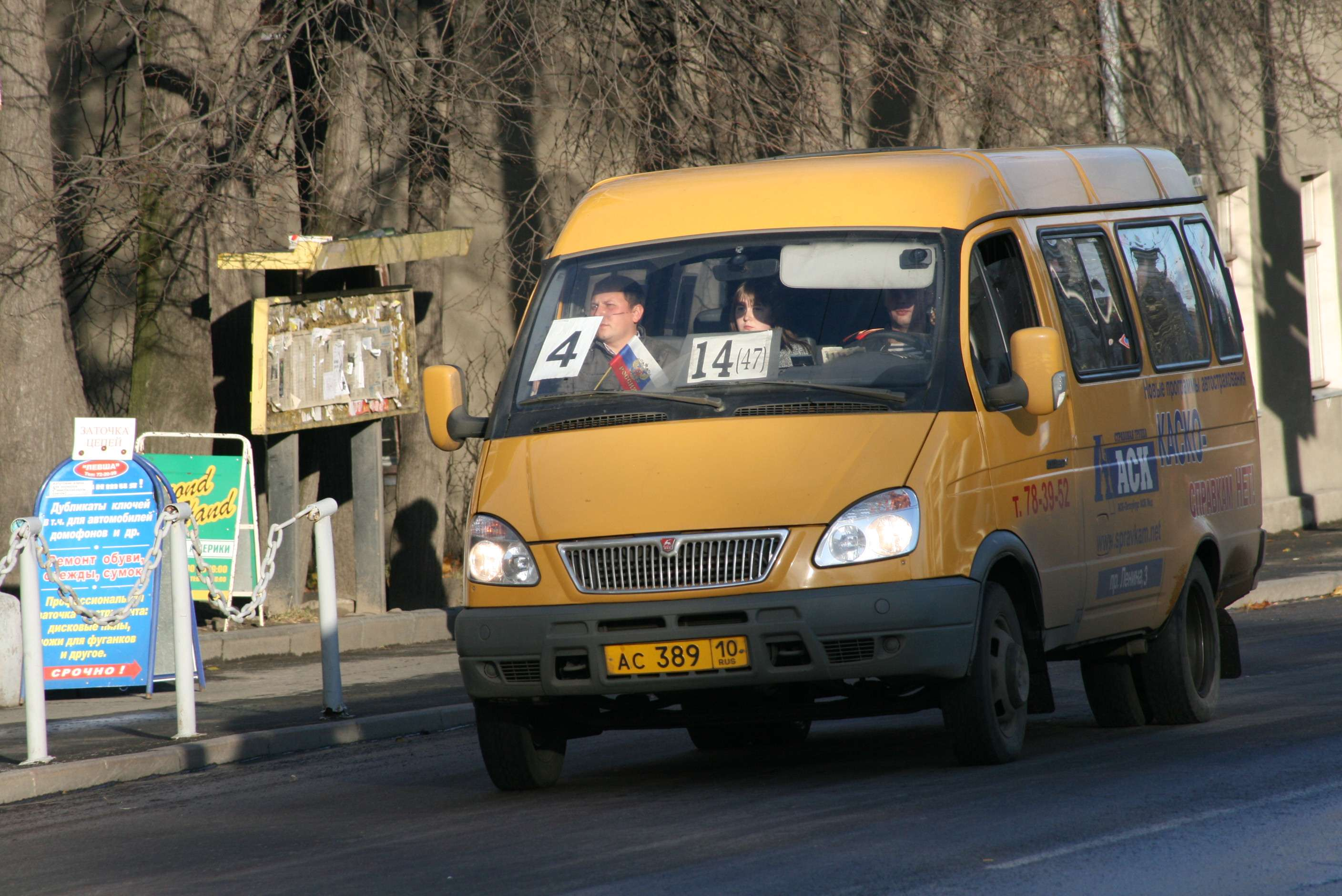
حافلا الغازيل الروسية

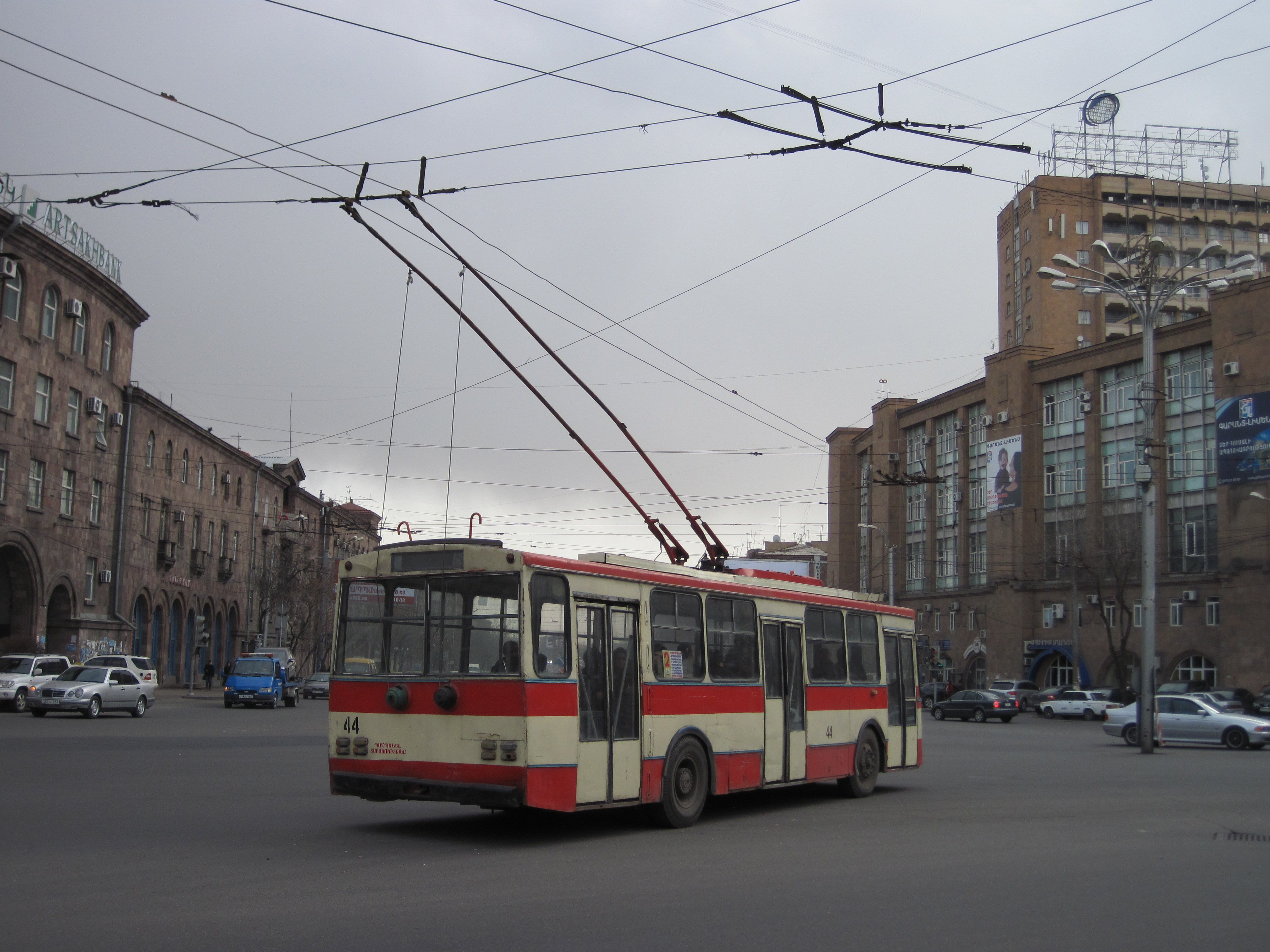
حافلة كهربائية في يروان

هناك 39 خط حافلات تخدم النقل العام في يروان تستخدم 670 حافلة وهو يمثل 36.5٪ من قطاع النقل العام. اما الحافلات الصغير التي تسير بحسب 80 خط منتظم، والتي تسمى «مارشروتكاس»، فتشكل 53٪ من القطاع. يعمل عليها 1540 باص صغير من طراز غازيل الروسية التي تسع لـ13 راكبا. وهناك مخططات لاستبدال المارسرتكاس بحافلات كبيرة.
ويعمل في يوريفان منذ عام 1949 الحافلات الكهربائية والتي تم تحديث بعضها مؤخرا. وهناك 5 خطوط لهذه الحافلات تشكل 1.6٪ من القطاع.
ولا يوجد نظام تذاكر عند استعمال النقل الارضي العام بل يجب دفع النقود للسائق مباشرة بنهاية الرحلة وتكلفة الرحلة هي 100 درام أرمني (حوالي 20 سنت أميريكي أو 0.80 ريال سعودي) للرحلة في الحافلات العادية و50 درام أرمني للرحلة في الحافلات الكهربائية.
وهناك حافلات المسافات الطويلة التي تنطلق من محطة قطارات المدينة والتي تتجه إلى المدن والقرى الأرمنية الأخرى وحتى إلى مدن في دول مجاورة مثل تبليسي في جورجيا وتبريز في ايران.
وتم انهاء خدمات الترومواي في عام 2003 بسبب كلفته العالية وتم تفكيك خطوطه الحديدية وبيعها.

### قطار الأنفاق

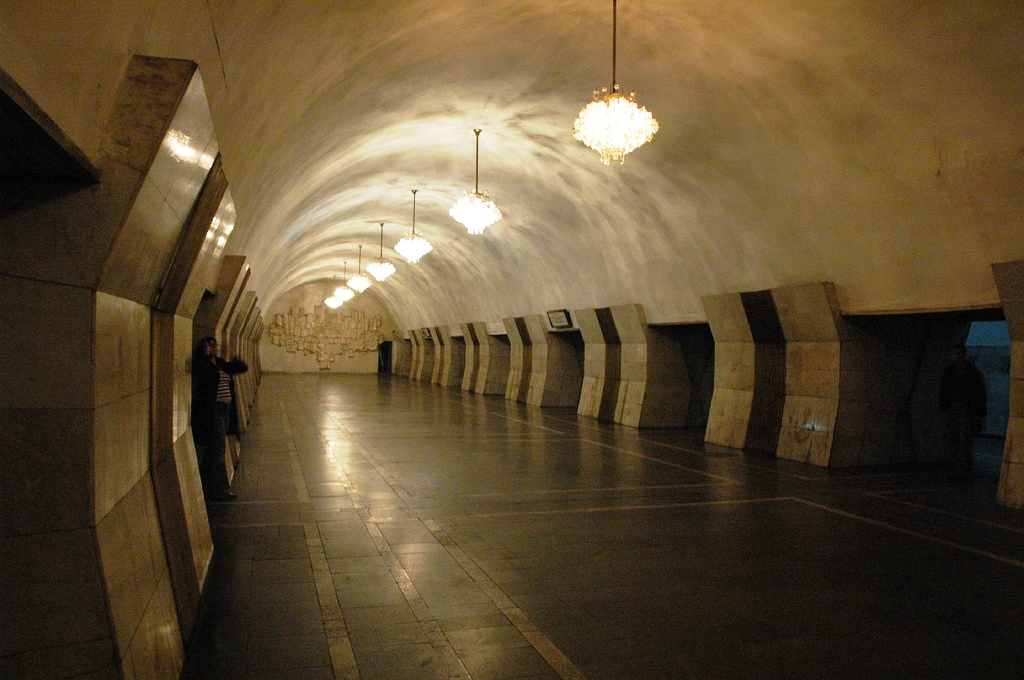
سرداب لقطارات الأنفاق في يروان مضاء بالثريات

افتتح نظام قطارات الأنفاق (الميترو) عام 1981م وهو نظام سريع يعمل على خط واحد يمتد 13.4 كلم يتوقف في عشر محطات. وتصميمه يعود لفترة الحقبة السوفييتية وتستخدم الثريات في اضاءة سراديبه. وتم تغيير تسميات المجطات بعد خروج السوفييت. ويستعمله 60,000 موطن يوميا. وهناك مخططات ازيادة عدد الخطوط مع ان التنفيذ يتأخر لعدم توفر التمويل.

### القطارات

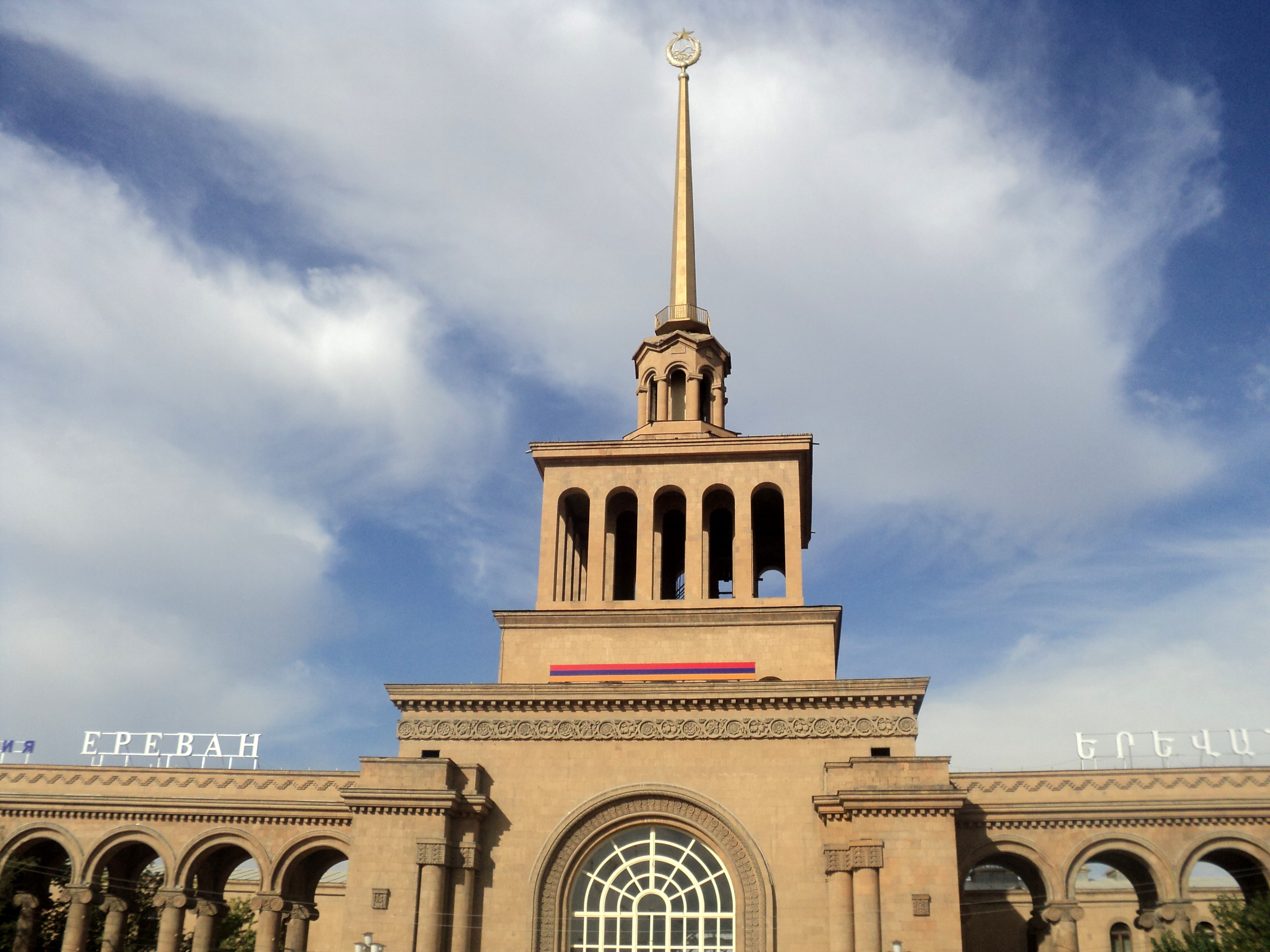
محطة قطارات يروان تظهر النجمة الحمراء والمطرقة والمنجل.

يوجد محطة قطارات وحيدة في يروان تتصل بخط قطار الأنفاق في محطة ساسنتسي دافيت. توقف استعمال بقية الحطات داخل المدينة وفي الضواحي عام 1990م. بنيت المحطة على طراز المحطات السوففيتية بقبة مروسة على سطحها شعار السوفييت: النجمة الحمراء والمطرقة والمنجل. وهناك خط حديدي دولي واحد يمر ثلاث مرات في الاسبوع وينطلق إلى جورجيا وتكلفته بين 9,000 و18،000 درام. أوقفت تركيا وأذربيجان خطوطها مع ارمينيا بسبب الحصار التي فرضتاه. بينما الخط مع إيران متوقف بسبب غلق الحدود من قبل نخجوان. وهناك مخططات لإنشاء خط مباشر بين أرمينيا وإيران لا يمر عبر آذربيجان. وأعلنت شركة السكك الإيرانية عن استعدادها إلى تشغيل الخط مع تركيا ان عادت العلاقات الطبيعية بين البلدين.

### التاكسي
هتاك خدمات التاكسي التوفرة 24 ساعة في اليوم. ونظام التاكسيات في يروان آمن ليلا ونهارا.

## الاقتصاد

### الصناعة

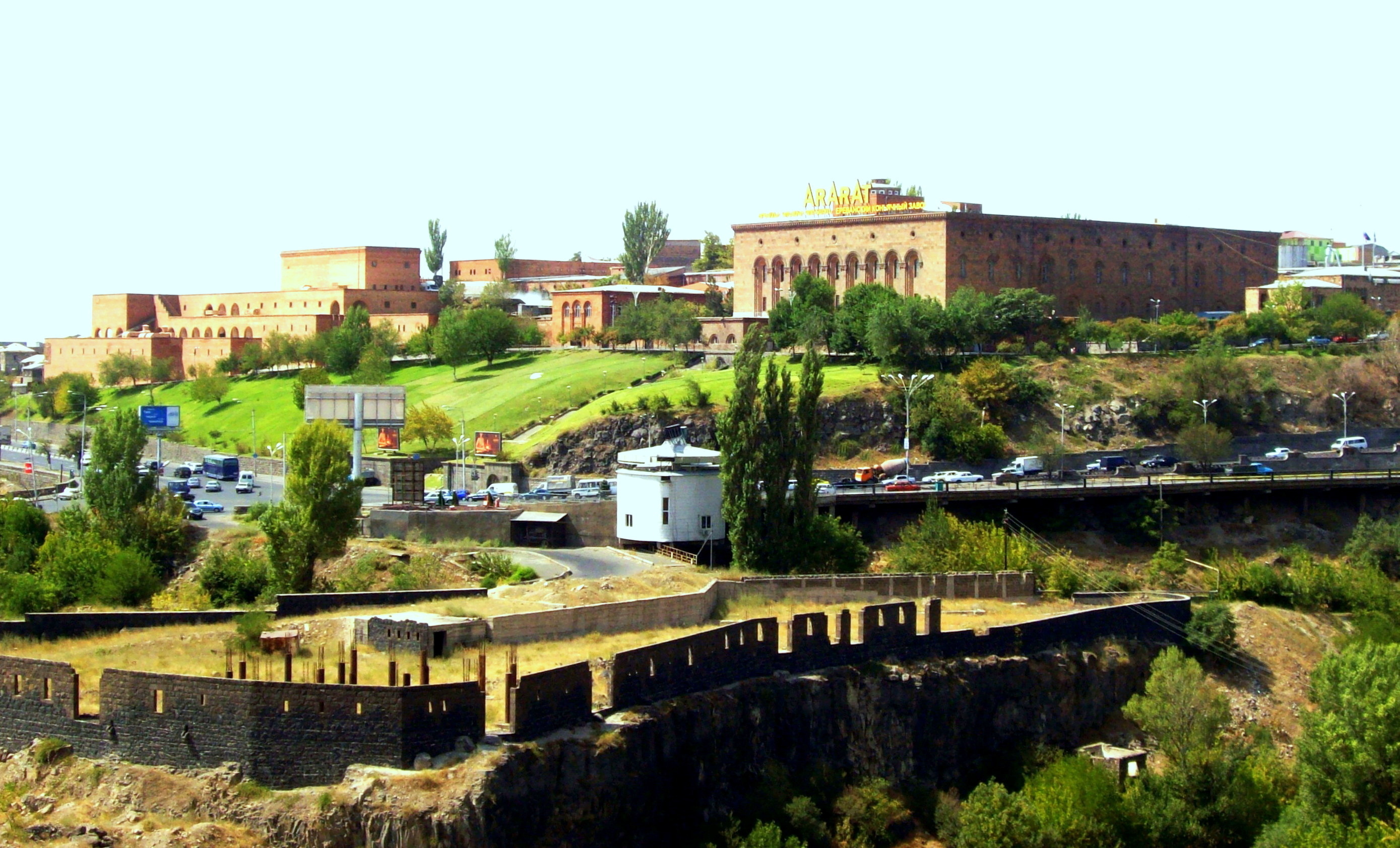
شركة يروان للبراندي

في عام 2013م. كان ناتج يروان الصناعي السنوي يشكل 41٪ من النتاج الكلي لأرمينيا. الصناعة اليرفانية متنوعة وتشمل الصناعات الكيميائية والمعادن الأولية ومنتجات الصلب والألات والمنتوجات المطاطية والبلاستيكية والسجاد والمنسوجات والملابس والمجوهرات والمنتجات الخشبية والمفروشات ومواد البناء وحفر الأحجار والمشروبات الروحية والصناعات الغذائية واللبنية. وبالرغم من الضائقة الاقتصادية التي ضربت البلاد في تسعينيات القرن العشرين وادت إلى شلل الصناعة بشكل كبير، بقيت بعض الصناعات تعمل وبخاصة في قطاعي البتروكيمائيات والألمينيوم.
وتشتهر المشروبات الروحية الأرمنية، بخاصة الكونياك والجعة، عالميا. وتعد يرفان مركز مهم لهذه الصناعات في أرمينيا ومنطقة القوقاز. من أشهر معاملها «شركة يروان للبراندي» و«مصنع ارارات يروان للنبيذ» و«مخمرة يرفان كيليكيا» و«مصنع يرفان لنبيذ الشمبانيا». وهناك مصنعين للسجائر هما «سيكارون» و«غرند تاباك».
ولصناعة السجاد الأرمني تاريخ عريق غارق في القدم ويوجد في يروان ثلاث مصانع تنتج السجاد والبسط بصناعة يدوية من أسهرها شركة «ميغيريان للسجاد».
ومن مصانع المدينة الكبرى: «نايريت» للصناعات الكيميائية والمطاطية، «روسال ارمينال» لتشكيل الألمينيوم، «غراند كاندي» لصناعات النواد السكرية، «أركولاد» لإنتاج الشوكولاته، «ماريانا» لإنتاج الألبان، مطاحن «مجموعة تلقرق»، مصنع «شاني» للمثلجات، مصنع «كراون كيميكالز» للدهانات، شركة «آي تي أم سي» لتعدين الحجر الجيري، شركة «آي وي» لصناعة الساعات، «مصنع يروان للمجوهرات»، وشركات المياه «أرزني» و«سيل» و«ديليجان فرولوف».

### الخدمات

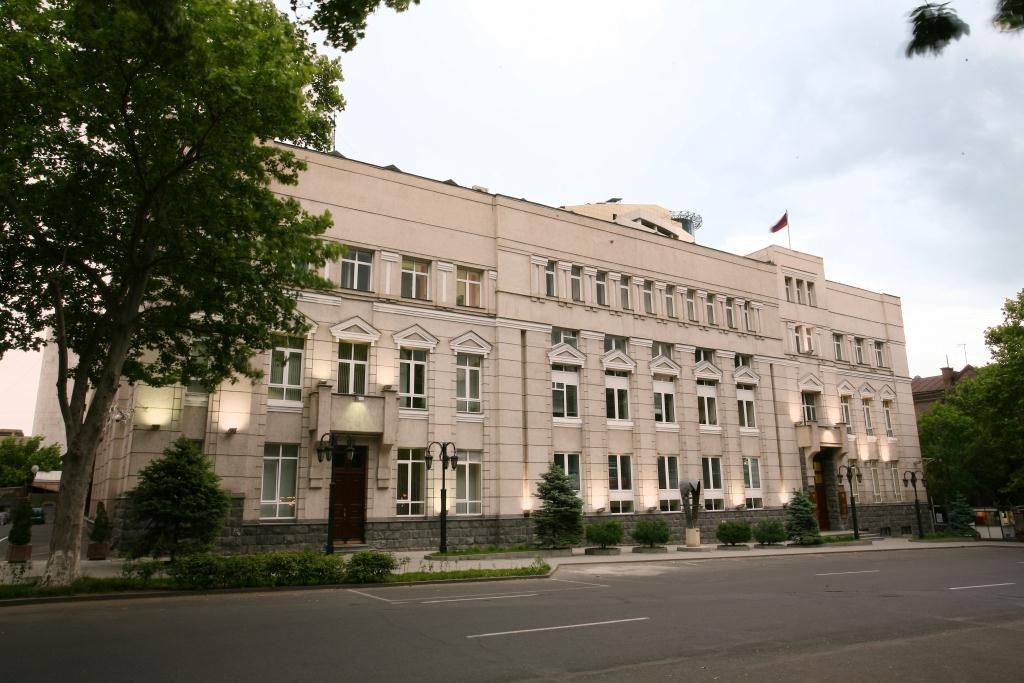
مصرف أرمينيا المركزي

يوجد في يروان العديد من الشركات العالمية من أوروبا الغربية وروسيا وأمريكا اذ تعتير المدينة مكان مناسب للتعهيد. وهي منطلق الأعمال المالية في أرمينيا إذ أتها مركز مصرف أرمينيا المركزي وبورصة أرمينيا ومعظم كبار المصارف في البلاد. في عام 2013، شكلت الخدمات في يروان 85٪ من مجموع خدمات أرمينيا و84٪ من سوق تجارة التجزئة.
موقع المدينة على نهر هرزدان يسمح للمدينة بإنشاء معملي إنتاج الطاقة الكهرومائية. وهناك معمل إنتاج طاقة حرارية في جنوب المدينة أشتهر بأنه من أحدث المنشآت ذات الإنتاجية العالية. وهناك ثلاث شركات هاتف نقال تخدم المدينة وهي «أرمنتيل بي لاينس» و«كي-تليكوم فيغاسيل» و«أورنج أرمينيا». تعتبر «يوكوم» من أكبر شركات التي توفر خدمات الإنترنت.

### البناء

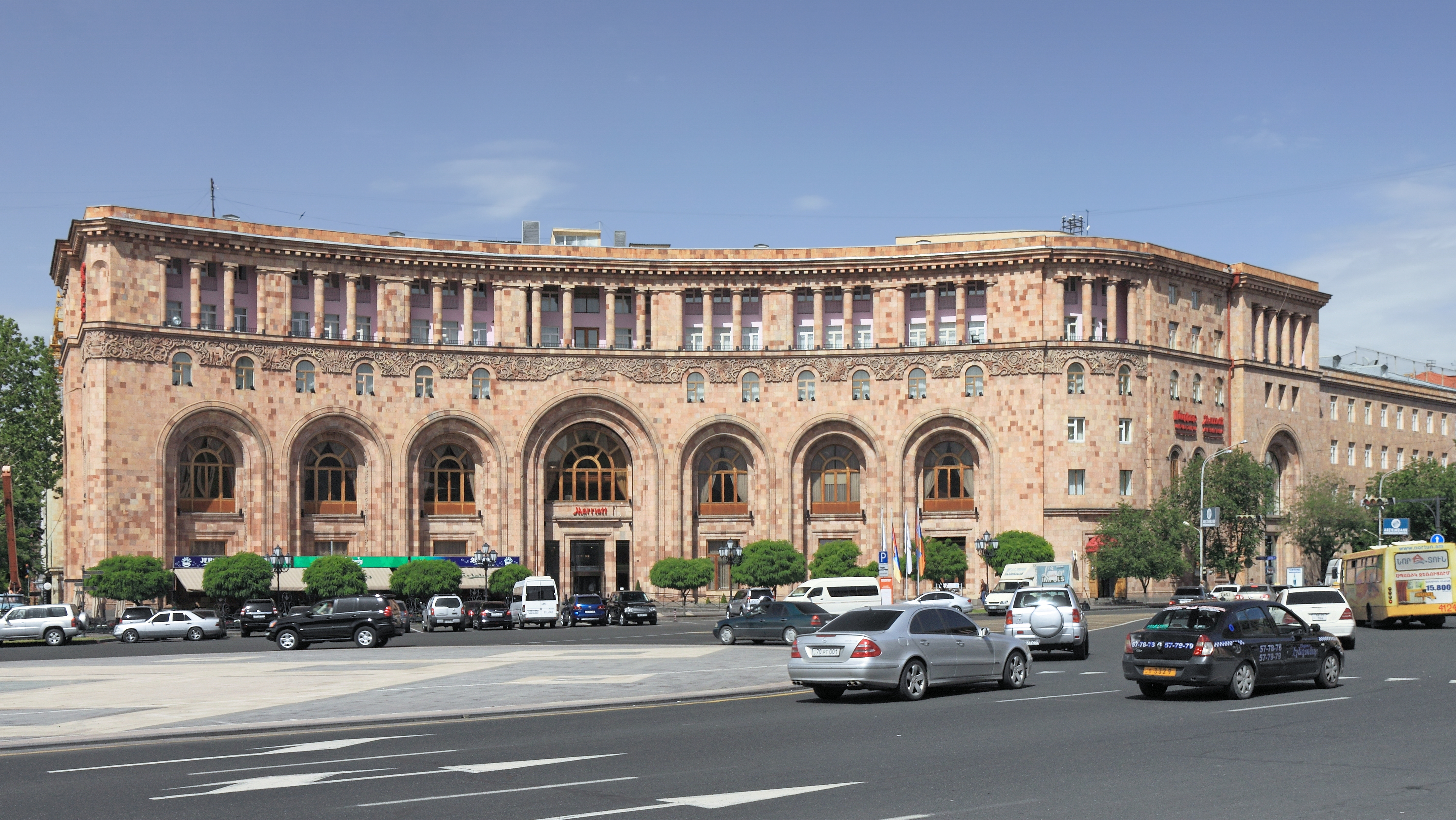
فندق أرمينيا الذي أصبح اليوم فندق ماريوت. بني عام 1958 على طراز أرمني قديم بخاصة الواجهة المؤلفة من سلسلة من الأقواس.

شهد قطاع البناء في المدينة نموا كبيرا منذ سنة 2000م التي تشكل 58٪ من مجموع أعمال البناء في أرمينيا وذلك بسبب طفرة أعمال البناء الممولة من قبل الأغنياء الأرمن في روسيا. وواجهت هذه الأعمال بعض المعارضة بسبب إنشاء عمارات حديثة مكان ابنية تاريخية من الحقبة القيصرية والسوفييتية الروسية كما أنها شردت العديد من العائلات التي ضاقت من ارتفاع اسعار العقارات.
كما شهدت المدينة توسعة لشوارعها ولساحاتها مولها أغنياء أرمن يعيشون في الخارج من أهمها تطوير ساحة الجمهورية التي مولها الثري الأرمني الأميريكي كيرك كيركوريان كما طور الأرمني الأرجنتيني إدواردو يورينكيان مطار المدينة والأرمني الأميركي جيراد كافسجيان مدرجات المدينة الجذابة. وفي عام 2010، أعلنت البلدية عن مخطط لإنشاء مدينة أعمال على تلال منطقة باشكيفيتش.

### السياحة والحياة الليلية
تعتبر يروان مركز سياحي مهم مما جعل السياحة فيها تزدهر بشكل متواصل. لهذا، نمى فيها الفنادق الفخمة والمطاعم الحديثة ونوادي السهر الليلي والمقاصف. وهناك العديد من المعالم في المدينة التي يقصدها السواح مثل النافورة الراقصة في ساحة الجمهورية، دار الأوبرا الحكومي، مجمع المدرجات، اثار حصن آيروباني القديم، موقع كارمير بلور الأثري. كما أن موقع المدينة الجغرافي يساعد في جذب السياح بخاصة وقوعها على سفوح جبل أرارات ذو القيمة التاريخية والذي يمكن رؤيته من أي مكان في المدينة. وتجذب كنائسها وكاتدرائياتها وحصونها القديمة العديد من الزوار.

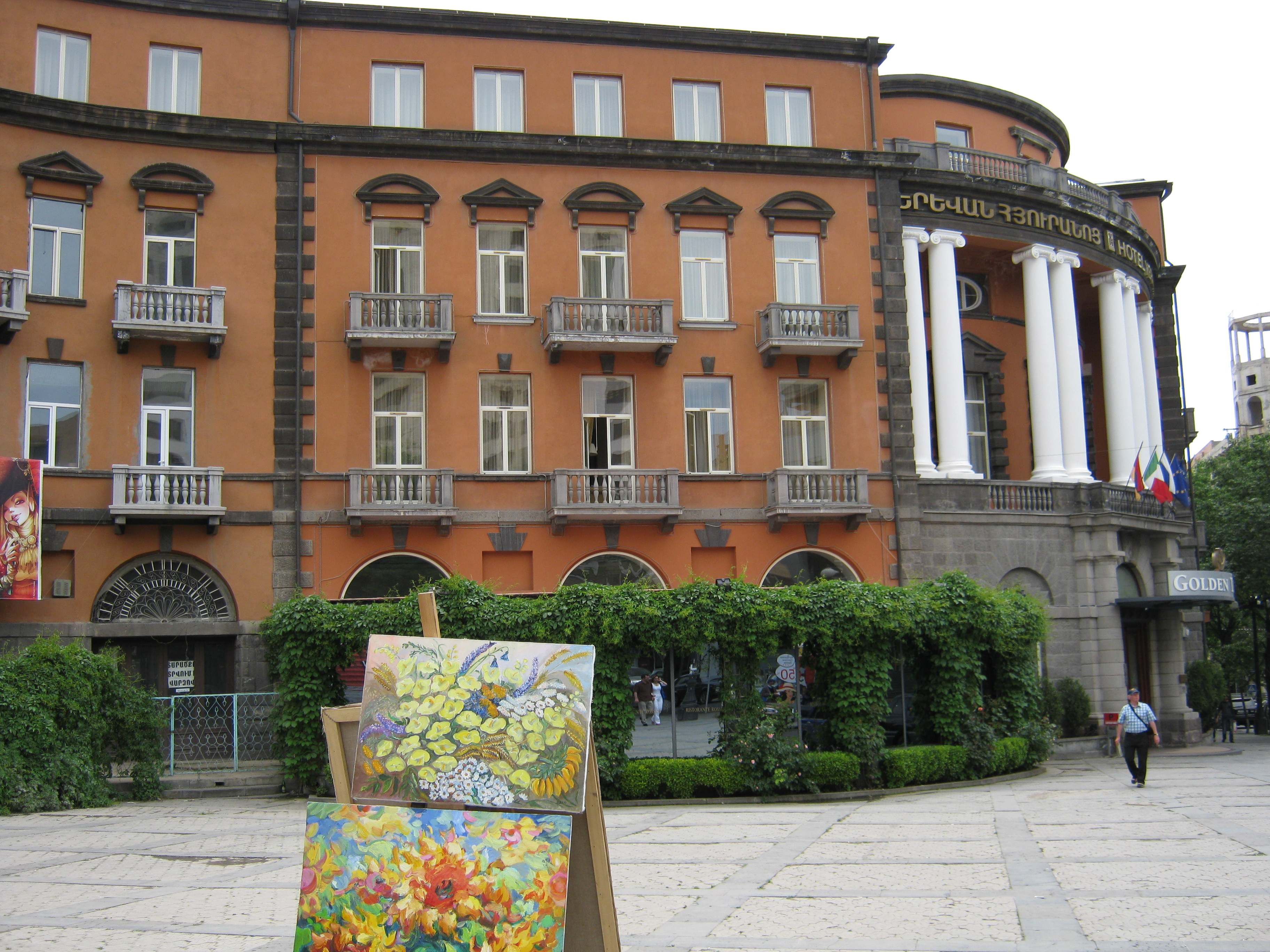
آوتيل يروان الذي شيد عام 1926م وهو اليوم أوتيل رويال توليب التابع لجموعة اللوفر.

ويوجد في المدينة عدد كبير من الفنادف اضخمها ملتي غراند في الضواحي الشمالية. من هذه الفنادق: فندق أرمينيا ماريوت، راديسون بلو ورويال توليب، ذا بيست ويسترن، هيلتون دبل تري وهياة بالاس.
يروان هي من أأمن عشر مدن في العالم لذلك تشهد لياليها حياة ناشطة تشكلها عدد كبير من النرادي الليلية، شوارع حية، منطق مشاة، مقاهي الرصيف، مقاهي الجاز، بيوت الشاي، الكازينوهات، البارات، نوادي الكاريوكي والمطاعم. ومن أكبر مراكز النشاطات الترفيهية كازينوي شانغريلا ومجمع فارو (الفرعون). ويقام في المدينة العديد من الحفلات الموسيقية لكبار الفنانين العالميين.
من أهم معالم المدينة السياحي:

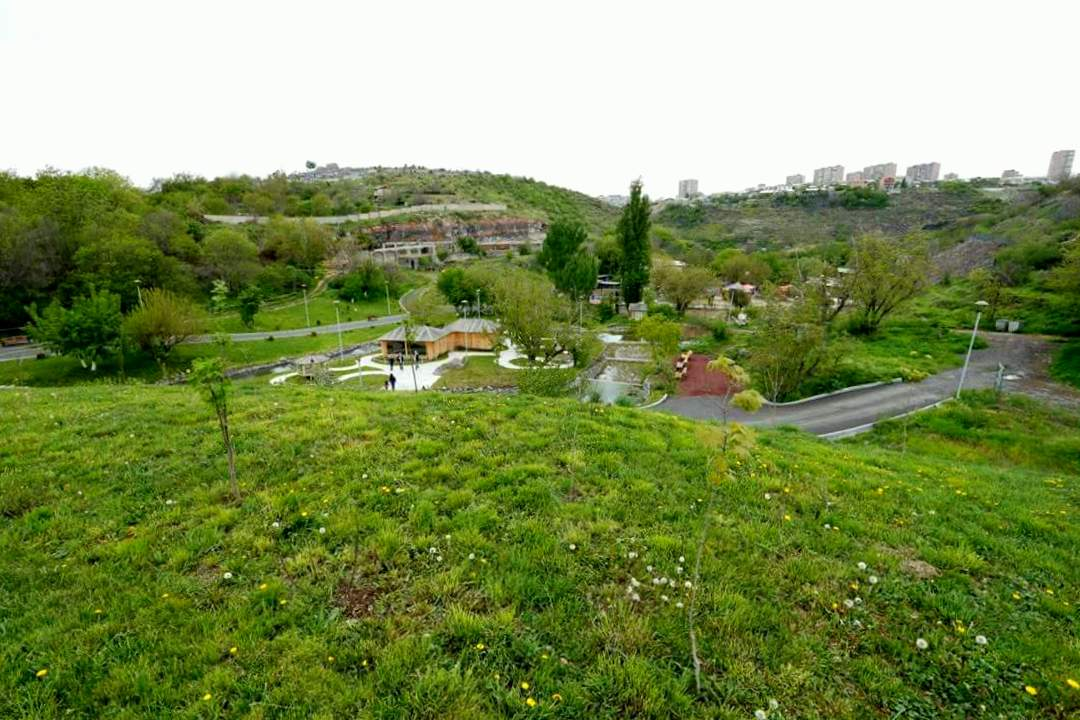
حديقة الحيوان

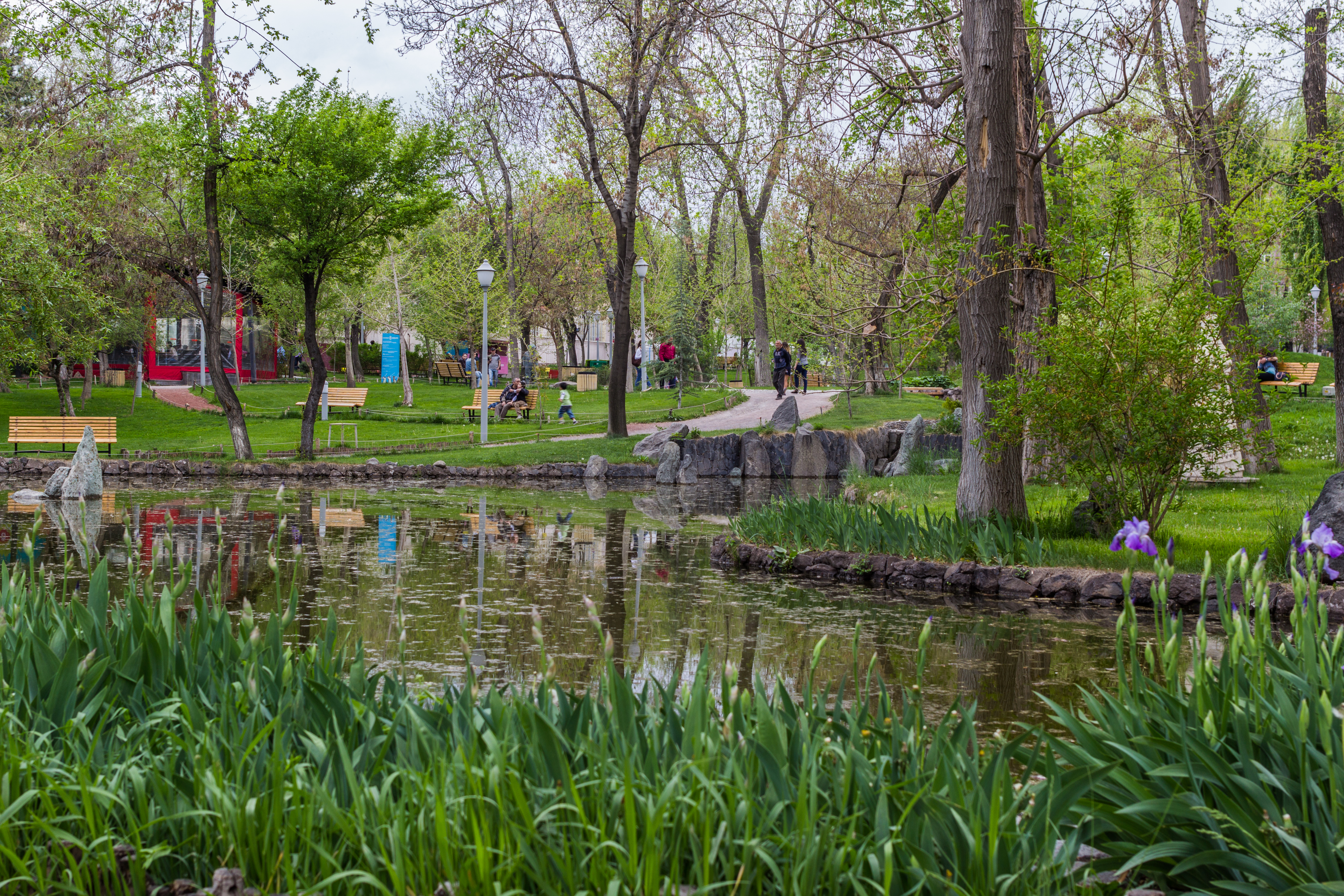
حديقة العشاق

- حديقة حيوانات يروان: افتتح عام 1940م تعرض 1500 نوع من الحيوانات تشمل 250 فصيلة.[112]
- سيرك يروان: افتتح عام 1956 بوسط يروان واشتهر به المهرج الروسي ليونيد ينغيباريان.
- الشارع الشمالي: شارع مخصص للمشاة يحوي مراكز تجارية ومطاعم ومقاهي.
- مركز كافسجيان للفنون: شارع مخصص للمشاة يحوي رصيفه على المطاعم والمقاهي والمعارض كما يقيم العروض الفنية بشكل متواصل على مدار السنة.[113]عالم المياه

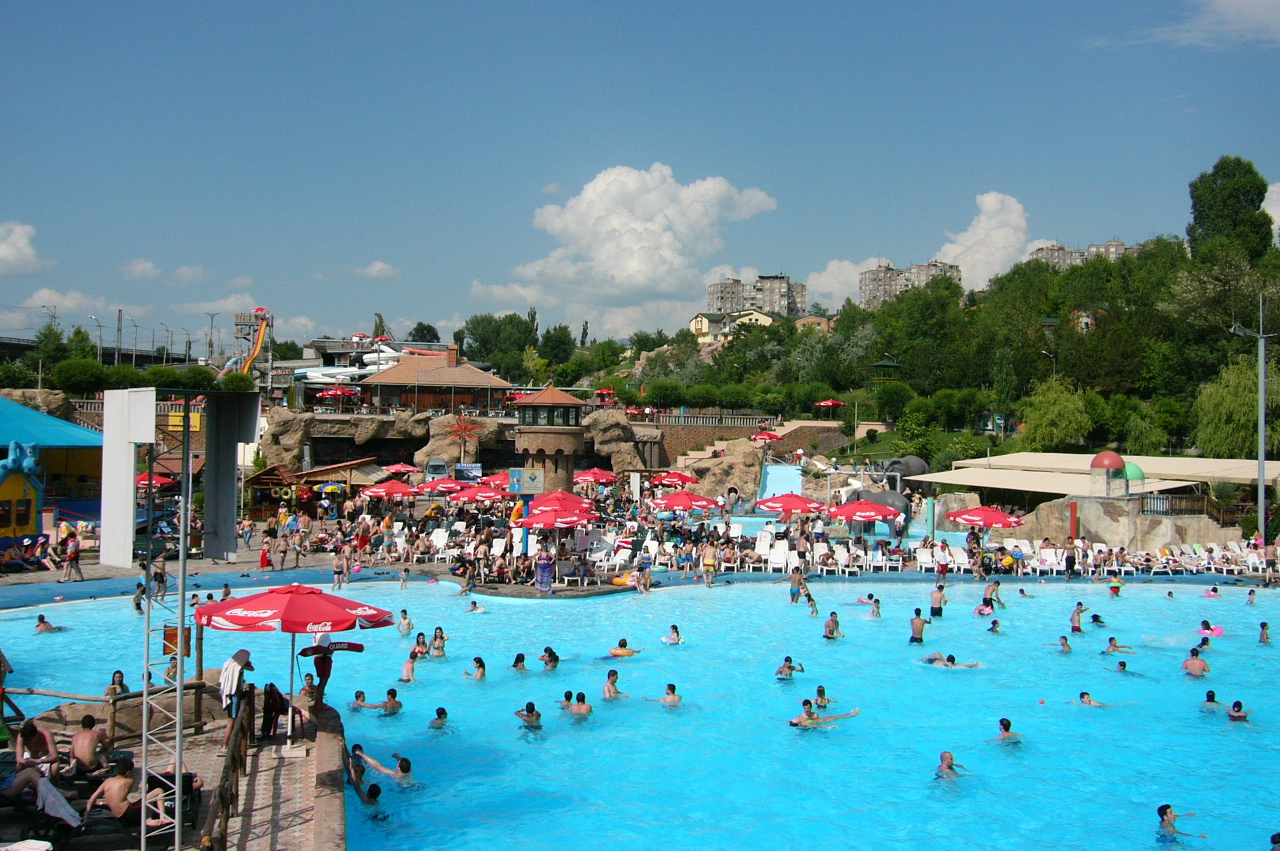
عالم المياه

- الحدائق العامة: تنتشر الحدائق العامة في كل أخياء المدينة. من أشهرها حديقة العشاق وحديقة وحديقة النصر يروان النباتية وحديقة فيكتوريا وحديقة السيرك.
- عالم المياه: وهي مدينة ملاهي تقدم الألعاب المائية.
- مركز دلما غاردن للتسوق: افتتح عام 2012.
- مركز برفان للتسوق: افتتح عام 2014م وفيه أول مركز كارفور للتسوق.
- مركز روسيا للتسوق: افتتح عام 2016 في شارع تيكران ميتس.

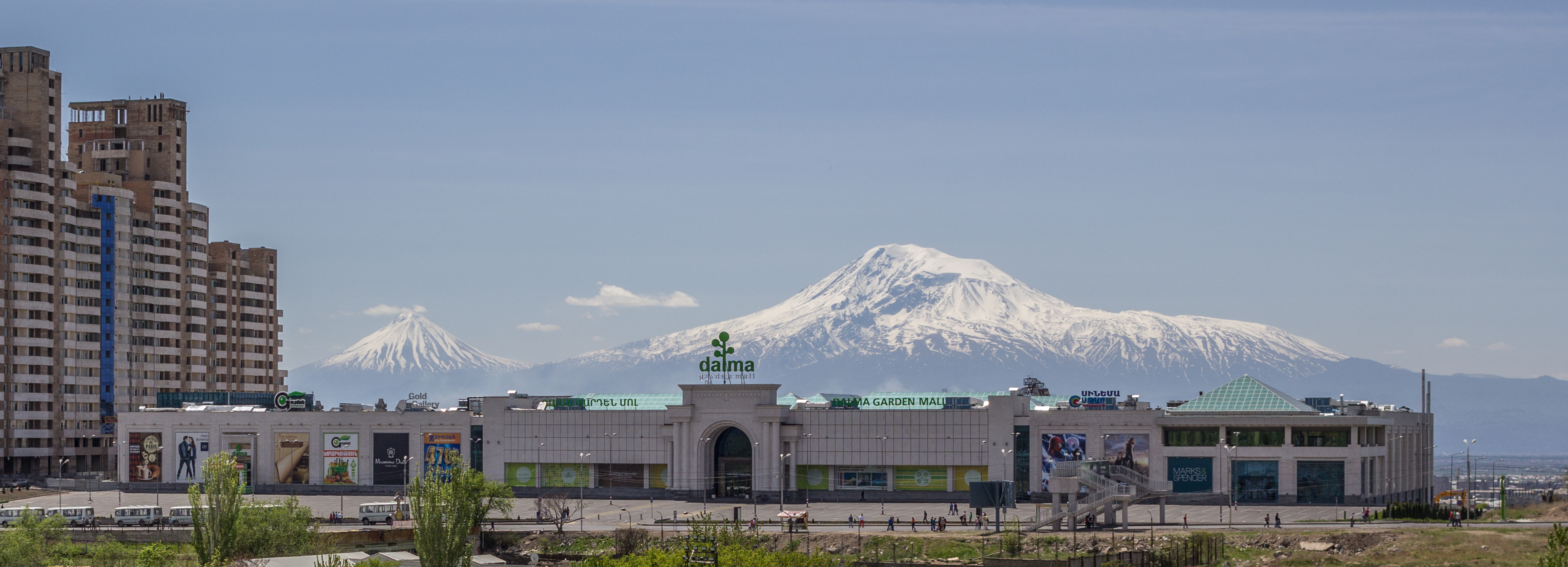
مجمع دالما غاردن للتسوق

## التعليم

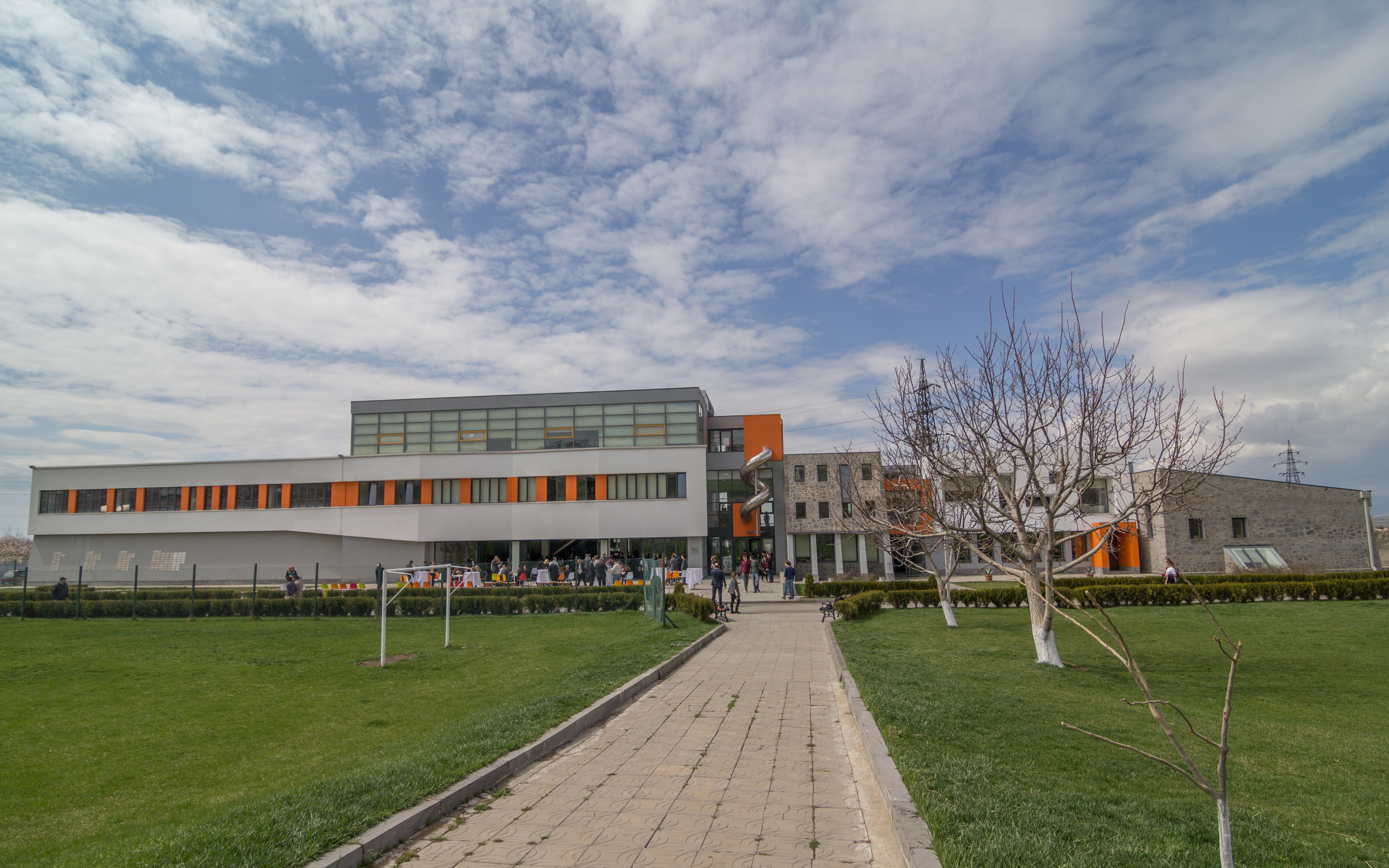
مدرسة إيب

يروان هي مركز التعليم في المنطقة. بحسب معلومات عام 2014م يوجد في المدينة 263 مدرسة، منها 220 حكومية (169 تابعة للبلدية و51 تابعة لوزارة التربية والتعليم)، و43 مدرسة خاصة. كما تدير البلدية 159 روضة أطفال.
فيمن أهم الدارس الدولية في المدينة:
- مدرسة التميز الدولية
- لمدرسة الفرنسية الدولية في أرمينيا
- مدرسة آيب
- مجمع مختار سيباستاسي التعليمي
- مدرسة خورين وشوشانيك.

في عام 2016، يوجد 64 معهد تعليم عالي معتمد ومرخص لهم بالعمل في جمهورية أرمينيا. يوجد في يروان 50 مؤسسة منها 13 جامعة حكومية، و6 هي جامعات نصف حكومية، و5 جامعات خاصة دولية، و3 معاهد عسكرية، و23 جامعة خاصة محلية. ومن جامعات يروان:

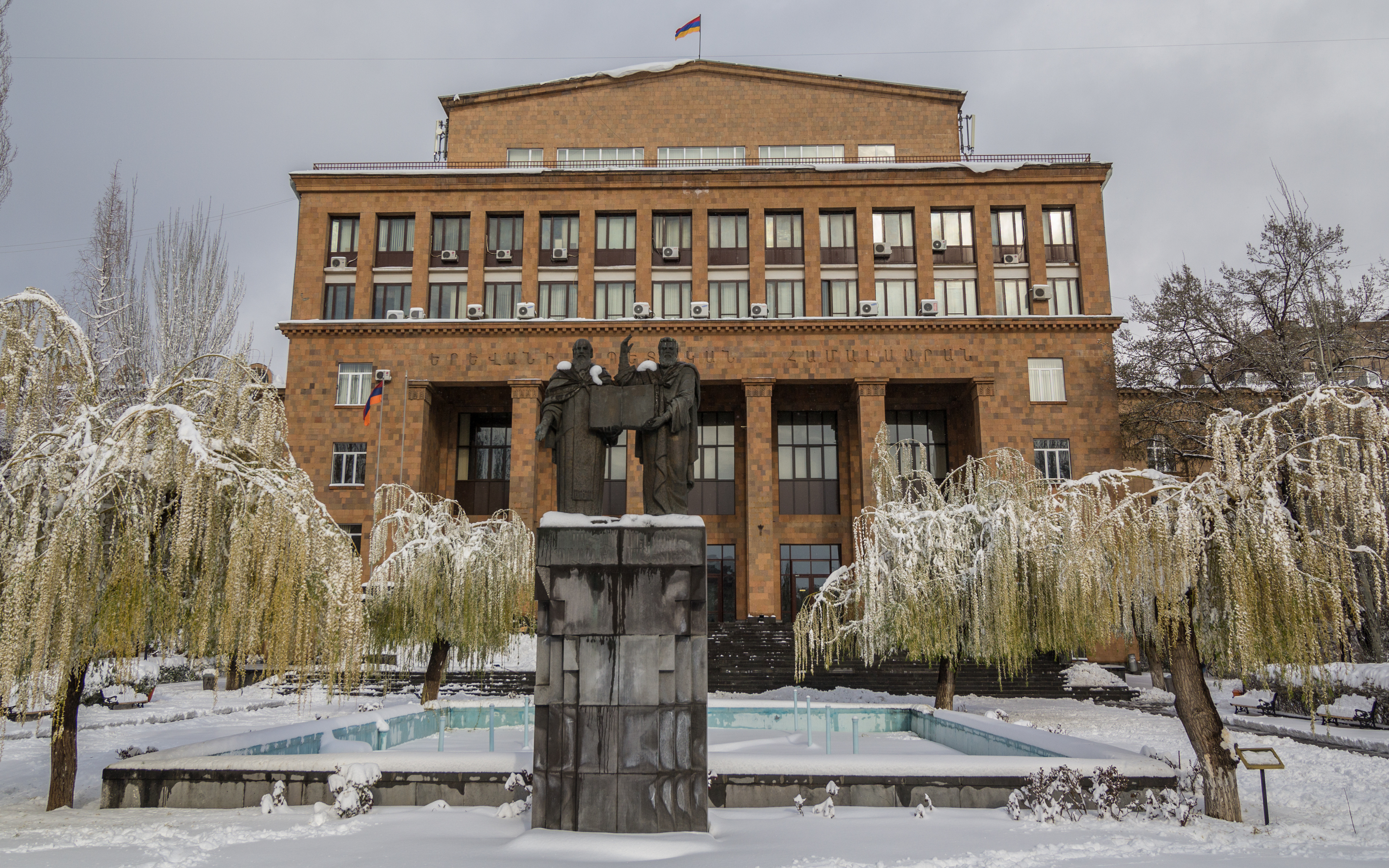
جامعة يروان الحكومية

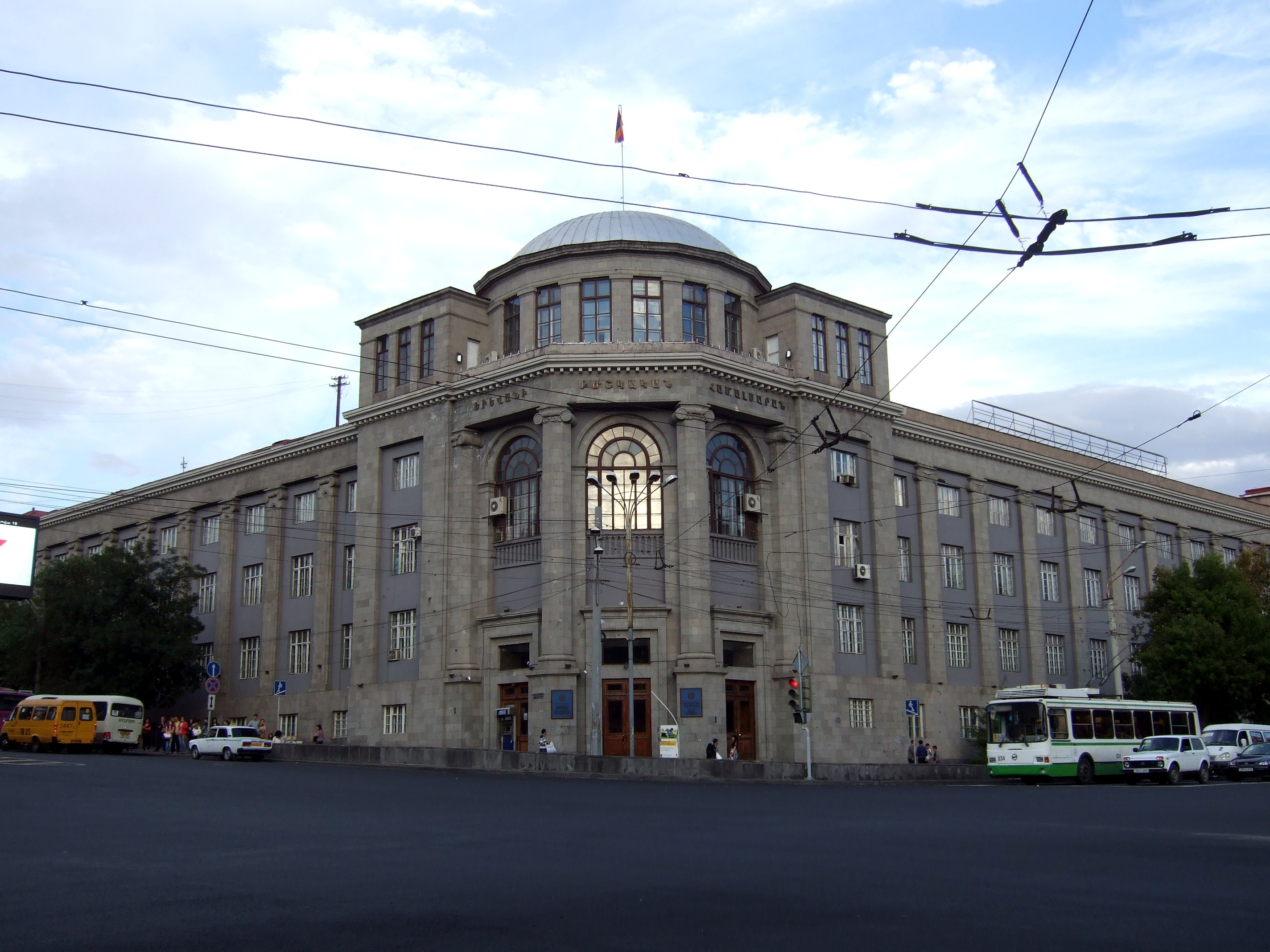
جامعة يروان الحكومية للطب

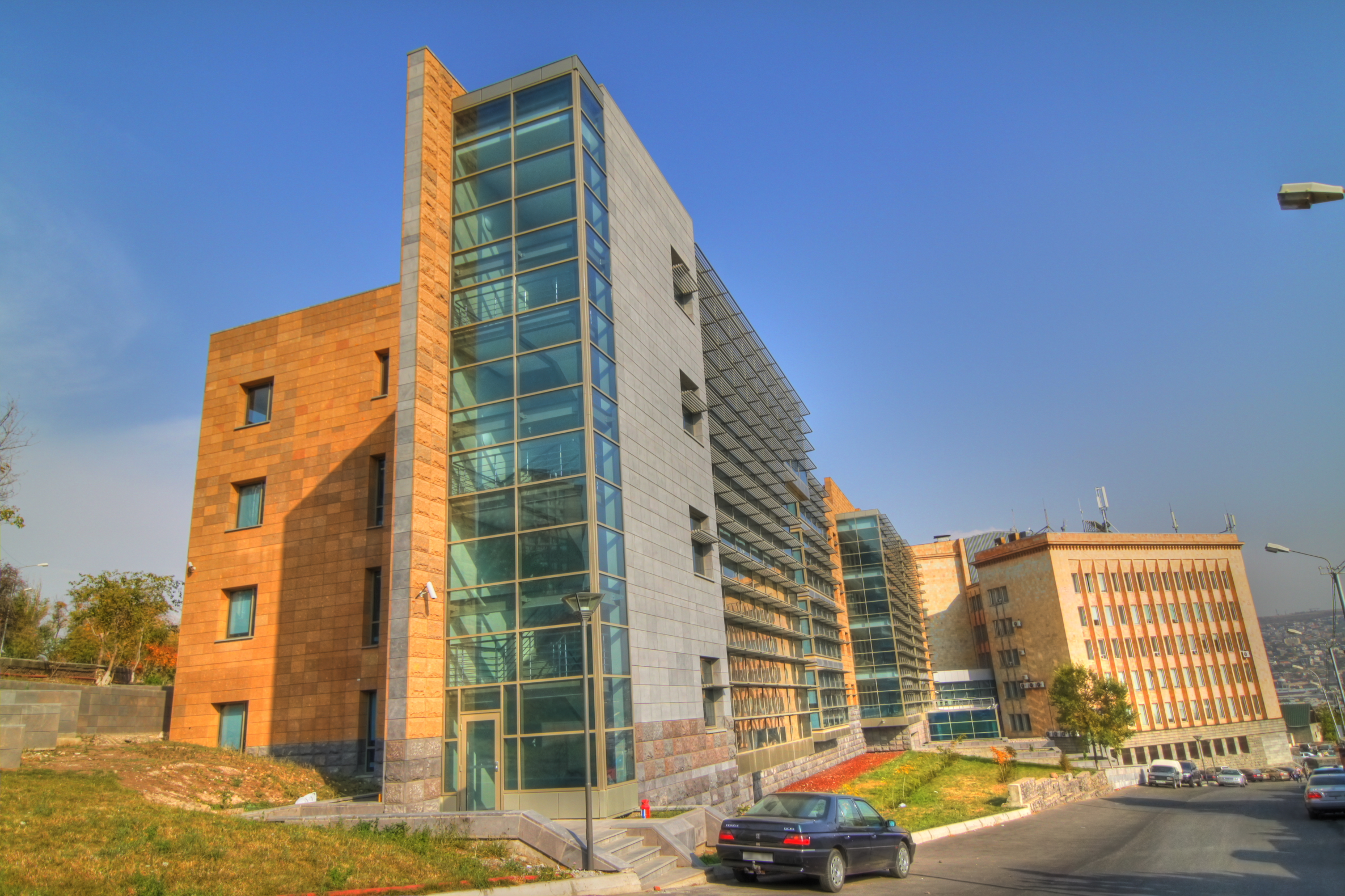
الجامعة الاميركية في أرمينيا

- جامعة يروان الحكومية (تأسست عام YSU، 1919)
- الجامعة الوطنية للهندسة المعمارية والبناء أرمينيا (تأسست عام NUACA، 1921)
- جامعة يروان الحكومية للطب (تأسست عام YSMU، 1922)
- الجامعة الأرمنية الحكومية للتربية (تأسست عام ASPU، 1922)
- كونسرفتوار كاميتاس الحكومي في يروان (تأسست عام 1923)
- الجامعة الأرمينية الوطني للزراعة (تأسست عام ANAU، 1930)
- جامعة البوليتكنيك الوطنية الأرمينية (تأسست عام NPUA، 1933)
- جامعة بروسوف الحكومية للغات والعلوم الاجتماعية  (تأسست عام Brusov، 1935)
- معهد يروان الحكومي للمسرح والسينما (تأسست عام YSITC، 1944)
- معهد الدولة الأرمينية للتربية البدنية  (تأسست عام ASIPC، 1945)
- أكاديمية يروان الحكومية للفنون الجميلة  (تأسست عام YSAFA، 1946)
- الجامعة الأرمينية الحكومية للاقتصاد (Asue، 1975)
- الأكاديمية الحكومية لإدارة الأزمات (تأسست عام CMSA، 1999)

ومن الجامعات الدولية البارزة في يروان ما يلي:
- جامعة هايبوساك في يروان (تأسست عام 1990)
- جامعة غلادذور في يروان (تأسست عام 1990)
- الجامعة الأمريكية في أرمينيا (تأسست عام AUA، 1991)
- مؤسسة الجامعة الفرنسية في أرمينيا (تأسست عام UFAR، 1995)
- جامعة أوراسيا الدولية (تأسست عام EIU، 1996)
- الجامعة الشمالية في يروان (تأسست عام 1996)
- الجامعة الروسية-الأرمينية (تأسست عام 1997)
- المركز الدولي لتدريب المحاسبة (المركز نحو، 1998)
- الأكاديمية الجهوية الأوروبية (ERA، 2002)
- المدرسة البريطانية للأعمال الأرمينية (تأسست عام BSB، 2014)

## الرياضة

### كرة القدم

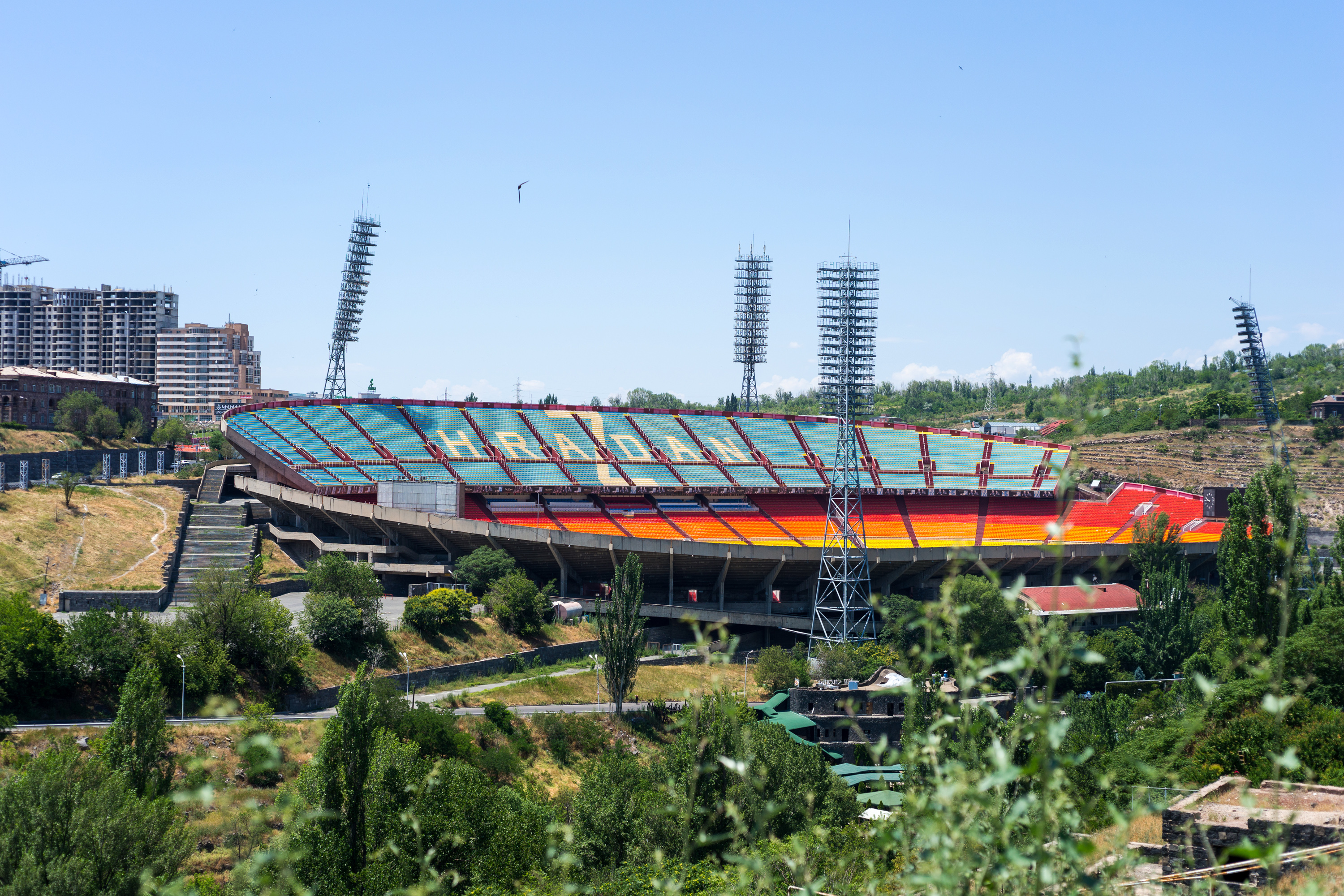
استاد هرازدان

كرة القدم هي أكثر الرياضات شعبية على الإطلاق في يروان. افتتح ملعب أرمينيا الرياضة في عام 1930. ويوجد في المدينة العديد من أندية كرة القدم منها خمسة في الدوري الأرمني لكرة القدم: نادي أرارات يروان، نادي بنانتس، نادي بيونيك إيربوني، ونادي الأشكيرت. ولدى نوادي بانانتس وبيونيك وأرارات معهدهم الخاضة للتدريب. وهناك معاهد تدريب أخرى في إيربوني وشنغافيت وأجابنياك.
لدى يروان عدد كبير من ملاعب كرة القدم أكبرها استاد هرازدان، وملعب فازجين سركسيان الجمهوري، ملعب الأشكيرت، ملعب ميكا ، ملعب بانانتس ، استاد أكاديمية كرة القدم وملعب بيونيك.

### الشطرنج

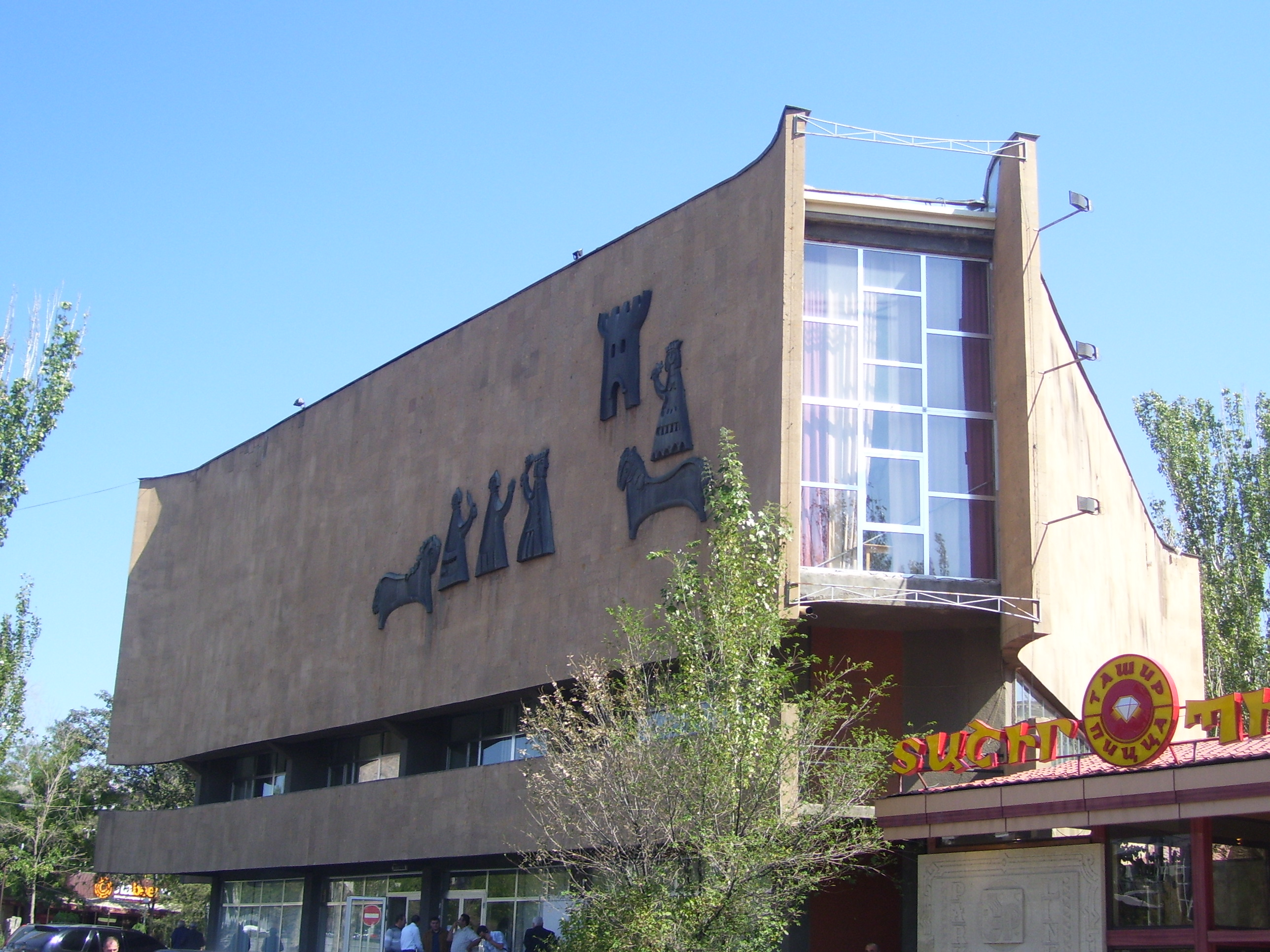
دار ديكران بيتروسيان للشطرنج

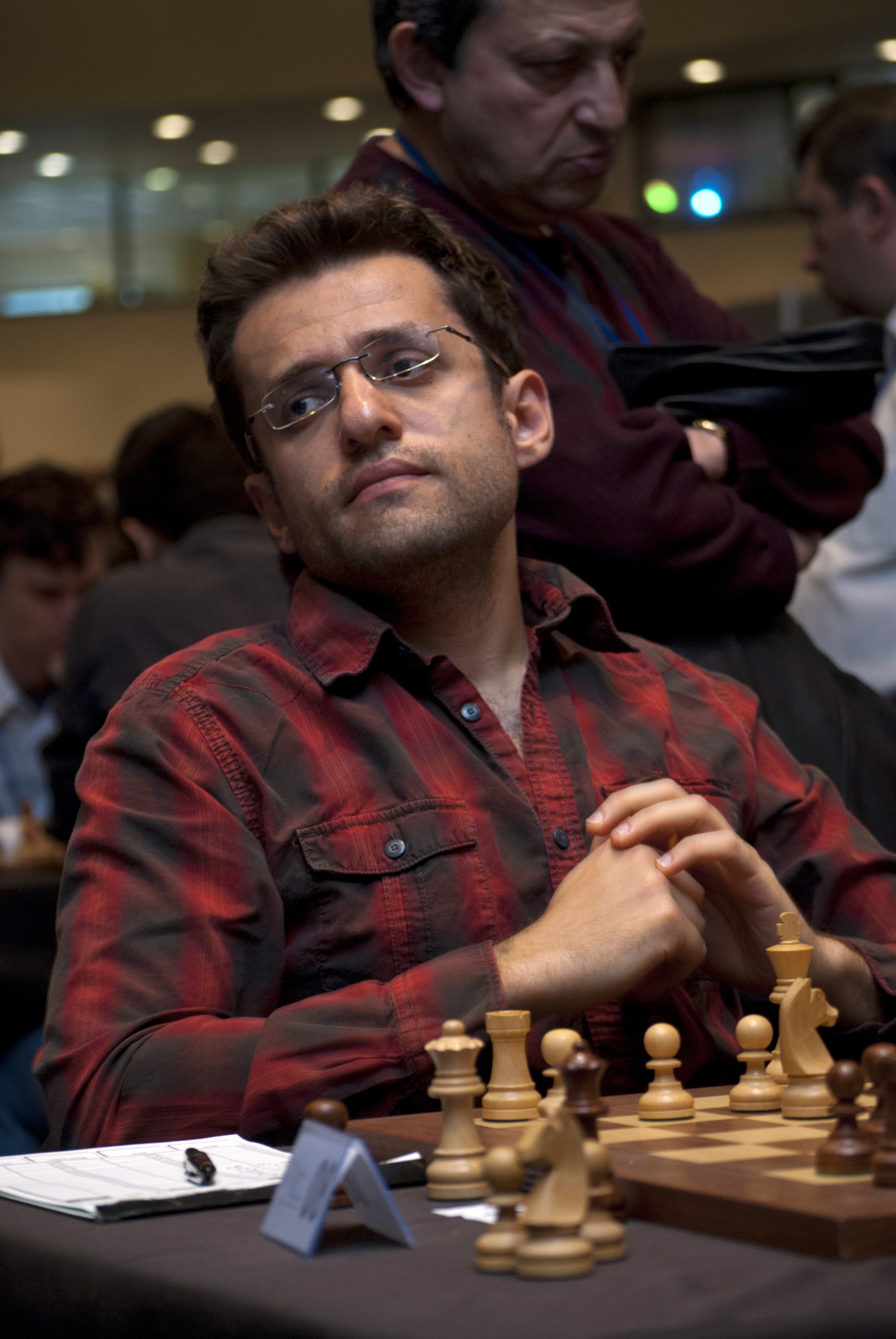
لاعب الشطرنج الأرمني ليفون أرونيان - صورة من عام 2011

برع الأرمانيون بلعب الشطرنج وحازلاعبيها في كثير من الأحيان على أعلى المعدلات والأوسمة. يقع مقر اتحاد الشطرنج الأرميني يقع في دار ديكران بتروسيان للشطرنج والذي تسمى تيمنا ببتروسيان البطل الارمني العالمي. وفي المدينة عدد كبير من أندية الشطرنج. في عام 1996، على الرغم من الظروف الاقتصادية القاسية في البلاد، استضافت يروان أولمبياد الشطرنج الـ32. في عام 2006، فاز أربعة أعضاء من فريق يروان للشطرنج بالأولمبياد ال37 في تورينو وفي الأولمبياد الـ38 في درسدن. ثم فازوا أولمبياد لثالث مرة في عام 2012 المقامة في اسطنبول ويعتبر ليفون أرونيان، رئيس منتخب يروان واحد من أفضل لاعبي الشطرنج في العالم بمرتبة الاستاذ الأعلى.

### ألعاب الصالات المغلقة
يعتبر مجمع كارين دمرجيان للرياضة والحفلات الموسيقية من أكبر صالات الألعاب المغلقة في البلاد ويستخدم في الغالب لألعاب الصالة، بما في ذلك هوكي الجليد و التزلج على الجليد. أما ملعبي دينامو وميكا الغلقين يستعلان للمسابقات المحلية والإقليمية في العاب كرة السلة، الكرة الطائرة، كرة اليد و كرة القدم الخماسية.

### الألعاب الخارجية
وللفروسية مجالها وهو مركز هوفيك هايرابتيان للفروسية والذ افتتح عام 2001. وافتتح مضمار يروان الدولي لسباقات الدراجات عام 2011م. وفي سبتمبر عام 2015، افتتح مجمع التدريب الأولمبي يروان في منطقة دافشتين . في ديسمبر من نفس العام، افتتح مركز إيرينا رودنينا للتزلج على الجليد  بالقرب من مضمار يروان.

## العلاقات الدولية
مدينة يروان هي عضو في العديد من المنظمات الدولية منها: «المجلس العالمي للبلاد المستقلة للمدن والعواصم» و«جمعية عواصم بلاد البحر الأسود» و«الاتحاد الفرانكوفوني لرؤساء البلديات» و«منظمة المدن التراثية العالمي» و«الجمعية العالمية للمجتمعات الضخمة» و«الجمعية الدولية لاضاءة المدن».

### توأمة المدن
وقعت يويفان معاهدات تؤامة مع المدن التالية:
| - كرارة، ايطاليا، منذ عام 1965 - أنتاناناريفو، مدغشقر، منذ عام 1981 - كمبردج، الولايات المتحدة، منذ عام 1987 - مارسيليا، فرنسا منذ عام 1992 - أصفهان، إيران منذ عام 1995 - أوديسا، أكرانيا منذ عام 1995 - تبليسي، جورجيا منذ عام 1996 - بيروت، لبنان منذ عام 1997 - دمشق، سوريا منذ عام 1997 - مونتريال، كندا منذ عام 1998 - بوينس ايريس، الارجنتين منذ عام 2000 | - براتيسلافا، سلوفاكيا منذ عام 2001 - ساو باولو، البرازيل منذ عام 2002 - كيشيناو، مولدوفيا منذ عام 2005 - روستوف ون دون، روسيا منذ عام 2005 - لوس أنجيلوس، الولايات المتحدة منذ عام 2007 - نيس، فرنسا منذ عام 2007 - البندقية، إيطاليا منذ عام 2011 - ريغا، لاتفيا منذ عام 2013 - عمان، الأردن منذ عام 2014 - نوفوسيبيرسك، روسيا منذ عام 2014 |

### الشراكات الدولية
ليروان علاقة شراكة مع 18 مدينة ومناطق ادارية:
| - بودغوريتسا، مونتينيغرو منذ عام 1974 - ليون، فرنسا منذ عام 1993 - ستافربول، روسيا منذ عام 1994 - كييف، أوكرانيا منذ عام 1995 - موسكو، روسيا منذ عام 1995 - توسكاني، إيطاليا منذ عام 1996 - سانت بيترسبورغ، روسيا منذ عام 1997 - فولغوغراد، روسيا منذ عام 1998 - مينسك، بيلاروسيا منذ عام 2002 | - ريو دو جينيرو، البرازيل منذ عام 2007 - دلهي، الهند منذ عام 2008 - صوفيا، بلغاريا منذ عام 2008 - بيجينغ، الصين منذ عام 2009 - كالينغراد، روسيا منذ عام 2009 - باريس، فرنسا منذ عام 2011 - ايل دو فرانس، فرنسا منذ عام 2011 - ستيبانغيرد، ناغورنو قراباخ منذ عام 2012 - كراسنودار، روسيا منذ عام 2014 |

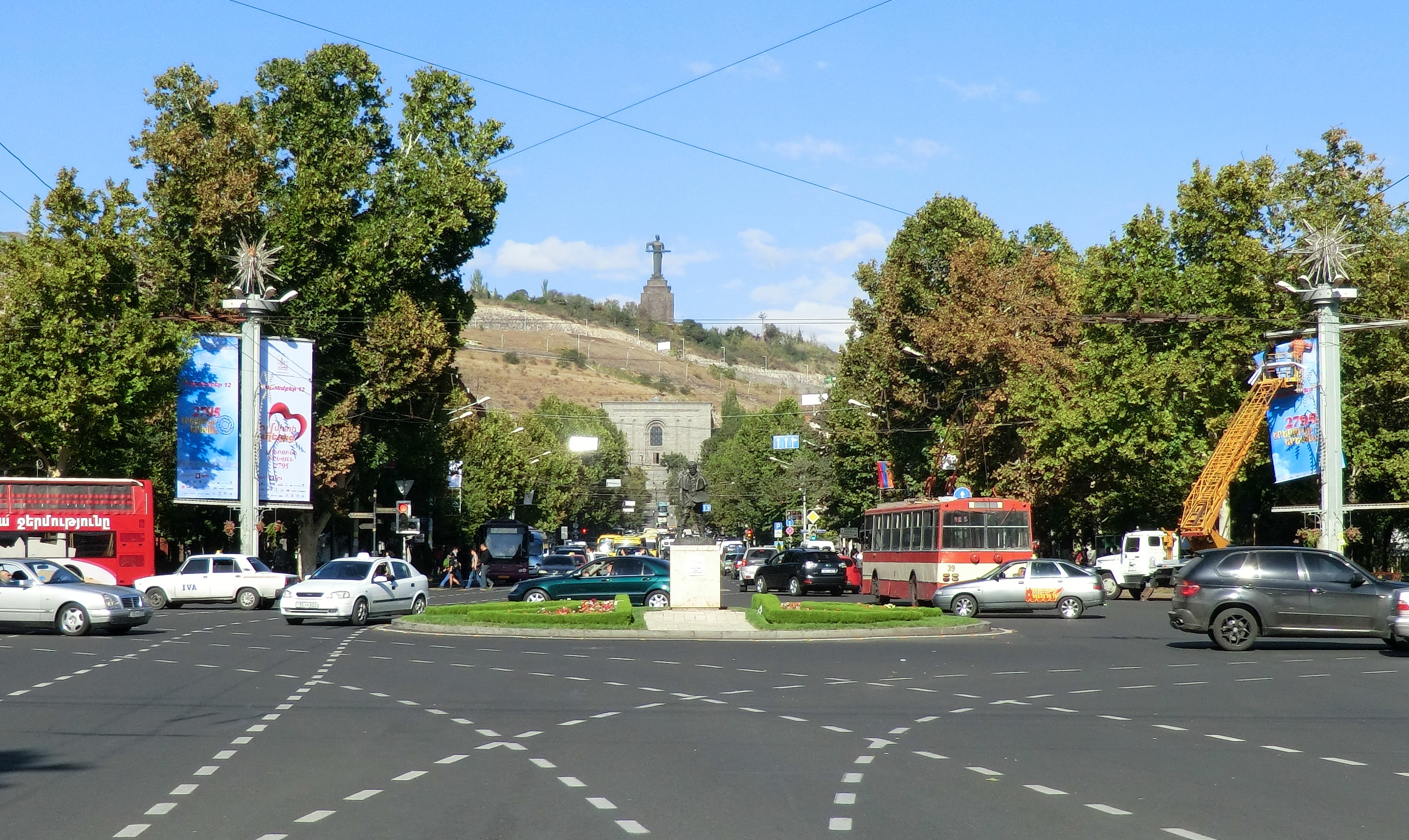
ساحة فرنسا في يروان
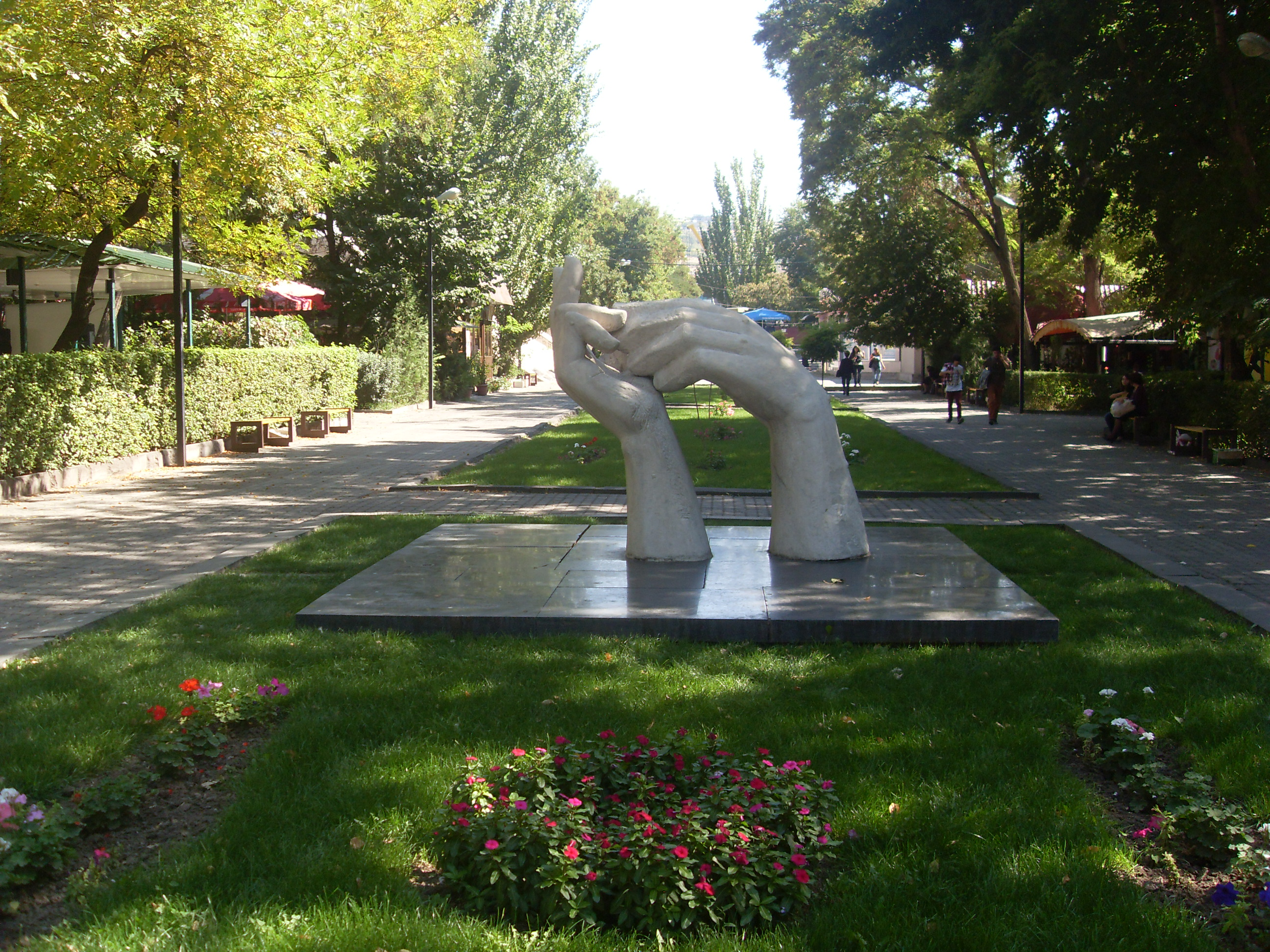
تمثال "أيدي المتي" مقدم من مدينة كرارة إلى مدينة يروان كتعبير عن الصداقة بين المدينتين.

## معرض صور

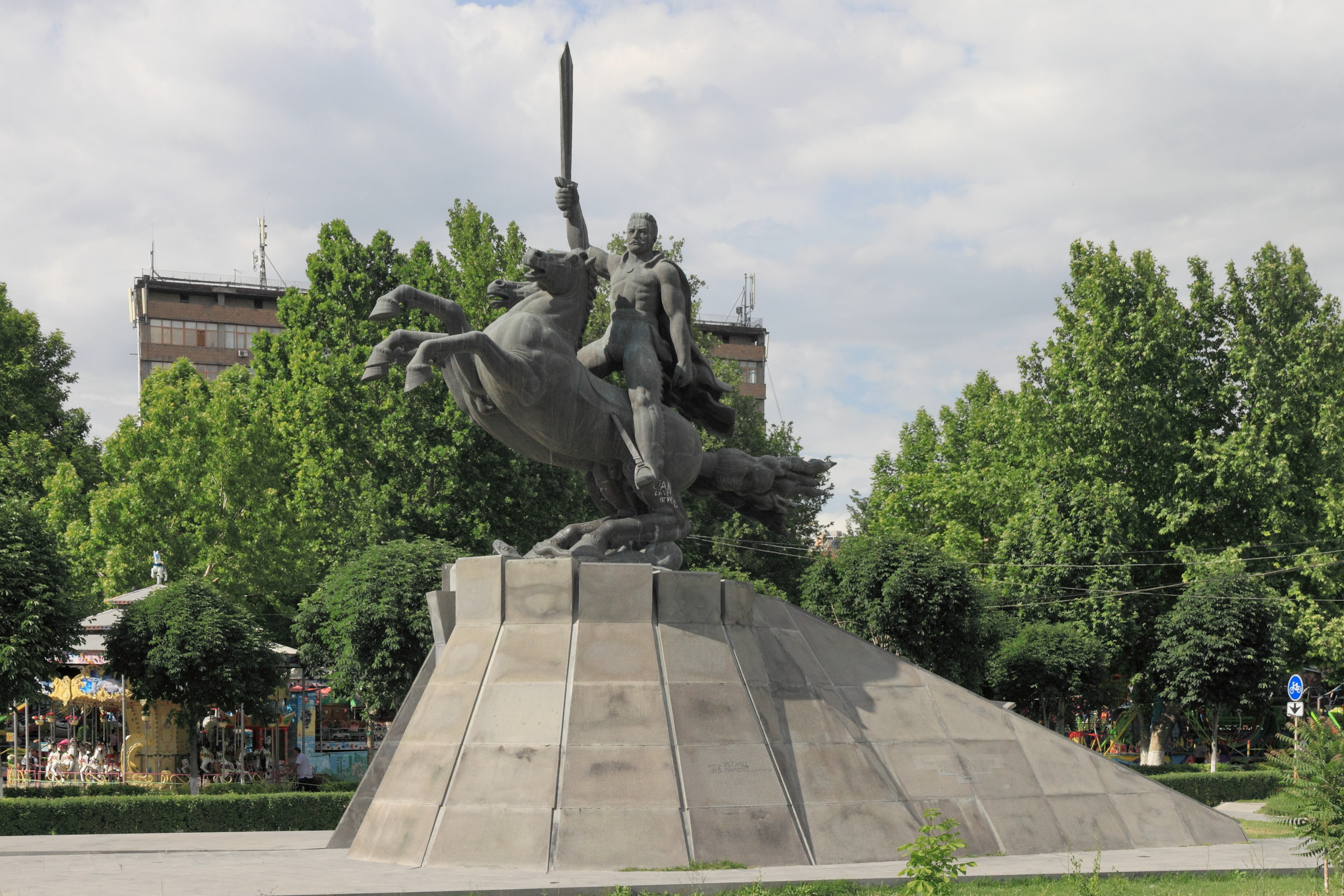
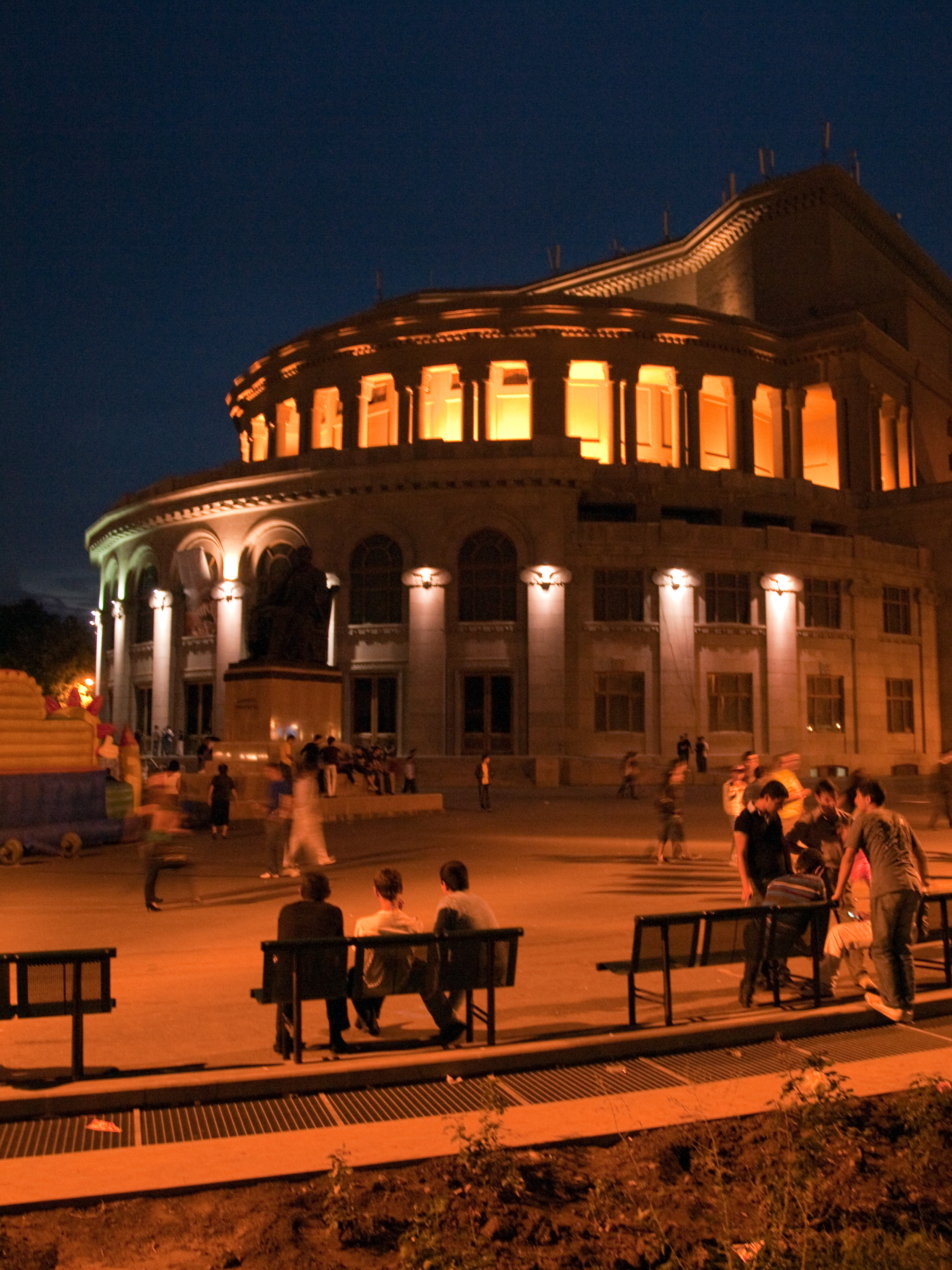
دار أوبرة يروان.
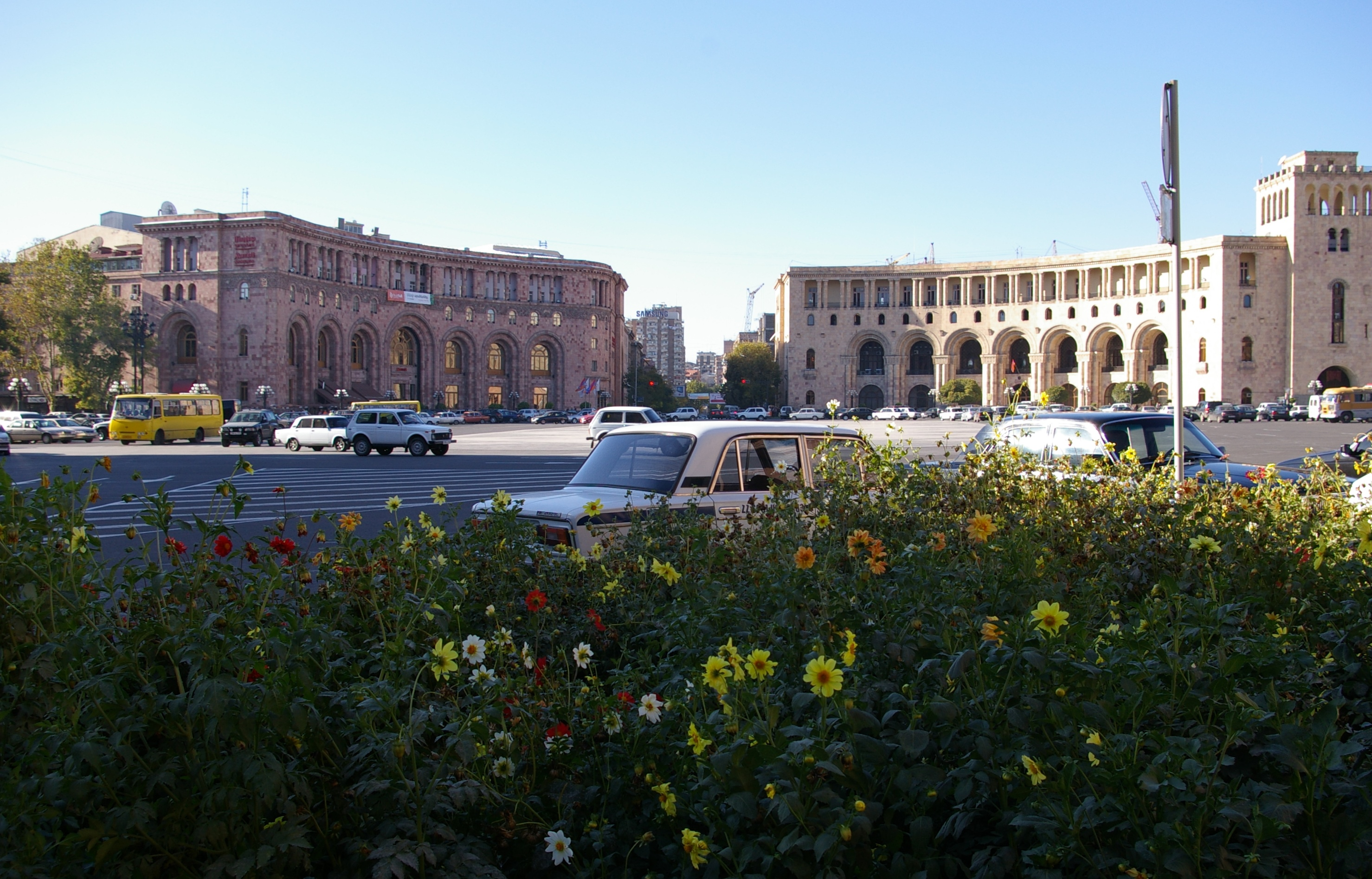
ساحة الجمهورية
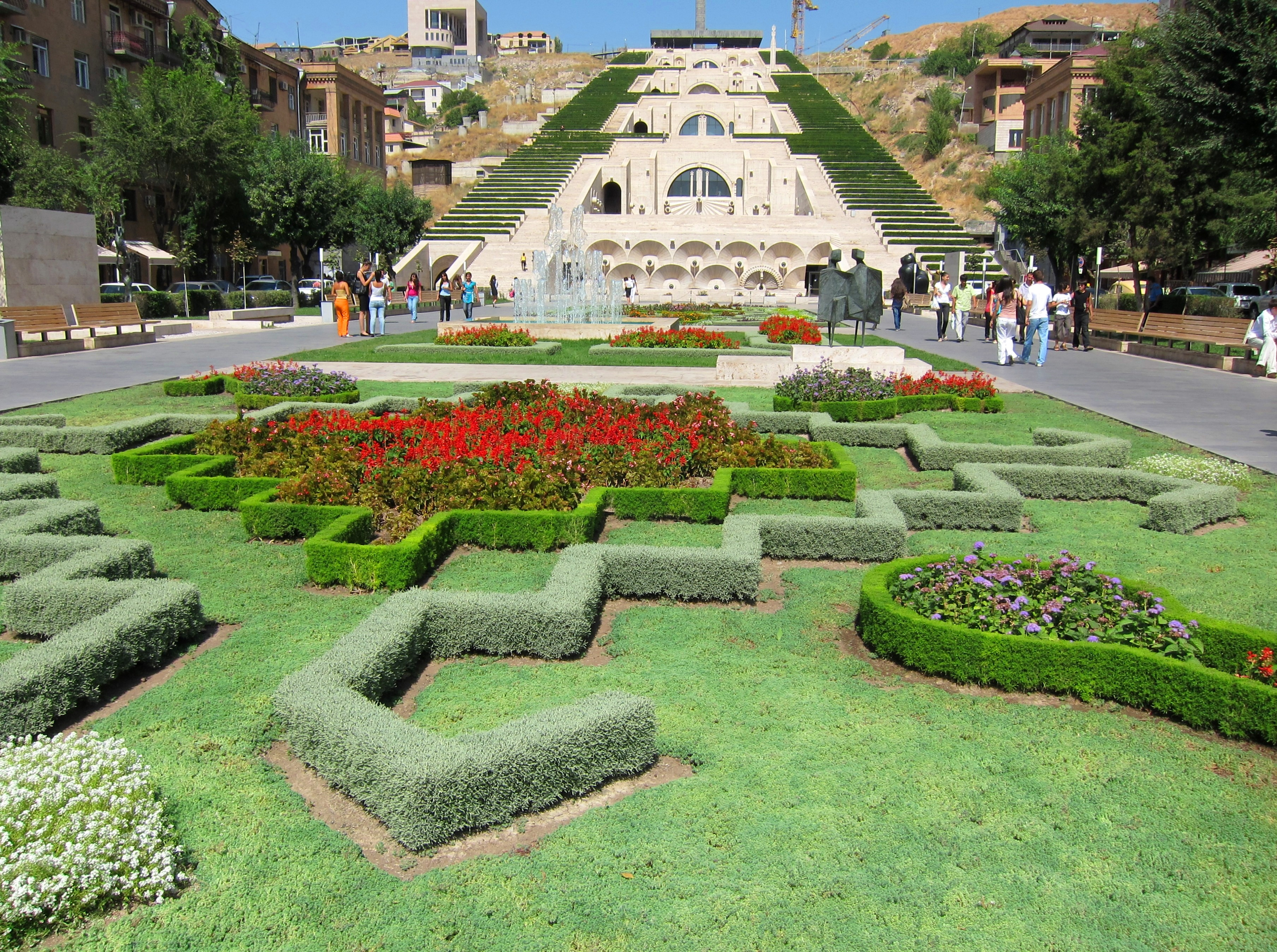
متدرجات يروان
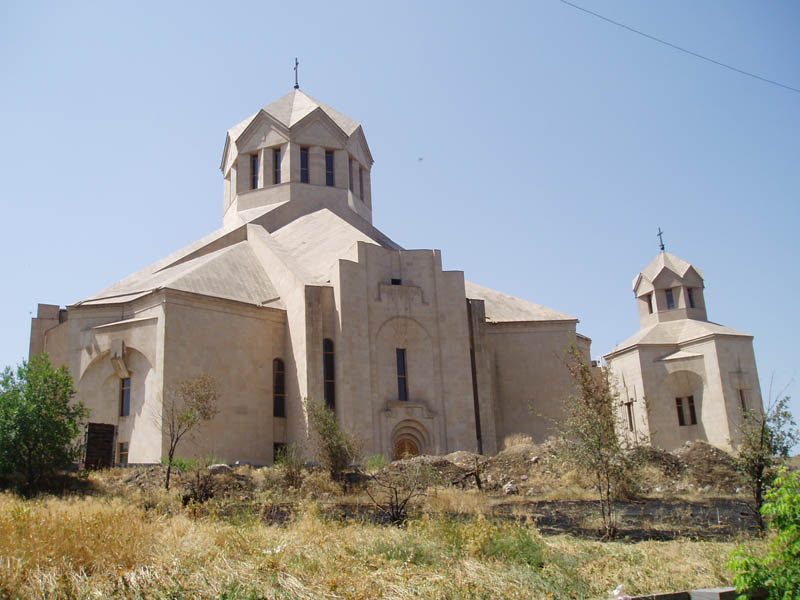
كنيسة المنور
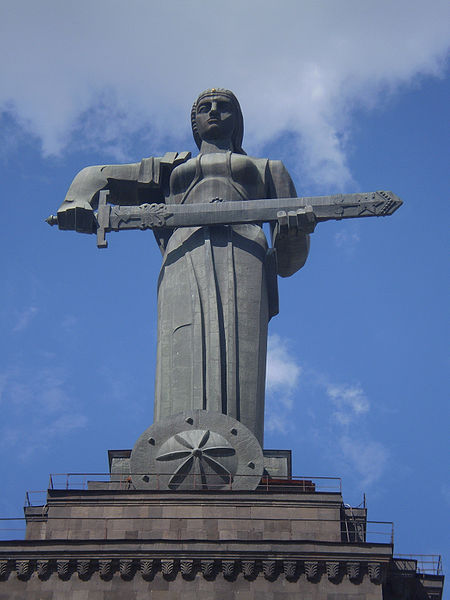
تمثال أرمينيا الأم
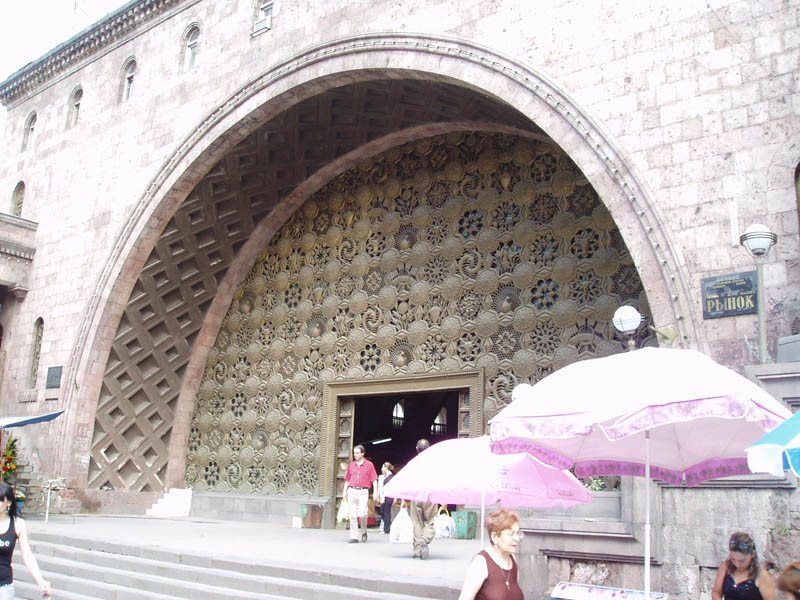
مدخل سوق ميركادو
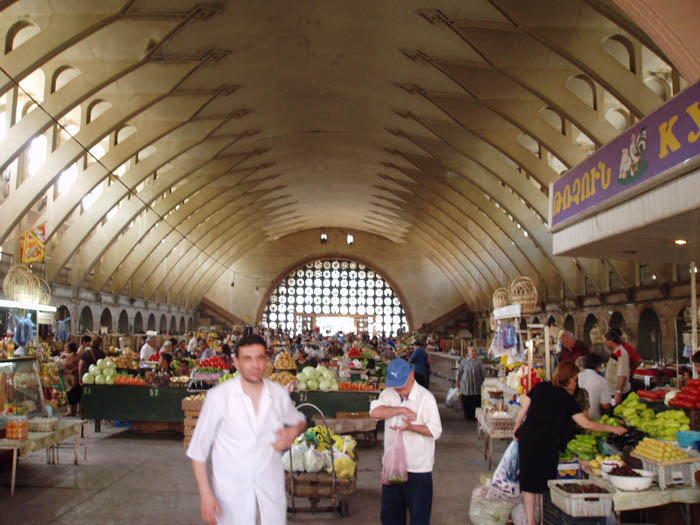
داخل سوق ميركادو
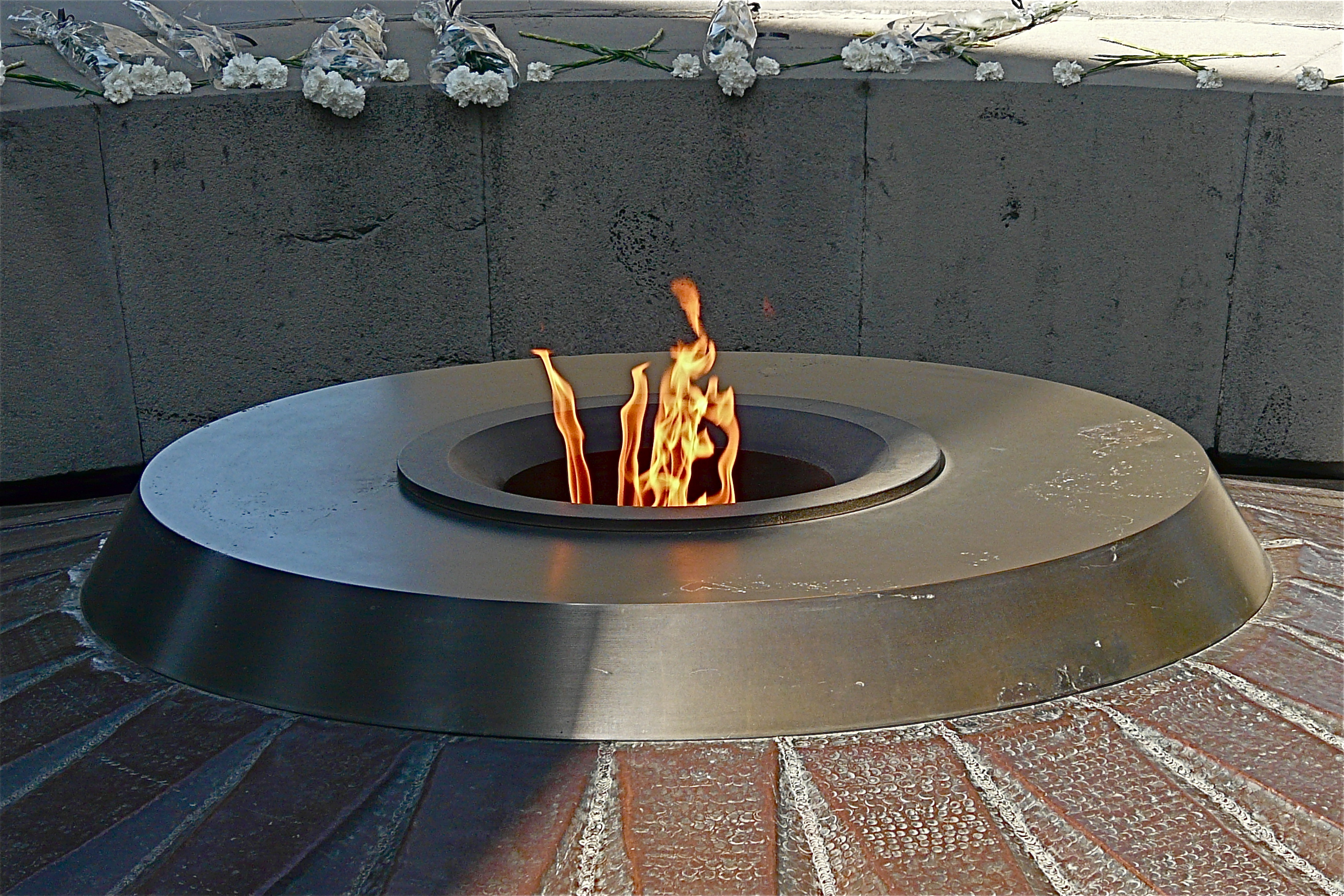
نصب شهداء المذابح الارمن
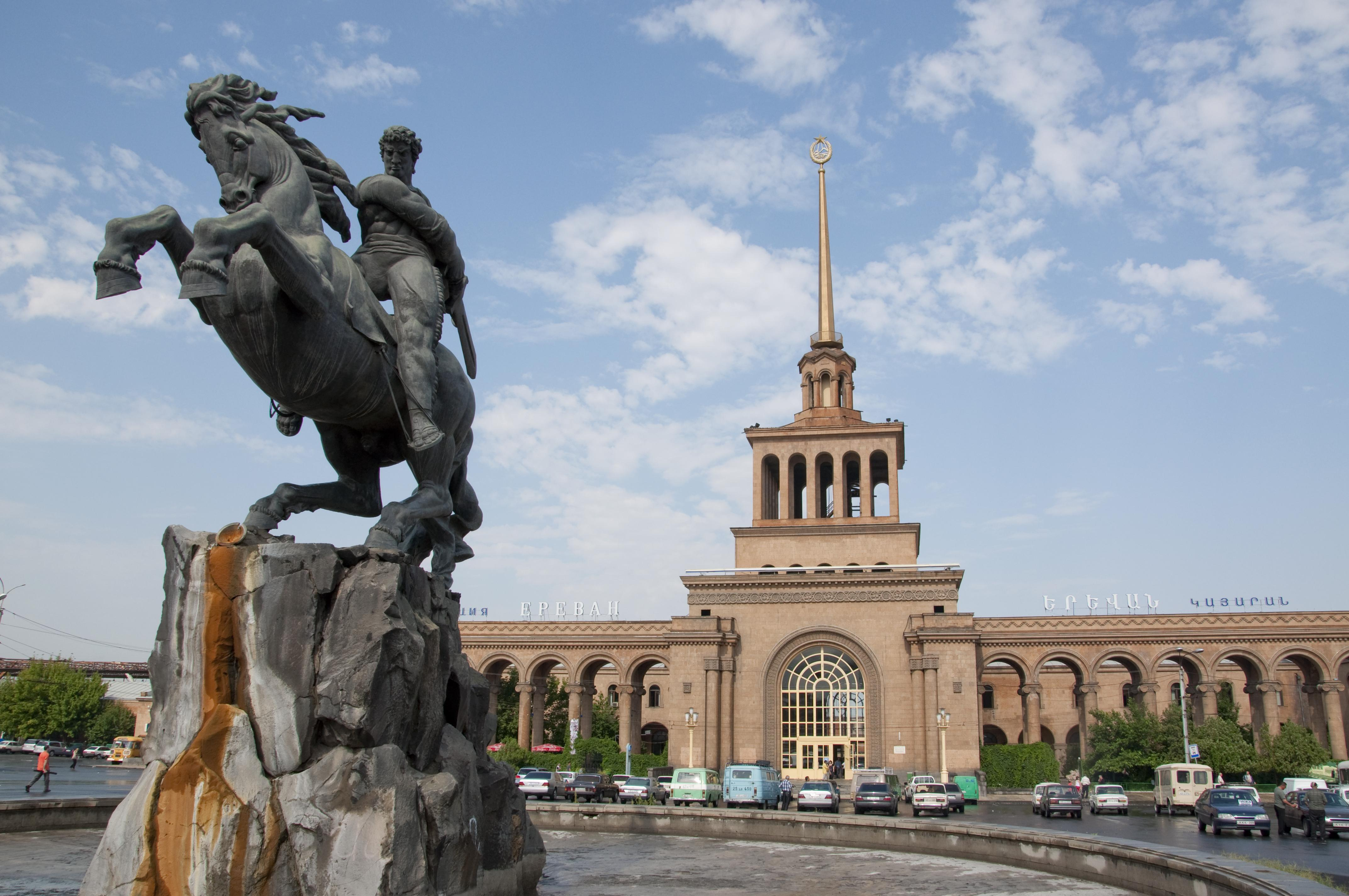
تمثال دايفيد الساسوني
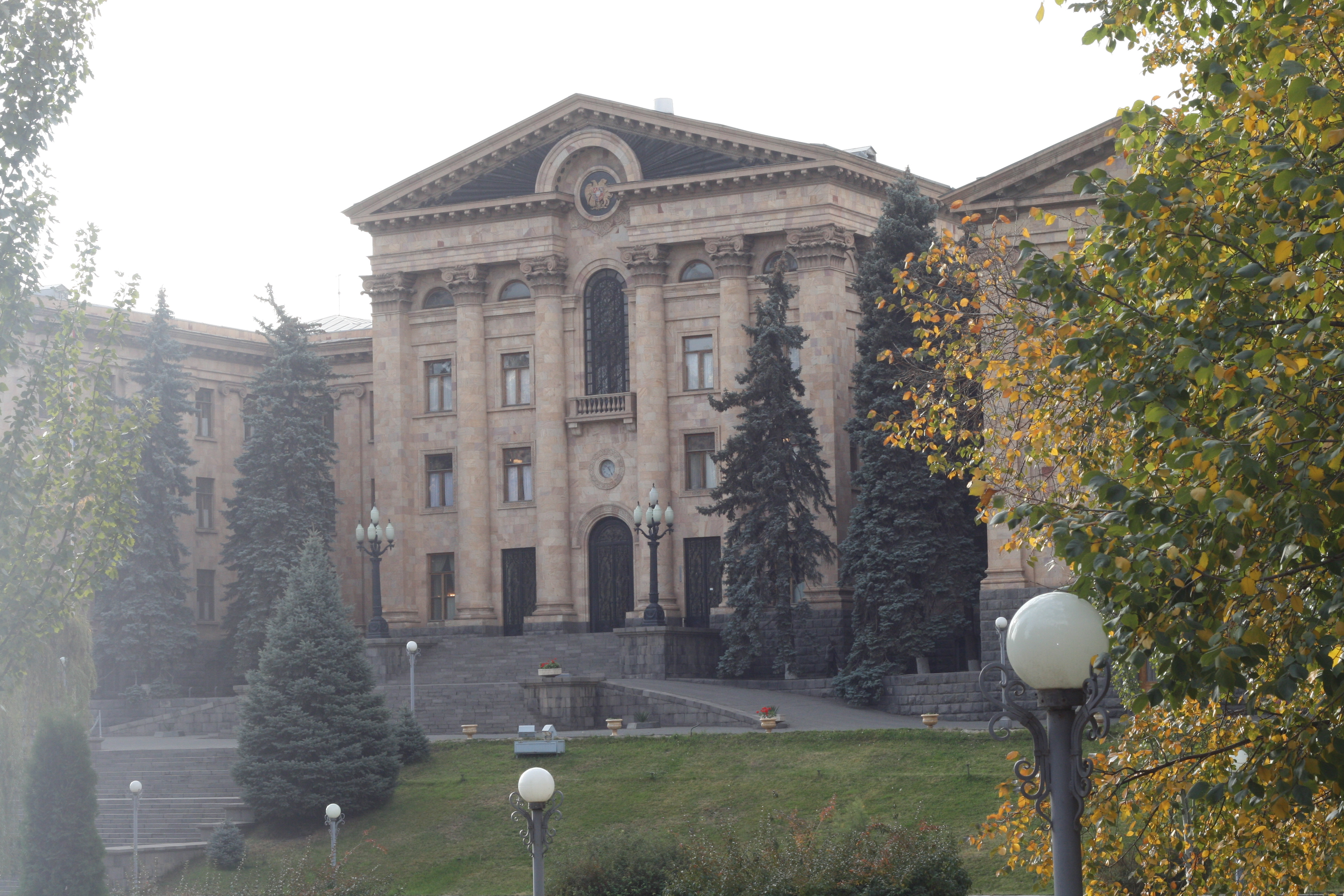
مبنى البرلمان
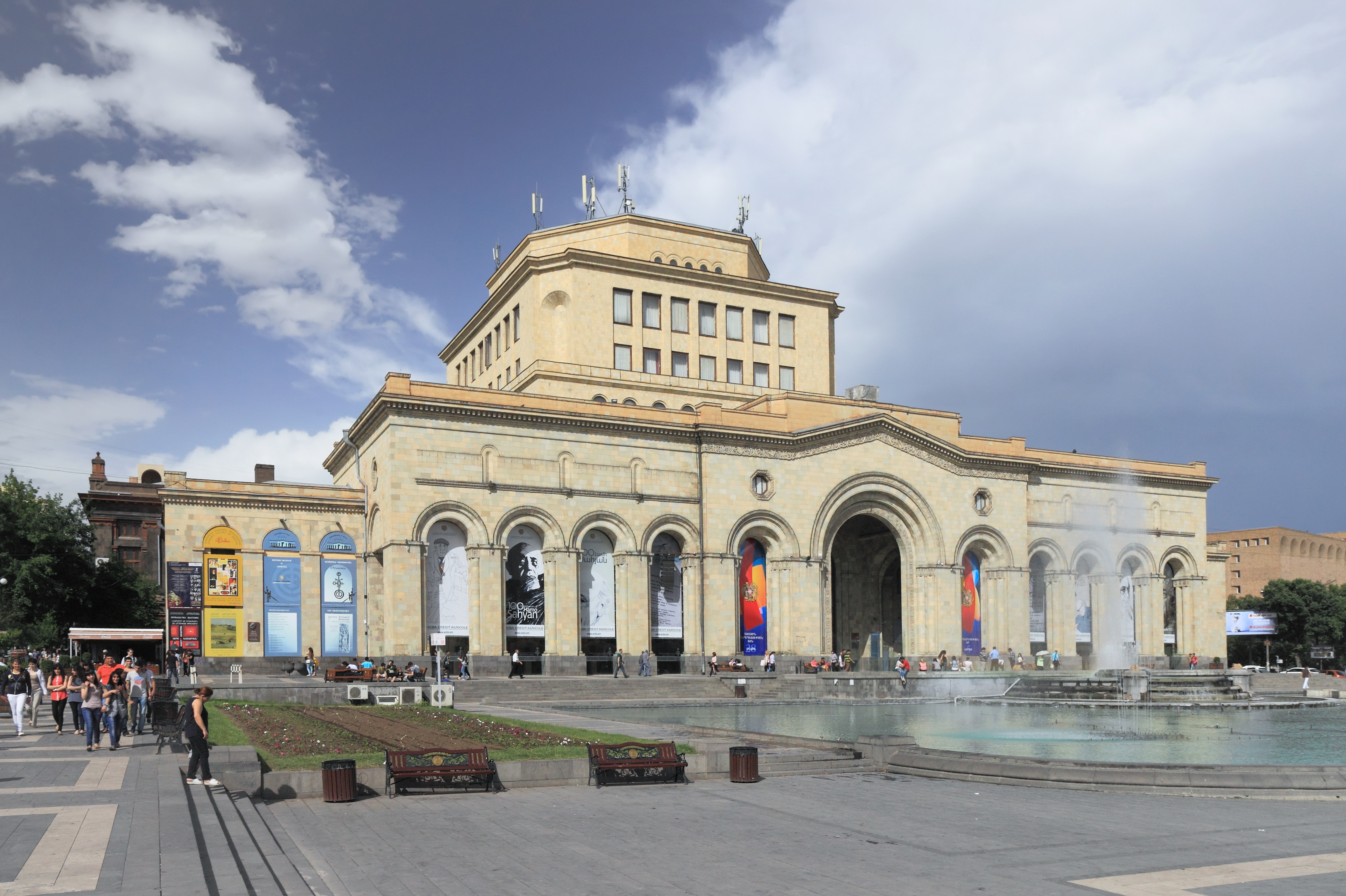
متحف التاريخ الأرمني
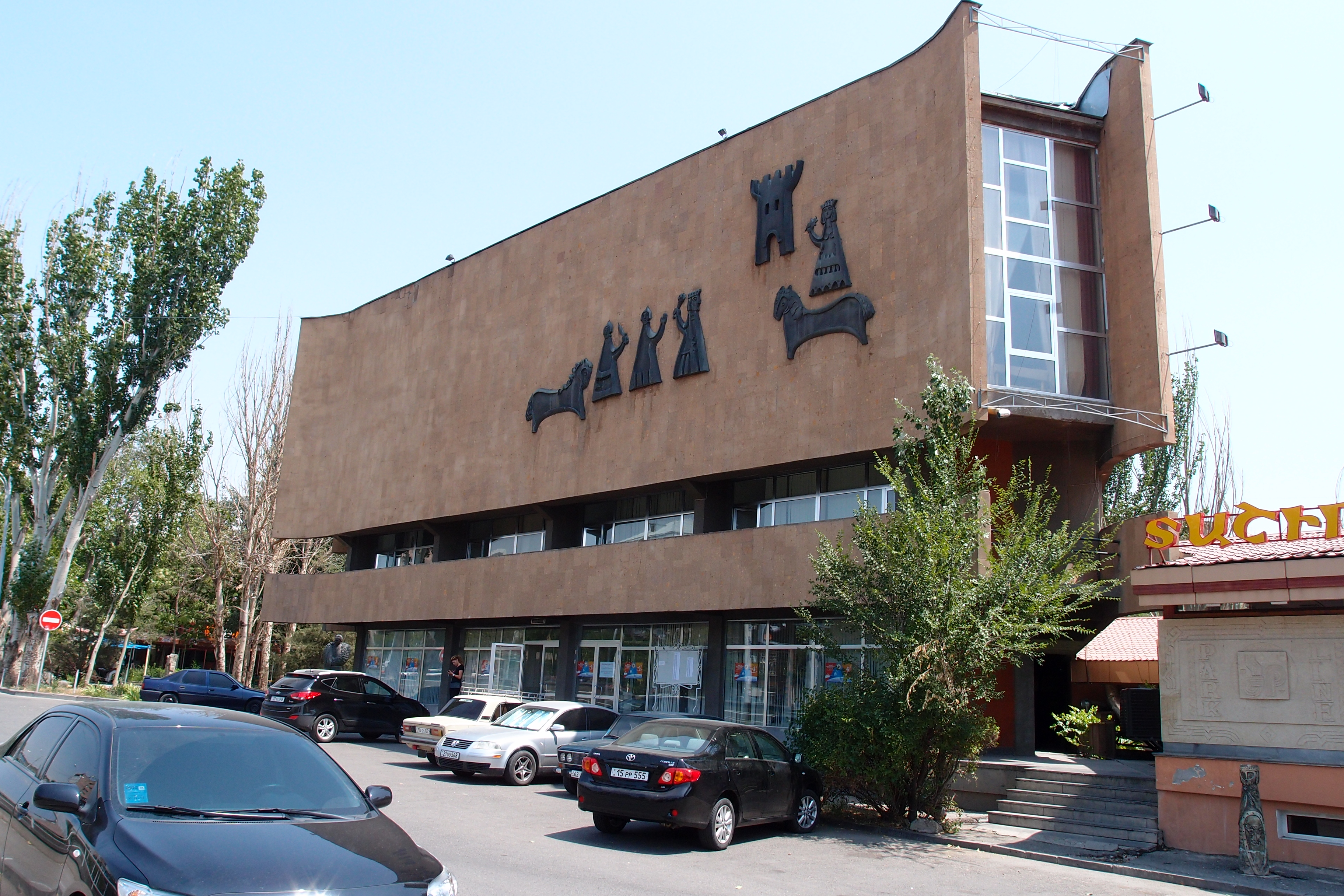
دار الشطرنج
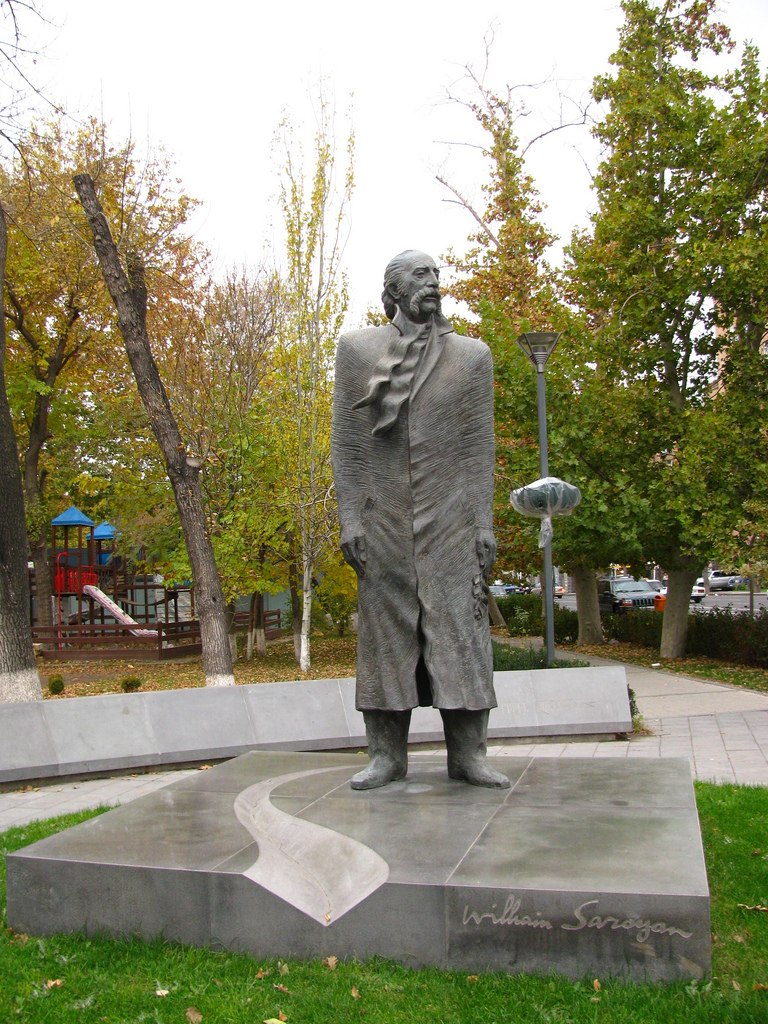
تمثال وليم ساريان
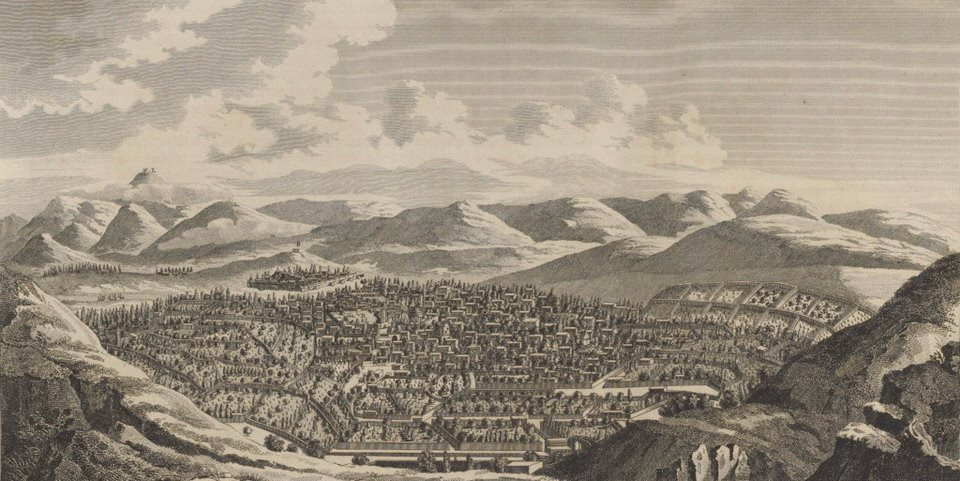
يروان برشة شاردان
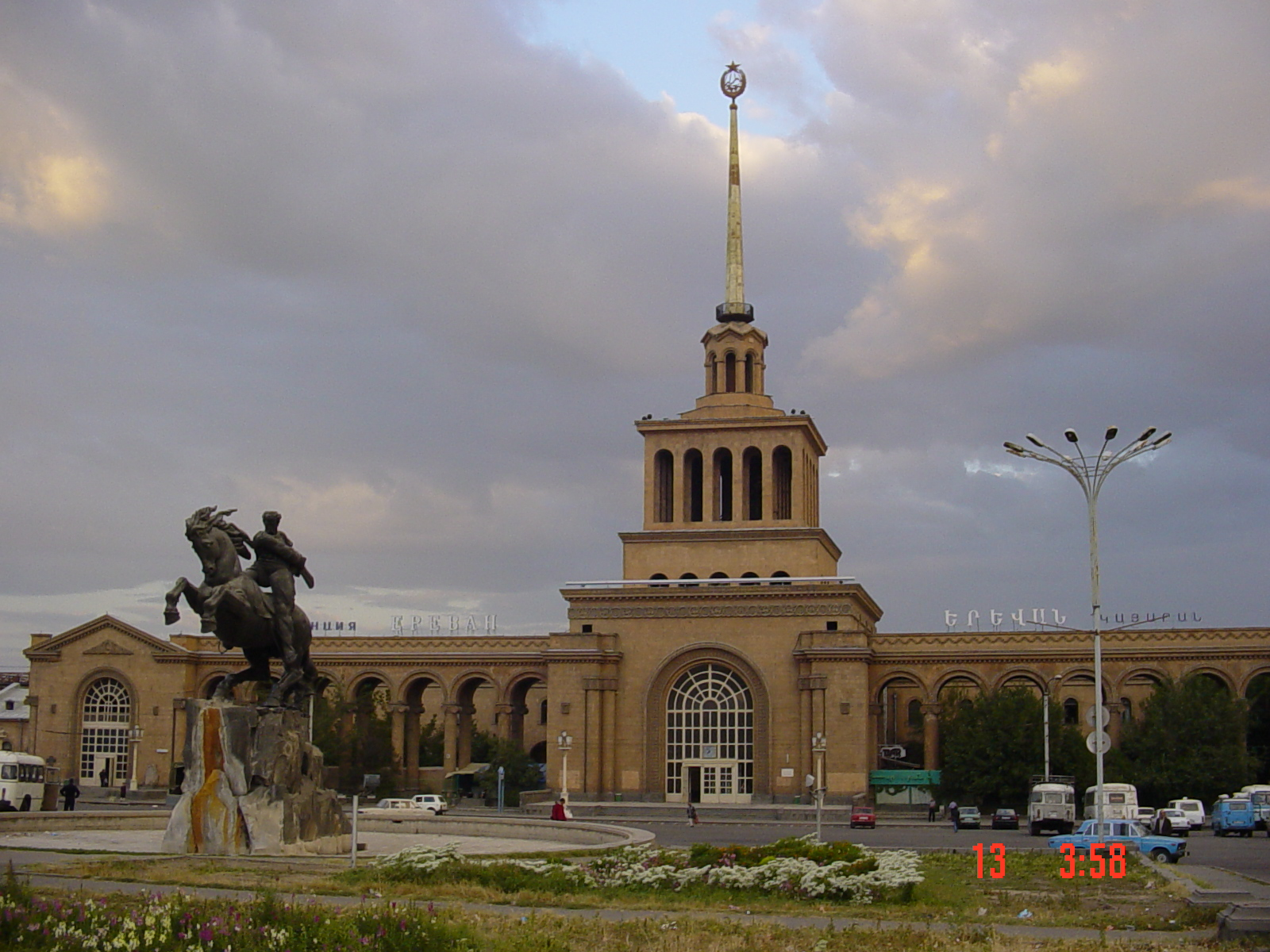
محطة القطارات
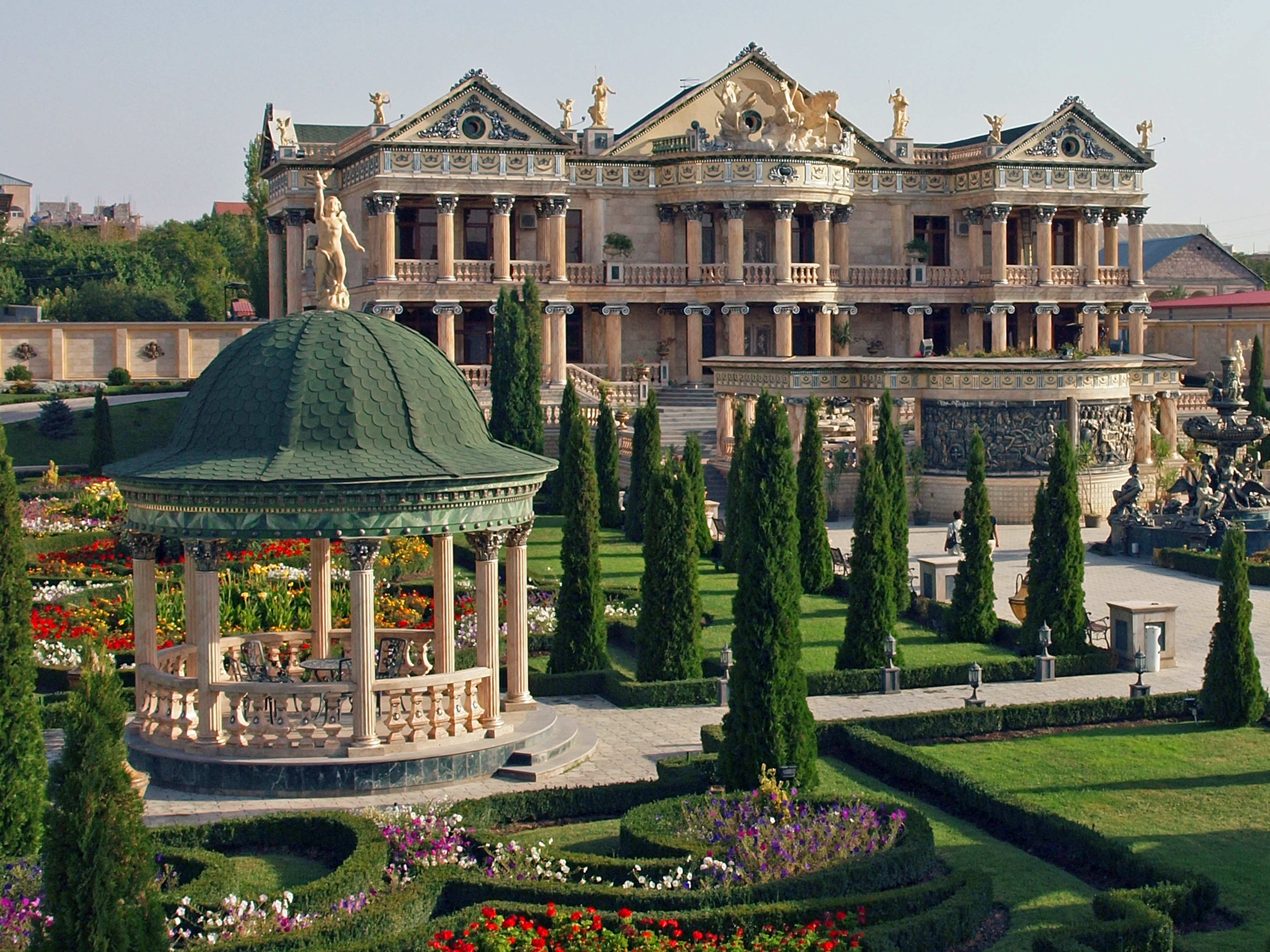
قصر أجابنياك في يروان
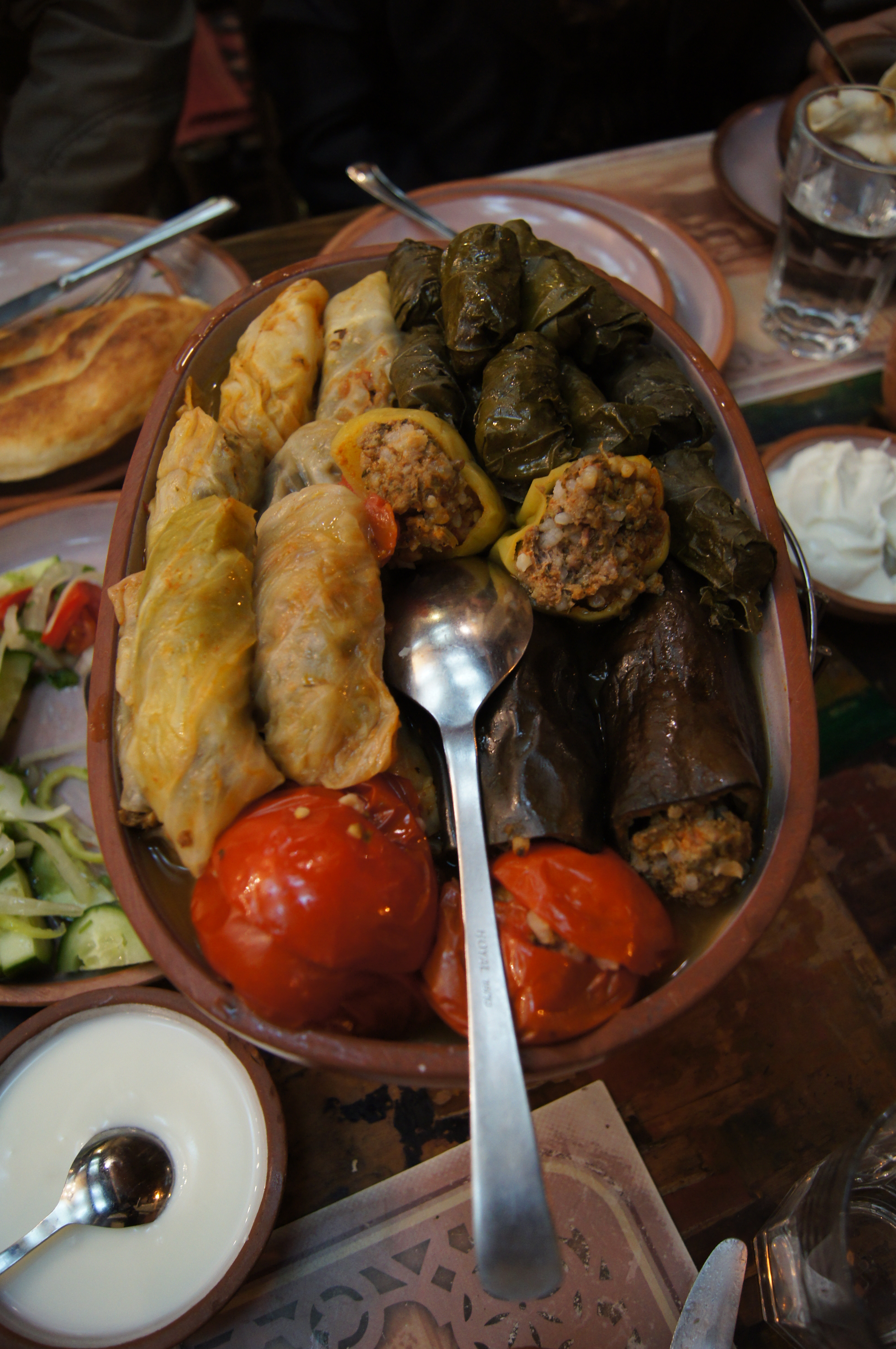
طبق ارمني